# Kalendarium inwazji Rosji na Ukrainę – wrzesień 2024
| 2022        | 2023        | 2024        | 2025        |
| ----------- | ----------- | ----------- | ----------- |
| –           | styczeń     | styczeń     | styczeń     |
| luty        | luty        | luty        | luty        |
| marzec      | marzec      | marzec      | marzec      |
| kwiecień    | kwiecień    | kwiecień    | kwiecień    |
| maj         | maj         | maj         | maj         |
| czerwiec    | czerwiec    | czerwiec    | czerwiec    |
| lipiec      | lipiec      | lipiec      | lipiec      |
| sierpień    | sierpień    | sierpień    | sierpień    |
| wrzesień    | wrzesień    | wrzesień    | wrzesień    |
| październik | październik | październik | październik |
| listopad    | listopad    | listopad    | listopad    |
| grudzień    | grudzień    | grudzień    | grudzień    |

## Wrzesień 2024

### 1 września

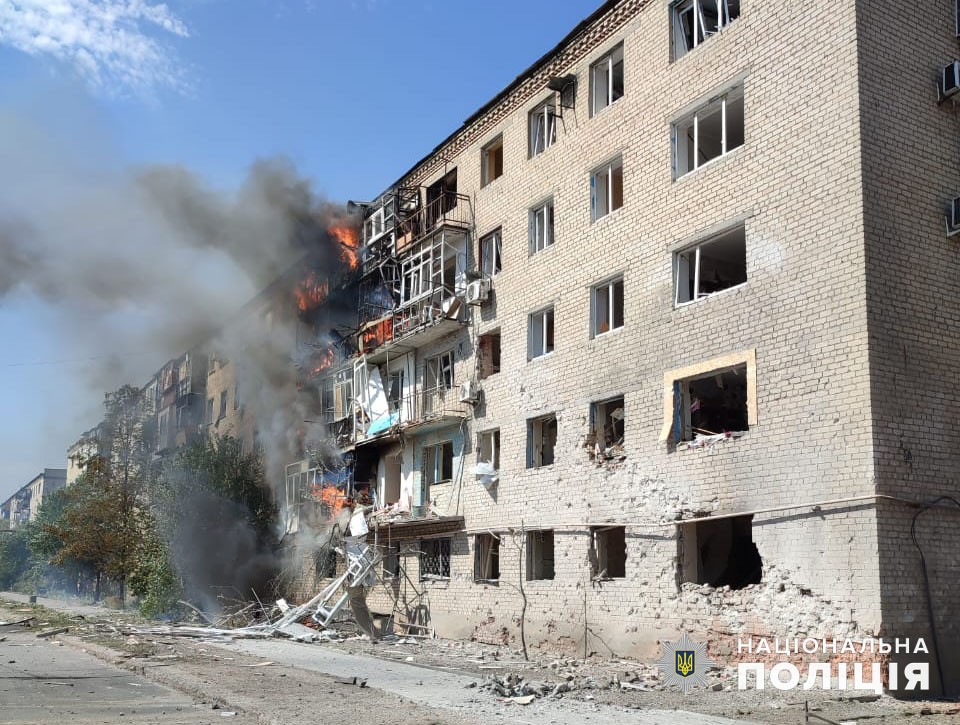
Budynek mieszkalny w Kurachowem po rosyjskim ostrzale. Zginęło czterech cywilów, a 10 zostało rannych. Uszkodzonych zostało siedem budynków mieszkalnych.

Rosja prawdopodobnie przejęła wsie Mychajliwka i Dołyniwka, na południowy wschód od Pokrowska w obwodzie donieckim. Rzecznik ukraińskiego Zgrupowania „Charków” Witalij Sarancew podał, że siły rosyjskie częściowo przesunęły się do linii obrony w pobliżu wsi Łypci w obwodzie charkowskim. Rosjanie starali się utrzymać swoje pozycje w rejonie Łypci i odzyskać te, które utracili, ponosząc dość znaczne straty na tym odcinku linii frontu. Sarancew stwierdził, że: „Niektórzy (rosyjscy) żołnierze (...) odmawiali wykonywania zadań bojowych. Na tym odcinku częściowo poprawiamy naszą pozycję taktyczną, a w przypadku sprzyjających warunków kontratakujemy wroga”, dodając, że Rosja utrzymywała w pobliżu tego obszaru znaczną liczbę personelu. Rzecznik ukraińskiej Grupy Operacyjno-Taktycznej „Siewiersk” Wadym Mysnyk powiedział, że Rosja nadal nie zapewniła swoim obywatelom korytarza humanitarnego, aby mogli opuścić obwód kurski, ponad trzy tygodnie po rozpoczęciu przez Ukrainę inwazji na ten region.
Według Institute for the Study of War (ISW) siły ukraińskie kontynuowały ataki w obwodzie kurskim, ale nie było żadnych potwierdzonych postępów ze strony Ukrainy. Wojska rosyjskie posunęły się na północ od Charkowa, na południowy wschód od Kupiańska, na południowy wschód od Pokrowska i na południowy zachód od Doniecka.
Sztab Generalny Ukrainy poinformował, że Rosja atakowała w kierunkach Charkowa, Kupiańska, Łymanu, Siewierska, Kramatorska, Torećka, Pokrowska, Kurachowego, Wremiwki i Chersonia, gdzie doszło do 182 starć. W ciągu doby wojska rosyjskie przeprowadziły 19 ataków rakietowych, 71 nalotów i 141 ostrzałów w na pozycje ukraińskie i obszary zaludnione. Siły ukraińskie kontynuowały operację w obwodzie kurskim.
Według władz lokalnych trzy osoby zginęły, a dziewięć zostało rannych w rosyjskich atakach w obwodach sumskim, donieckim i chersońskim. Kolejne osiem osób zostało rannych w nocy w obwodach charkowskim i dniepropetrowskim. Ministerstwo Spraw Wewnętrznych Ukrainy podało, że 18 osób, w tym sześcioro dzieci, zostało rannych w wyniku ataku rakietowym na ośrodek rehabilitacji społecznej i psychologicznej dzieci oraz sierociniec w północno-wschodniej części Sum. Narodowa Policja Ukrainy poinformowała, że siły rosyjskie zaatakowały dzielnicę mieszkalną i budynki w centrum Kurachowego w obwodzie donieckim za pomocą wyrzutni Uragan, zabijając trzy osoby i raniąc 11 kolejnych, w tym kilka poważnie. Uszkodzone zostały budynki mieszkalne, domy i samochody. Według mera Ihora Terechowa 47 osób, w tym siedmioro dzieci i dwóch medyków, zostało rannych w kilkunastu rosyjskich atakach (m.in. trzema pociskami balistycznymi Iskander-M i trzema rakietami S-300/S-400) na trzy rejony Charkowa. Uszkodzone zostało centrum handlowe, Pałac Sportu i budynki mieszkalne. Ponadto Narodowy Uniwersytet Sił Powietrznych w Charkowie poinformował, że w katastrofie wojskowego śmigłowca szkoleniowego zginęli dwaj członkowie załogi.
Ministerstwo Obrony Rosji stwierdziło, że w nocy rosyjska obrona przeciwlotnicza „zniszczyła i przechwyciła” 158 dronów nad obwodami moskiewskim (ok. 9–11 dronów), twerskim, woreneskim (ponad 10), kurskim (2), briańskim (ok. 34), biełgorodzkim (ok. 14) oraz lipieckim, riazańskim, kałuskim i tulskim (kilka) podczas ukraińskiego masowego ataku dronów na co najmniej 15 regionów Rosji. W wyniku ataku wybuchły pożary w Moskiewskiej Rafinerii Naftowej, należącej do Gazprom Nieft oraz Elektrowni Konakowo w obwodzie twerskim, jednej z największych elektrowni w centralnej Rosji. Loty z lotnisk Domodiedowo i Żukowskij zostały tymczasowo zawieszone. Według gubernatora Wiaczesława Gładkowa, po odparciu ataku w obwodzie biełgorodzkim uszkodzeniu uległo kilka domów, samochodów i nieruchomości komercyjnych.

### 2 września
Rosyjskie Ministerstwo Obrony podało, że wojska rosyjskie przejęły kontrolę nad wioską Skuchne w obwodzie donieckim. Prezydent Wołodymyr Zełenski, powołując się na raport Naczelnego dowódcy armii ukraińskiej generała Ołeksandra Syrskiego, stwierdził, że sytuacja w rejonie pokrowskim w obwodzie donieckim pozostawała „trudna”, jednak armia rosyjska nie poczyniła postępów w ciągu ostatnich dwóch dni. Zapytany, czy właściwe było rozpoczęcie najazdu na obwód kurski, Zełenski stwierdził, że Rosja przerzuciła „wystarczająco dużą liczbę” żołnierzy z sektorów Zaporoża i Chersonia do obwodu kurskiego.
W ocenie ISW wojska rosyjskie odzyskały utracone pozycje na wschód od Korieniewa pośród trwających ukraińskich ataków w obwodzie kurskim. Siły rosyjskie posunęły się naprzód w kierunkach Siewierska, Czasiw Jaru i Pokrowska oraz na południowy zachód od Doniecka.
Sztab Generalny Ukrainy podał, że Rosja atakowała w kierunkach Charkowa, Kupiańska, Łymanu, Siewierska, Kramatorska, Torećka, Pokrowska, Kurachowego, Wremiwki i Chersonia, gdzie doszło do 197 starć. W ciągu doby wojska rosyjskie przeprowadziły 33 ataki rakietowe, 68 nalotów i 139 ostrzałów w na pozycje ukraińskie i obszary zaludnione. Siły ukraińskie kontynuowały operację w obwodzie kurskim.
Według Sił Powietrznych Ukrainy w nocy Rosjanie zaatakowali obwody kijowski, sumski i charkowski za pomocą 35 rakiet, w tym 16 rakiet balistycznych Iskander-M/KN-23 (wystrzelonych z obwodów briańskiego, woroneskiego i kurskiego), 14 rakiet manewrujących Ch-101 (z samolotów Tu-95MS z obwodu wołgogradzkiego), czterech rakiet kierowanych S-300/S-400 (z obwodu biełgorodzkiego), jednej rakiety nieznanego typu (z obwodu biełgorodzkiego) i 23 dronów Shahed 136/131 (z Primorsko-Achtarska). Ukraińska obrona przeciwlotnicza zniszczyła dziewięć rakiet Iskander-M/KN-23, 13 pocisków Ch-101 i 20 dronów, natomiast jeden pocisk Ch-101 i trzy drony nie osiągnęły celów i zaginęły. Według źródeł ukraińskich Rosja przeprowadziła atak rakietowy i dronów na Kijów. Mer Witalij Kłyczko poinformował, że w wyniku rosyjskich ataków częściowo zniszczono wodociągi w rejonie hołosijiwskim, podobnie jak wejście do stacji metra, która służyła do ochrony przed atakami bombowymi. Szef Miejskiej Administracji Wojskowej Serhij Popko powiedział, że szczątki spadły na co najmniej cztery dzielnice miasta, powodując uszkodzenia samochodów i budynków niemieszkalnych.
Gubernator Serhij Łysak powiedział, że jedna osoba zginęła, a co najmniej trzy zostały ranne w rosyjskim ataku na Dniepr w obwodzi dniepropetrowskim. Budynki mieszkalne w jednym z rejonów Dniepru zostały uszkodzone. Gubernator Iwan Fedorow poinformował, że ok. 23:00 czasu lokalnego Rosja przeprowadziła atak na Zaporoże, zabijając dwie osoby, w tym 8-letniego chłopca i raniąc dwie kolejne. Atak częściowo zniszczył budynek, a fala uderzeniowa i gruzy spowodowały uszkodzenia pobliskich budynków. Według władz lokalnych siły rosyjskie zaatakowały Charków bombami kierowanymi, raniąc co najmniej 13 osób. Rosja zrzuciła także kierowaną bombę lotniczą na wieś Ruśka Łozowa w obwodzie charkowskim, raniąc co najmniej jedną osobę.
Według doniesień pożar magazynu oleju napędowego i ropy naftowej niedaleko Proletarska w obwodzie rostowskim, który wybuchł 18 sierpnia 2024 roku, został ostatecznie ugaszony. Władze lokalne podały, że co najmniej 49 strażaków zostało rannych podczas gaszenia pożaru.
Prezydent Wołodymyr Zełenski spotkał się w Zaporożu z nowym premierem Holandii Dickiem Schoofem, którzy uczestniczyli w pierwszych zajęciach nowego semestru w podziemnej szkole. Schoof zapowiedział także, że zapewni Ukrainie kolejny pakiet pomocy o wartości ponad 221 milionów dolarów z przeznaczeniem na ochronę i naprawę infrastruktury energetycznej Ukrainy oraz dodatkowe finansowanie pomocy humanitarnej. Zełenski na konferencji prasowej z Schoofem powiedział, że Ukraina nie otrzymała jeszcze całej broni obiecanej przez Zachód. Kraje zachodnie w dużej mierze pozwoliły Ukrainie na użycie dostarczonej broni podczas operacji w rosyjskim obwodzie kurskim, jednak wiele krajów nadal nie pozwalało na to, m.in. na użycie rakiet dalekiego zasięgu do ataków na cele wojskowe w Rosji.
Ministerstwo Obrony Ukrainy oświadczyło, że zatwierdziło opracowany i wyprodukowany w kraju transporter opancerzony „Chorunżyj” do użytku wojskowego. Jest to modernizacja radzieckiego transportera opancerzonego BTR-60, wyposażona w silnik wysokoprężny, dzięki któremu pojazd może osiągnąć prędkość do 80 km/h. Wyposażony również w nowoczesną elektronikę, kamery monitoringu, klimatyzację, autonomiczny generator pozwalający na pracę przy wyłączonym silniku oraz moduł bojowy z karabinem maszynowym kal. 14,5 mm lub armatą 30x113 mm. Może być używany jako transporter opancerzony do transportu żołnierzy, ewakuacji z pola bitwy, pojazd naprawczy, pojazd dowodzenia i jako samobieżny pojazd moździerzowy.
Agencja Bloomberg, powołując się na anonimowego europejskiego urzędnika, podała, że Iran może zacząć dostarczać Rosji rakiety balistyczne „w ciągu kilku dni”.
Ministerstwo Obrony Ukrainy oddało do użytku pierwszą podziemną kwaterę główną armii ukraińskiej. Podziemny szpital zapewniający podstawową opiekę medyczną i stabilizację stanu żołnierzy po urazach stał się pierwszym w ramach zakrojonego na szeroką skalę projektu realizowanego przez MON w porozumieniu z Siłami Medycznymi „Wschód”. Projekt przewiduje budowę ponad 20 podziemnych punktów kontrolnych.

### 3 września
Według ISW Rosja prawdopodobnie zajęła wieś Halicyniwka, na południowy wschód od Pokrowska. Ponadto wojska rosyjskie zrobiły postępy w pobliżu Torećka i Pokrowska oraz na południowy zachód od Doniecka.
Sztab Generalny Ukrainy oświadczył, że Rosja atakowała w kierunkach Charkowa, Kupiańska, Łymanu, Siewierska, Kramatorska, Torećka, Pokrowska, Kurachowego, Wremiwki, Zaporoża i Chersonia, gdzie doszło do 207 starć. W ciągu doby wojska rosyjskie przeprowadziły trzy ataki rakietowe, 86 nalotów, 97 ostrzałów i 1406 ataków dronów w na pozycje ukraińskie i obszary zaludnione. Siły ukraińskie kontynuowały operację w obwodzie kurskim.
Siły Powietrzne Ukrainy poinformowały, że Rosja zaatakowała Ukrainę przy wykorzystaniu trzech rakiet balistycznych Iskander-M/KN-23 (wystrzelonych z Krymu), rakiety manewrującej Ch-59/Ch-69 (z obwodu kurskiego) i 35 dronów Shahed 136/131 (z obwodu kurskiego i Krymu). Ukraińska obrona przeciwlotnicza zestrzeliła 27 dronów, natomiast sześć kolejnych zaginęło i spadło. Co najmniej 58 osób zginęło, a 328 zostało rannych w rosyjskim ataku rakietowym (przy użyciu dwóch rakiet balistycznych Iskander-M) na oddział Wojskowego Instytutu Telekomunikacji i Technologii Informacyjnych oraz pobliski szpital w Połtawie. Według prezydenta Zełenskiego budynek instytutu został „częściowo zniszczony”. Atak nastąpił krótko po 9:08 i uszkodził 10 innych budynków. Służby ratunkowe uratowały 25 osób, w tym 11 uwięzionych pod gruzami uszkodzonych budynków. Był to jedyny rosyjski atak, który spowodował największe straty w 2024 roku. Ofiarami byli prawdopodobnie członkowie armii ukraińskiej. Władze regionalne podały, że co najmniej jedna osoba została ranna po tym, jak rosyjski nalot (prawdopodobnie za pomocą bomby KAB) uszkodził budynek uniwersytetu w Sumach. Według mediów w mieście doszło do kilku kolejnych eksplozji po ataku uniwersytet.
Według Ośrodka Studiów Wschodnich (OSW) Rosjanie wyszli na południowe obrzeża Myrnohradu, a do Pokrowska pozostawało im ok. 7 km otwartej przestrzeni. Po zajęciu Hrodiwki i Nowohrodiwki siły rosyjskie skierowały się na południe, atakując ukraińskie linie komunikacyjne na zachód od Doniecka. Zagrożone odcięciem od zaplecza siły ukraińskie wycofały się z Karliwki i sąsiednich miejscowości, dzięki czemu Rosjanie przejęli kontrolę nad odcinkiem autostrady M04 Donieck–Dniepr, który stał się główną ukraińską drogą dofrontową w kierunku Pokrowska. Trwały walki o Sełydowe, a upadek miasta powstrzymały jednostki ukraińskie ściągnięte z okolic Wuhłedaru i Kupiańska. Wojska rosyjskie pogłębiły wtargnięcie w głąb Torećka na dwóch kierunkach i kontynuowały działania na rzecz oskrzydlenia Wuhłedaru. Odcięto miasto od węzłowej miejscowości Wodiane i częściowo zajęto Preczystiwkę. Pod kontrolą rosyjską znalazły się wszystkie węzłowe punkty drogi Marjinka–Pawliwka, do niedawna stanowiącej główną trasę zaopatrzenia Wuhłedaru. Rosjanie zrobili także postępy w Czasiw Jarze oraz na południe i północ od niego, zajmując tereny przyległe do kanału Doniec–Donbas. Siły rosyjskie poczyniły kolejne postępy na większości kierunków działań. Na południe od Orichiwa wyparły Ukraińców na pozycje zajmowane przed kontrofensywą w 2023 roku. Poszerzyły obszar kontrolowany na południe od Wełykiej Nowosiłki. Do poszerzenia rosyjskiego wyłomu doszło na południowy wschód od Siewierska oraz Kupiańska. Rosja miała również wyprzeć Ukraińców z kolejnych pozycji na granicy obwodów ługańskiego i charkowskiego. Ponadto Ukraińcy zajęli kolejne tereny w obwodzie kurskim, co doprowadziło do względnego wyrównania linii frontu. Największe postępy poczynili na wschód od Sudży. Niepowodzeniem zakończyły się ataki na Korieniewo. Wojska ukraińskie kontynuowały umacnianie się na zajętych pozycjach i przeprowadziły kolejne uderzenia na przeprawy pontonowe na rzece Sejm w rejonie głuszkowskim.
Minister obrony Bjørn Arild Gram poinformował, że Norwegia przekaże Ukrainie ok. 53,3 mln dolarów na zakup większej liczby dronów i systemów obrony powietrznej. Minister obrony Guido Crozetto powiedział, że zamiast przekazywać gotowy system ze swoich zapasów, Włochy wyprodukują dla Ukrainy nową baterię przeciwlotniczą SAMP/T.
Prezydent Wołodymyr Zełenski powiedział w wywiadzie dla NBC, że Ukraina planuje na czas nieokreślony kontrolować okupowane ziemie w obwodzie kurskim, określając operację kurską jako jeden z etapów zakończenia wojny, który w powiązaniu z drugim szczytem pokojowym Ukrainy, być może zmusi prezydenta Rosji Władimira Putina, aby zasiadł przy stole negocjacyjnym oraz zwrócić jego uwagę, że Ukraina nie potrzebuje rosyjskiej ziemi i nie chce tam przenosić ukraińskiego stylu życia.
Na Telegramie pojawiło się nagranie filmowe, na którym było widać trzech ukraińskich żołnierzy wychodzących z piwnicy z podniesionymi rękami, którzy następnie zostali zatrzymani przez żołnierzy rosyjskich, położeni twarzą do ziemi i rozstrzelani. Prokuratura Generalna Ukrainy poinformowała, że Rosjanie dokonali egzekucji na trzech ukraińskich jeńcach w pobliżu Torećka w obwodzie donieckim, dodając, że wszczęto śledztwo w sprawie zdarzenia.
Przewodniczący Rady Najwyższej Ukrainy Rusłan Stefanczuk poinformował, że minister przemysłu strategicznego Ołeksandr Kamyszin, minister sprawiedliwości Denys Maluśka, minister ekologii Rusłan Striłeć, wicepremier ds. integracji Ukrainy z Unią Europejską i NATO Olha Stefaniszyna oraz wicepremier i minister ds. reintegracji Iryna Wereszczuk złożyli swoje dymisje w ukraińskim parlamencie. Szef Funduszu Mienia Państwowego Ukrainy Witalij Kowal również złożył rezygnację po dziewięciu miesiącach pełnienia funkcji. Ponadto co najmniej pięciu ministrów zostało wcześniej odwołanych ze stanowisk, w związku z czym ponad ⅓ stanowisk w rządzie pozostawała nieobsadzona. Prezydent Zełenski w wieczornym przemówieniu powiedział, że jesień będzie dla Ukrainy niezwykle ważna, a instytucje państwowe powinny być odpowiednio skonfigurowane, aby Ukraina osiągnęła wszystkie niezbędne rezultaty. Podkreślił, żeby osiągnąć założone cele konieczne jest wzmocnienie niektórych obszarów władzy, w związku z czym przygotowywano się do rekonstrukcji rządu, a także do zmian personalnych w Kancelarii Prezydenta.

### 4 września
W ocenie ISW siły ukraińskie poczyniły niewielkie postępy w obwodzie kurskim. Siły rosyjskie posunęły się na południowy wschód od Pokrowska i na południowy zachód od Doniecka, a siły ukraińskie odzyskały pozycje na zachód od Doniecka.
Sztab Generalny Ukrainy podał, że Rosja atakowała w kierunkach Charkowa, Kupiańska, Łymanu, Siewierska, Kramatorska, Torećka, Pokrowska, Kurachowego, Wremiwki, Zaporoża i Chersonia, gdzie doszło do 138 starć. W ciągu 24h wojska rosyjskie przeprowadziły 14 ataków rakietowych, 72 naloty i 107 ostrzałów na pozycje ukraińskie i obszary zaludnione. Siły ukraińskie kontynuowały operację w obwodzie kurskim. Ukraińskie lotnictwo i artyleria przeprowadziły sześć ataków na miejsca koncentracji i dwa na systemy przeciwlotnicze.
Według Sił Powietrznych Ukrainy w nocy siły rosyjskie zaatakowały Ukrainę przy pomocy dwóch rakiet hipersonicznych Kindżał (wystrzelonych z samolotu MiG-31K z obwodu tulskiego), dwóch pocisków manewrujących Ch-22 (z samolotów Tu-22M3 znad Morza Czarnego), sześciu rakiet manewrujących Ch-101 z samolotów Tu-95MS z obwodu wołgogradzkiego), trzech rakiet manewrujących Iskander-K (z Krymu) i 29 dronów Shahed 136/131 (z obwodu kurskiego). Ukraińska obrona przeciwlotnicza zniszczyła cztery rakiety Ch-101, trzy rakiety Iskander-K i 22 drony, z kolei sześć dronów zaginęło, a jeden poleciał w stronę Białorusi.
Mer Andrij Sadowy poinformował, że wczesnym rankiem siły rosyjskie przeprowadziły serię ataków dronów i rakiet na Lwów, w wyniku czego co najmniej siedem osób zginęło, w tym troje dzieci (niemowlę i dwie dziewczynki w wieku 9 i 14 lat), a 64 zostało rannych (siedem osób było w stanie krytycznym), w tym ośmioro dzieci w rosyjskim ataku lotniczym na Lwów. Według mera wyniku ataku zostało uszkodzonych co najmniej 50 budynków, w tym trzy szkoły, centrum sztuki, szpitale i budynki mieszkalne, natomiast kilka budynków w pobliżu centralnego dworca kolejowego zapaliło się. Według gubernatora obwodu lwowskiego Maksyma Kozyckiego do ataku doszło przy pomocy drona Shahed oraz rakiet manewrujących. Jego zdaniem uszkodzonych zostało 188 budynków, w tym zabytkowych, mieszkalnych i szkół. Administracja Wojskowa podała, że w ciągu doby Rosja uderzyła w obwód sumski 149 razy, raniąc siedem osób. Ok. 12:00 czasu lokalnego Rosjanie zrzucili bombę lotniczą KAB na Jampil, raniąc łącznie sześciu cywilów w wieku od 36 do 72 lat. Kolejna osoba została ranna w ataku rakietowym na hromadę Swesy
. Członek Komisji ds. Oświaty ukraińskiego parlamentu, Roman Hryczczuk, powiedział, że wraz z rozpoczęciem nowego roku szkolnego na Ukrainie w ciągu zaledwie trzech dni Rosja zaatakowała i zniszczyła co najmniej 12 placówek oświatowych, powodując dużą liczbę ofiar.
Prorosyjski gubernator obwodu donieckiego Dienis Puszylin stwierdził, że trzy osoby zginęły, a pięć zostało rannych w wyniku ukraińskiego ataku na targowisko „Tekstilszczik” w Doniecku. W innej części miasta podobno 20-letnia kobieta została ranna  w wyniku wybuchu ładunku zrzuconego z drona. Puszylin dodał, że Ukraińcy przeprowadzili dziewięć ataków, używając ponad 15 pocisków.
Prezydent Wołodymyr Zełenski spotkał się w Kijowie z premierem Irlandii Simonem Harrisem. Obie strony podpisały dwustronną 10-letnią umowę o współpracy określającą pomoc humanitarną Irlandii, wsparcie w odbudowie Ukrainy, wysiłki integracyjne z UE i pociągnięcie Rosji do odpowiedzialności za straty wojenne. Irlandia zobowiązała się do przekazania dodatkowych 140 mln dolarów na nieśmiercionośne wsparcie wojskowe, w tym na sprzęt do usuwania min i materiałów wybuchowych, szkolenie ukraińskich żołnierzy oraz co najmniej 44 milionów dolarów na pomoc humanitarną dla Ukrainy w 2024 roku. Kanclerz Olaf Scholz poinformował, że Niemcy zamówiły dla Ukrainy 17 dodatkowych systemów obrony powietrznej IRIS-T. Do 2026 roku Ukraina powinna otrzymać z Niemiec 24 systemy IRIS-T, w tym 12 wersji średniego zasięgu i 12 krótkiego zasięgu.
Ministerstwo Obrony Ukrainy oświadczyło, że armia wykorzystywała przeciwko siłom rosyjskim nowo opracowane „smocze drony”, który wyrzucały w powietrze stopiony metal o wysokiej temperaturze. 108 Oddzielna Brygada Wojsk Obrony Terytorialnej opublikowała nagranie, na którym zaprezentowała użycie drona FPV, który wysypuje mieszaninę z płonącym tlenkiem żelaza i granulkami aluminium, znaną jako termit, na rosyjską pozycję, dodając, że: „Płonący Rosjanie na swoich pozycjach. Smoczy dron działa”.
Doradca Białego Domu ds. komunikacji na temat bezpieczeństwa narodowego John Kirby powiedział, że Rosja przeniosła 90% swoich samolotów 300 km od granicy z Ukrainą i że Stany Zjednoczone nie dyskutowały wówczas o jakiejkolwiek zmianie polityki dotyczącej ataków dalekiego zasięgu na terytorium Rosji.

### 5 września
Według materiałów geolokalizowanych Rosja zdobyła Preczystiwkę, na zachód od Wuhłedaru w obwodzie donieckim. Prezydent Wołodymyr Zełenski stwierdził, że ok. 60 tys. rosyjskich żołnierzy zostało przerzuconych z obwodów zaporoskiego i chersońskiego do obwodu kurskiego, a liczba rosyjskich ostrzałów rakietowych w tych rejonach zmniejszała się. Stosunek wystrzelonych pocisków w niektórych rejonach zmienił się z 1:12 na 1:3. Z kolei Naczelny dowódca armii ukraińskiej generał Ołeksandr Syrski powiedział, że siły ukraińskie zdołały powstrzymać postęp wojsk rosyjskich w sektorze Pokrowska w obwodzie donieckim, gdzie „przez ostatnie sześć dni wróg nie posunął się ani o metr w kierunku Pokrowska. Innymi słowy, nasza strategia działa”, dodając, że: „Odebraliśmy im możliwość manewrowania i rozmieszczania posiłków z innych kierunków... I to osłabienie zdecydowanie było odczuwalne w innych obszarach”. Według DeepState wojska rosyjskie w ostatnich dniach posuwały się naprzód w innych kierunkach w obwodzie donieckim.
Według ISW siły rosyjskie zintensyfikowały swoje długotrwałe działania ofensywne w celu wyeliminowania ukraińskiego wybrzuszenia wystającego na zachód i południowy zachód od Doniecka oraz posunięcia się do i wzdłuż autostrady H-15 Donieck–Zaporoże. Skoordynowane rosyjskie działania ofensywne z południowego skrzydła kierunku Pokrowska do zachodniego skrzydła ukraińskiej obrony wokół Wuhłedaru prawdopodobnie miały na celu zwiększenie presji na siły ukraińskie broniące się w zachodnim obwodzie donieckim. Wojska rosyjskie prowadziły stosunkowo intensywne ataki na południowy zachód i zachód od Doniecka, a zintensyfikowanie rosyjskich ofensywy w pobliżu Wuhledaru nie zwiastowało zmniejszenia tempa rosyjskiej ofensywy w zachodnim obwodzie donieckim w najbliższej przyszłości. Siły rosyjskie zwiększyły działania ofensywne w pobliżu Wuhłedaru wkrótce po rozpoczęciu poszerzania południowego skrzydła wybrzuszenia, co sugerowało, że Rosjanie zamierzali przeprowadzić wzajemnie wzmacniające się ataki wzdłuż południowego skrzydła w kierunku Pokrowska, bezpośrednio na zachód od Doniecka, wzdłuż autostrady 0-0532 i w pobliżu Wuhłedaru. Z kolei ukraińska inwazja na obwód kurski miała skutki na całym froncie i skutki te prawdopodobnie będą nadal wpływać na rosyjskie zdolności ofensywne i defensywne po kulminacji ofensywy na Pokrowsk. Tymczasem wojska rosyjskie posunęły się w kierunku Czasiw Jaru, na południowy wschód od Kupiańska i w kierunku Chersonia, a siły ukraińskie niedawno odzyskały pozycje na północ od Charkowa.
Sztab Generalny Ukrainy poinformował, że Rosja atakowała w kierunkach Charkowa, Kupiańska, Łymanu, Siewierska, Kramatorska, Torećka, Pokrowska, Kurachowego, Wremiwki, Zaporoża i Chersonia, gdzie doszło do 181 starć. W ciągu doby wojska rosyjskie przeprowadziły jeden atak rakietowy, 86 nalotów i 125 ostrzałów na pozycje ukraińskie i obszary zaludnione. Ukraińskie lotnictwo i artyleria przeprowadziły 15 ataków na miejsca koncentracji jeden na punkt kontrolny i pięć na systemy przeciwlotnicze.
Siły Powietrzne Ukrainy poinformowały, że w nocy Rosjanie zaatakowali Ukrainę przy użyciu jednej rakiety balistyczną Iskander-M (wystrzelonej z Krymu) i 78 dronów Shahed 136/131 (z Kurska, Jejska i Primorsko-Achtarska). Ukraińska obrona przeciwlotnicza zniszczyła 60 dronów, kolejne dwa wróciły do Rosji, jeden na Białoruś, a 15 zaginęło. Obrona przeciwlotnicza działała w obwodach kijowskim, czerkaskim, kirowohradzkim, winnickim, charkowskim, dniepropetrowskim, chersońskim, połtawskim, czernihowskim, żytomierskim i zaporoskim. Gubernator Wadym Fiłaszkin powiedział, że ze względu na pogarszającą się sytuację bezpieczeństwa dworzec kolejowy w Pokrowsku został zamknięty w celu ewakuacji ludności cywilnej, a lokalna administracja organizowała autobusy ewakuacyjne do Pawłohradu. W Pokrowsku pozostało jeszcze 26 tys. osób, w tym 1076 dzieci. Koleje Ukraińskie podały, że pociąg do ewakuacji cywilów odjedzie z Pawłohradu, 100 km na zachód, w pobliżu miasta Dniepr.
Prezydent Rumunii Klaus Iohannis podpisał dekret dotyczący przekazania Ukrainie systemu obrony powietrznej Patriot, wyrażając ostateczną zgodę na darowiznę.
Prezydent Władimir Putin powiedział, że inwazja Ukrainy na obwód kurski nie wzbudziła w Rosji nerwowości. Wręcz przeciwnie, ponieważ Ukraina wysłała do obwodu kurskiego „duże i dobrze wyszkolone siły”, „osłabiając własne wojska” na Ukrainie i umożliwić armii rosyjskiej przyspieszenie ofensywy i okupację jej. Pozostała część Donbasu była wówczas głównym celem Rosji, a „świętym obowiązkiem” armii rosyjskiej było wyparcie Ukraińców z obwodu kurskiego.

### 6 września
Rosja wkroczyła na południowe tereny wsi Syńkiwka we wschodnim obwodzie charkowskim, potencjalnie przejmując kontrolę miejscowością. 12 Brygada Szturmowa „Azow” stwierdziła, że pomogła ustabilizować „katastrofalną” sytuację w Nju-Jorku w obwodzie donieckim, odblokowując otoczonych ukraińskich żołnierzy i odzyskując część miejscowości. Brygada przyznała jednak, że sytuacja w Nju-Jorku pozostawała napięta, ponieważ siły rosyjskie przeprowadziły do 15 ataków naziemnych w ciągu doby.
Według ISW siły rosyjskie odzyskały utracone pozycje w obwodzie kurskim. Z kolei siły ukraińskie odzyskały utracone pozycje w pobliżu Pokrowska, a wojska rosyjskie posunęły się w kierunku Torećka. Brytyjskie MON podało, że siły rosyjskie podejmowały kolejne kroki w celu zwiększenia swoich pozycji taktycznych wokół Wuhłedaru, położonego ok. 30 km na południe od Doniecka. Wuhłedar od dłuższego czasu był obiektem zainteresowania rosyjskiego wojska, jako kluczowy punkt oporu na południu obwodu donieckiego. Wcześniej Rosja podejmowała już próby przejęcia kontroli nad miastem, jednak pomimo poniesionych znaczących strat, nie udało się osiągnąć decydujących przewag terytorialnych. W sierpniu 2024 roku rosyjskie siły zrobiły ważne postępy na wschód i zachód od Wuhłedaru, przejmując kontrolę nad pobliską wsią Preczystiwka i tocząc walki o Wodiane.
Według Sił Powietrznych Ukrainy Rosja zaatakowała Ukrainę przy użyciu jednej rakiety manewrującej Ch-59 i jednej rakiety przeciwradarowej Ch-31P (wystrzelonych z obwodów ługańskiego i briańskiego) oraz 44 dronów Shahed 136/131 (z Kurska, Primorsko-Achtarska i Krymu). Ukraińska obrona przeciwlotnicza zestrzeliła 27 dronów, a kolejne osiem zaginęło na Ukrainie. Obrona powietrzna działała w obwodach kijowskim, kirowohradzkim, winnickim, dniepropetrowskim, mikołajowskim, chersońskim, połtawskim, połtawskim, połtawskim, lwowskim, donieckim, zaporoskim i sumskim.
Władze lokalne podały, że ok. 10 rano czasu lokalnego co najmniej jedna osoba zginęła, a 64 zostało rannych, w tym troje dzieci w wieku 4-11 lat, w rosyjskim ataku rakietowym (prawdopodobnie za pomocą rakiet balistycznych Iskander-M/KN-23) na Pawłohrad w obwodzie dniepropetrowskim. W mieście odnotowano kilka trafień, a mieszkanie w wieżowcu stanęło w płomieniach. „Infrastruktura w mieście została zniszczona. Dwa lokalne domy zostały uszkodzone, a jeden był zamieszkany. Zniszczono dwa pawilony handlowe i budynek gospodarczy”. Według gubernatora Serhija Łysaka jedna osoba zginęła w wyniku rosyjskiego ostrzału. Prokuratura regionalna poinformowała, że jedna osoba zginęła, a pięć zostało rannych, w tym dwóch nastolatków, w rosyjskim ataku na Krasnopole w obwodzie sumskim. Według śledczych Rosja zrzuciła trzy bomby lotnicze KAB ok. 15:00 czasu lokalnego, uszkadzając 15 domów. Wojska rosyjskie zrzuciły pięć bomb lotniczych KAB na zaludnione obszary rejonu berysławskiego w obwodzie chersońskim. Jedna trafiła obok budynku mieszkalnego, w wyniku czego 28-letnia kobieta doznała licznych obrażeń od odłamków szkła.
W Niemczech odbyło się 24. spotkanie w formacie Rammstein. Minister obrony Rustem Umierow rozmawiał z sekretarzem obrony USA Lloydem Austinem o potrzebach wojskowych Ukrainy. Podczas spotkania prezydent Wołodymyr Zełenski wezwał sojuszników do zapewnienia niezbędnej liczby broni dalekiego zasięgu i umożliwienia jej użycia nie tylko na okupowanym terytorium Ukrainy, ale także na terytorium Rosji. Zełenski stwierdził, że ukraińskie ataki na obwód kurski pochłonęły ok. 6 tys. zabitych Rosjan. Od rozpoczęcia inwazji 6 sierpnia 2024 roku Ukraina kontrolowała dużą część terytorium, obejmującą obszar ponad 1300 km², w tym ok. 100 miejscowości. „Dzięki naszym działaniom nie ma zagrożenia dla miasta Sumy, jak miało to miejsce w maju w przypadku Charkowa”, dodając, że: „Putina nie obchodzą rosyjskie ziemie i ludzie, on po prostu chce zagarnąć jak najwięcej naszej ziemi i jak najwięcej naszych miast”.
Stany Zjednoczone zapowiedziały kolejny pakiet pomocy wojskowej dla Ukrainy o wartości do 250 mln dolarów, który obejmował m.in. rakiety RIM-7 Sea Sparrow i wsparcie obrony powietrznej, amunicję do systemów M142 HIMARS, systemy FIM-92 Stinger, pociski artyleryjskie 155 mm i 105 mm, broń przeciwpancerną Javelin i AT-4, amunicję do pojazdów o wysokiej mobilności (HMMWV) oraz bojowe wozy piechoty M2 Bradley, transportery opancerzone M113, pojazdy MRAP i łodzie patrolowe. Sekretarz obrony Wielkiej Brytanii John Healey zapowiedział pakiet pomocy wojskowej o wartości 162 milionów funtów, który obejmował dostawę ok. 650 lekkich pocisków wielozadaniowych. Minister obrony Bill Blair ogłosił, że Kanada przekaże fundusze na szkolenie ukraińskich pilotów F-16 oraz zapewni kluczowy sprzęt i wsparcie ukraińskim bazom lotniczym i flotom. Ponadto zobowiązała się dostarczyć 80 840 silników CRV-7 i 1300 głowic bojowych, 970 nadwyżkowych karabinów maszynowych, 10 500 pistoletów 9 mm, 29 transporterów opancerzonych M113, 64 pojazdów rozpoznawczych Coyote i fundusze na szkolenie ukraińskich pilotów. Minister obrony Boris Pistorius ogłosił nowy pakiet pomocy wojskowej dla Ukrainy, obejmujący 12 haubic Panzerhaubitze 2000 oraz 77 czołgów Leopard 1A5 „tak szybko, jak to możliwe” od Niemiec i innych europejskich sojuszników. Minister obrony Ruben Brekelmans zapowiedział, że Dania przeznaczy 80 milionów euro na sprzęt i materiały do konserwacji ukraińskich F-16 oraz pociski powietrze-powietrze dla nich. Minister obrony Margarita Robles podała, że Hiszpania natychmiast dostarczy „kompletną baterię Hawk” (sześć wyrzutni) na Ukrainę. Były minister ds. przemysłu strategicznego Ołeksandr Kamyszin powiedział, że Litwa przeznaczy 10 milionów euro na zakup nowych ukraińskich dronów rakietowych „Palianytsia” dla Ukrainy.
Przewodnicząca Komisji Europejskiej Ursula von der Leyen ogłosiła, że Unia Europejska zapewni Ukrainie pakiet pomocy humanitarnej o wartości 44 mln dolarów, aby pomóc w naprawach energetycznych przed zimą.
Siły Powietrzne Ukrainy opublikowały nagranie samolotu Su-24M, który przewoził krajowy odpowiednik zestawu rosyjskiego UMPK(bomby szybującej), aby umożliwić ukraińskim samolotom przeprowadzanie bombardowań dalekiego zasięgu. Wicepremier i minister transformacji cyfrowej Mychajło Fedorow poinformował, że rząd uruchomił ukraiński rynek materiałów wybuchowych i detonatorów. Wielkość produkcji ukraińskiej amunicji uzależniona była wówczas od importu materiałów wybuchowych i detonatorów. Ukraina miała jednak własny potencjał rozwoju tego obszaru, dlatego należo stymulować rynek i tworzyć jak najkorzystniejsze warunki dla producentów.
Amerykański dziennik The Wall Street Journal zacytował anonimowych urzędników amerykańskich i europejskich, którzy donosili, że Iran dostarczył Rosji nieznaną ilość niezidentyfikowanych rakiet balistycznych krótkiego zasięgu. W odpowiedzi na zapytania mediów, rzecznik Rady Bezpieczeństwa Narodowego Białego Domu John Kirby powiedział, że Stany Zjednoczone były zszokowane doniesieniami i że jakikolwiek transfer rakiet balistycznych z Iranu do Rosji oznaczałby gwałtowną eskalację poparcia Iranu dla rosyjskiej wojny na Ukrainie. Premier Denys Szmyhal, powołując się na informacje wywiadu wojskowego, powiedział, że Rosja przygotowywała się do nowej rundy zakrojonych na szeroką skalę ataków na system energetyczny Ukrainy, podobnych do ataków przeprowadzanych jesienią i zimą 2022–2023 roku, powodujących poważne niedobory energii i rozległe szkody w całym kraju. Szmyhal podkreślił, że jeśli rosyjskie ataki nie zmienią obecnej sytuacji, Ukraina może przetrwać zimę bez przerw w dostawie prądu.
Prezydent İlham Əliyev powiedział na Forum Ekonomicznym w Cernobbio we Włoszech, że Azerbejdżan prowadził negocjacje z Ukrainą, Rosją i Unią Europejską. UE i Ukraina oświadczyły, że kontrakt Rosji na dostawy gazu ziemnego do Europy przez Ukrainę wygaśnie w grudniu 2024 roku, natomiast UE i Azerbejdżan były zainteresowane nową umową, jednak gaz z Azerbejdżanu musi najpierw przejść przez południową Rosję, a następnie Ukrainę, zanim dotrze do UE.

### 7 września
Ministerstwo Obrony Rosji ogłosiło, że siły rosyjskie zajęły wieś Kalinowo w obwodzie donieckim.
W ocenie ISW siły rosyjskie odzyskały cześć terytorium, a wojska ukraińskie zrobiły postępy w obwodzie kurskim podczas trwających ukraińskich operacji ofensywnych w tym regionie. Siły rosyjskie zrobiły postępy w pobliżu Kupiańska, Pokrowska i Doniecka oraz w delcie rzeki Dniepr.
Według Sił Powietrznych Ukrainy siły rosyjskie zaatakowały 11 regionów Ukrainy za pomocą 67 dronów Shahed 136/131, wystrzelonych z Kurska, Jejska i Krymu. Ukraińska obrona przeciwlotnicza zniszczyła 58 dronów, natomiast sześć dronów skierowało się w stronę Rosji, Białorusi i okupowanego obwodu ługańskiego, a kolejne trzy zaginęły na Ukrainie. Obrona powietrzna działała w obwodach winnickim, rówieńskim, chmielnickim, kijowskim, kirowohradzkim, mikołajowskim, czernihowskim, czerkaskim, sumskim, chersońskim i połtawskim. Spadające szczątki zestrzelonych rosyjskich dronów uszkodziły trzy domy prywatne w jednej z dzielnic obwodu kijowskiego. Fragmenty jednego z dronów znaleziono obok budynku Rady Najwyższej w Kijowie. Prezydent Edgars Rinkēvičs powiedział, że rosyjski dron wojskowy rozbił się we wschodniej części Łotwy, dodając, że dochodzenie było w toku.
Gubernator Wadym Fiłaszkin poinformował, że trzy osoby (w wieku od 24 do 69 lat) zginęły, a trzy zostały ranne w wyniku rosyjskiego ostrzału artyleryjskiego na Kostiantyniwkę. Atak uszkodził wieżowiec, lokalny budynek administracyjny, sklep, aptekę, sześć samochodów i trzy linie energetyczne. Ok. 22:00 wojska rosyjskie uderzyły w Mykołajiwka w rejonie kramatorskim bombami lotniczymi FAB-250 UMPK. Według doniesień w wyniku ataku zniszczeniu uległ budynek hotelu, w którym przebywała wówczas ludność cywilna, a ratownicy wyciągnęli dwie ofiary spod gruzów. Gubernator Serhij Łysak poinformował, że wieczorem i w nocy wojska rosyjskie zaatakowały Nikopol i hromadę Marganiec w obwodzie dniepropetrowskim, w wyniku czego jedna osoba zginęła, a dwie zostały ranne. Gubernator Ołeh Siniehubow powiedział, że w wyniku rosyjskiego ataku na Charków i jego przedmieścia ranna została osoba cywilna. „Według danych 44-letnia kobieta miała ostrą reakcję na stres w Malej Danyliwce. Rakieta lotnicza KAB uderzyła w dom prywatny”.
Gubernator Aleksandr Gusiew podał, że w nocy drony zaatakowały budynek w rejonie ostrogożskim w obwodzie woroneskim. Według doniesień drony zostały stłumione za pomocą walki elektronicznej, a spadające szczątki podpaliły „wybuchowe obiekty”, co doprowadziło do detonacji, które zmusiły do ewakuacji pobliskich miejscowości. Według lokalnych kanałów na Telegramie eksplodował skład amunicji w pobliżu wioski Sołdatskoje, co doprowadziło do potężnego pożaru. Nie odnotowano żadnych ofiar. Służba Bezpieczeństwa Ukrainy (SBU) potwierdziła później, że „duże składowisko amunicji i sprzętu” zostało „utracone”. Siły ukraińskie stwierdziły, że zniszczono dwa mosty pontonowe nad rzeką Sejm w obwodzie kurskim i system obrony powietrznej Osa przy użyciu bomb SDB i rakiet HIMARS.
Ministerstwo Spraw Zagranicznych Ukrainy, w odpowiedzi na doniesienia mediów o dostarczaniu przez Iran rakiet balistycznych Rosji, stwierdziło, że od ponad dwóch lat Ukraina jest ofiarą codziennych ataków terrorystycznych ze strony Rosji przy użyciu różnych śmiercionośnych broni, w tym irańskich dronów. Jeśli jednak Iran zapewni rakiety balistyczne Rosji, będzie to miało druzgocące konsekwencje dla dwustronnych stosunków między Ukrainą a Iranem. Pogłębiająca się współpraca wojskowa i techniczna między Rosją a Iranem stwarzała poważne zagrożenie dla bezpieczeństwa nie tylko Ukrainy, ale także całej Europy, Bliskiego Wschodu i świata.
Podczas Międzynarodowego Forum Ekonomicznego Ambrosetti we Włoszech prezydent Wołodymyr Zełenski, powiedział, że Ukraina „budowała podziemne obiekty do produkcji broni, aby ukraińscy żołnierze mogli się bronić nawet w przypadku opóźnień w dostawach od naszych partnerów”. Dodał także, że opracowano nowe drony i rakiety, szczególnie po to, aby „powrócić wojnę na terytorium Rosji”.
Szef wywiadu ukraińskiego generał Kyryło Budanow powiedział, że platforma społecznościowa Telegram jest szkodliwa i stwarzała zagrożenie dla ukraińskiego bezpieczeństwa narodowego. Nie zgadzał się jednak z blokowaniem Telegramu przez Ukrainę w taki sam sposób, w jaki blokowano rosyjski portal społecznościowy VKontakte w maju 2017 roku, jednak uważa, że przystępując do kanału na Telegramie ludzie nie powinni być anonimowi, a właściciele kanałów powinni zostać poproszeni o zarejestrowanie swojej tożsamości, aby wszyscy zrozumieli, że jest to kanał dla obywatela Rosji lub obywatela Ukrainy.

### 8 września
Ministerstwo Obrony Rosji stwierdziło, że wojska rosyjskie zdobyły wioskę Wodiane na północny wschód od ufortyfikowanego miasta Wuhłedar w obwodzie donieckim. Ministerstwo Obrony Rosji ogłosiło przejęcie kontroli nad Nowohrodiwką w obwodzie donieckim. Strona ukraińska nie skomentowała tych doniesień. Źródła BBC potwierdziły wycofanie się armii ukraińskiej z miasta.
W ocenie ISW siły rosyjskie przeprowadziły kontrataki w obwodzie kurskim pośród trwających ukraińskich ofensyw w tym rejonie. Armia rosyjska zrobiła postępy w pobliżu Torećka i Czasiw Jaru w obwodzie donieckim. Analitycy twierdzili także, że siły rosyjskie w ostatnim czasie posunęły się we wschodnim Torećku i kontynuowały działania ofensywne w tym rejonie.
Sztab Generalny Ukrainy podał, że Rosja atakowała w kierunkach Charkowa, Kupiańska, Łymanu, Siewierska, Kramatorska, Torećka, Pokrowska, Kurachowego, Wremiwki, Zaporoża i Chersonia, gdzie doszło do 164 starć. W ciągu doby wojska rosyjskie przeprowadziły 73 naloty i 190 ostrzałów na pozycje ukraińskie i obszary zaludnione. Ukraińskie lotnictwo i artyleria przeprowadziły 11 ataków na miejsca koncentracji i systemy przeciwlotnicze, dwa na systemy artyleryjskie i jeden system przeciwlotniczy. Prezydent Zełenski poinformował, że w ciągu tygodnia Rosja użyła przeciwko Ukrainie ponad 800 kierowanych bomb lotniczych, prawie 300 dronów Shahed 136/131 oraz ponad 60 rakiet.
Według Sił Powietrznych Ukrainy Rosjanie zaatakowali Ukrainę przy użyciu czterech rakiet manewrujących Ch-59 (wystrzelonych z obwodu biełgorodzkiego) i 23 dronów Shahed 136/131 (z Krymu i Kurska). Ukraińska obrona przeciwlotnicza zniszczyła jeden pocisk Ch-59 i 15 dronów w obwodach odeskim, charkowskim i dniepropetrowskim, natomiast pozostałe trzy rakiety i dwa drony zaginęły, nie osiągając swoich celów. Administracja Wojskowa poinformowała, że w nocy dwie osoby zginęły, a cztery zostały ranne w podczas wielokrotnego ostrzału Sum. Atak spowodował uszkodzenia domów i pojazdów. Gubernator Ołeh Syniehubow poinformował, że wieczorem siły rosyjskie przeprowadziły atak za pomocą wyrzutni rakiet na obszar mieszkalny w Dergaczach w obwodzie charkowskim, w wyniku czego zginęła 76-letnia kobieta, a co najmniej 13 zostało rannych, w tym dziecko. W ataku uszkodzono osiem domów mieszkalnych. Gubernator Ołeksandr Prokudin podał, że Rosjanie zrzucili materiały wybuchowe z drona na minibus w rejonie Dniepru w obwodzie chersońskim, w wyniku czego sześć osób zostało rannych w wieku od 43 do 60 lat. Ponadto nad ranem jedna osoba została ranna w ataku drona w Nowoberysławiu.
Ministerstwo Obrony Rumunii oświadczyło, że w nocy radar wojskowy wykrył rosyjskiego drona wkraczającego w rumuńską przestrzeń powietrzną podczas ataku na ukraińską infrastrukturę. Następnie dron opuścił rumuńską przestrzeń powietrzną i poleciał z powrotem na Ukrainę. Władze wysłały tam dwa myśliwce F-16 w celu obserwacji z powietrza i przeprowadzenia działań poszukiwawczych na niezamieszkanych obszarach w pobliżu wsi Periprava. Ministerstwo Obrony zwróciło się do Rosji o przestrzeganie przepisów międzynarodowych i powiadomiło sojuszników z NATO o wtargnięciu w jej przestrzeń powietrzną. MSZ Rumunii wydało oświadczenie, w którym potępiło „ponowne naruszenie” przez Rosję przestrzeni powietrznej kraju i wezwało ją do zaprzestania „kolejnych ataków”, twierdząc, że spowodowało to wymknięcie się przez to sytuacji bezpieczeństwa w całym regionie. Po raz pierwszy od początku wojny rosyjski dron Shahed wkroczył w przestrzeń powietrzną Łotwy, który przyleciał z terytorium Białorusi. Według władz łotewskich dron zgubił się, a następnie rozbił się w pobliżu Rzeżycy.
Gubernator Wiaczesław Gładkow podał, że ok. 18:00 ukraiński dron uderzył w zbiornik paliwa w pobliżu Wołokonowki w obwodzie biełgorodzkim, Później Gładkow stwierdził, że ukraińskie drony zaatakowały trzy kolejne osady w obwodzie, uszkadzając kilka domów mieszkalnych i samochodów. Nie zgłoszono żadnych ofiar.
Członek Komisji Bezpieczeństwa Narodowego i Polityki Zagranicznej irańskiego parlamentu Ahmad Bakhshayesh Ardestani przyznał w wywiadzie dla irańskiej gazety Didban Iran, że irańskie rakiety balistyczne zostały wysłane do Rosji w celu ataku na Ukrainę, ponieważ Teheran był zmuszony do wymiany barterowej z Rosją. Ardestani stwierdził, że: „Musimy targować się o nasze potrzeby, w tym import soi i pszenicy. Część targowania obejmowała wysyłanie pocisków, a część obejmuje wysyłanie wojskowych dronów do Rosji”. Zapytany, czy wysłanie rakiet balistycznych do Rosji może doprowadzić do dalszych sankcji lub uruchomić tzw. mechanizm „snapback” przeciwko Iranowi, odpowiedział: „Nie może być gorzej niż jest. Dajemy rakiety Hezbollahowi, Hamasowi i Al-Haszd asz-Szabi, więc dlaczego nie Rosji? Sprzedajemy broń i otrzymujemy dolary. Obchodzimy sankcje poprzez nasze partnerstwo z Rosją. Importujemy soję, kukurydzę i inne towary z Rosji. Europejczycy sprzedają broń Ukrainie. NATO weszło na Ukrainę, więc dlaczego nie mielibyśmy wspierać naszego sojusznika, wysyłając rakiety i drony do Rosji?”. Dzień później wyższy dowódca irańskiej Korpusu Strażników Rewolucji Islamskiej brygadier Fazlollah Nozari, stwierdził, że Iran nie dostarczył Rosji żadnych rakiet, określając wcześniejsze doniesienia jedynie jako wojnę psychologiczną, dodając, że Iran nie wspiera żadnej strony konfliktu między Ukrainą i Rosją.
Prezydent Wołodymyr Zełenski zwrócił się do premiera Włoch Giorgii Meloni o zostanie mediatorem w negocjacjach ze Stanami Zjednoczonymi w sprawie dostaw systemów obrony przeciwrakietowej Patriot. Naczelny dowódca armii ukraińskiej generał Ołeksandr Syrski stwierdził, że w 2023 roku siły rosyjskie wystrzeliły od 6 do 10 pocisków na każdy ukraiński pocisk, natomiast w 2024 roku na każdy ukraiński pocisk przypadało od 2 do 2,5 rosyjskich pocisków.

### 9 września
Rosja zdobyła miasto Krasnohoriwka, 20 km od Doniecka. Formalnie stwierdziła, że zajęła tę miejscowość następnego dnia, wraz z Hryhoriwką i Halytsyniwką. Rosja zdobyła również wieś Memryk, 20 km od Pokrowska.
W opinii ISW siły rosyjskie odzyskały utracone pozycje w obwodzie kurskim pośród trwających ukraińskich działań ofensywnych w tym rejonie. Wojska rosyjskie posunęły się wzdłuż linii Kupiańsk–Swatowe, w pobliżu Siewierska i Pokrowska oraz na południowy zachód od Doniecka, a siły ukraińskie odzyskały pozycje w pobliżu Siewierska.
Siły Powietrzne Ukrainy podały, że Rosja zaatakowała Ukrainę przy użyciu trzech rakiet manewrujących Ch-59/Ch-69 (wystrzelonych z obwodu kurskiego i okupowanego obwodu donieckiego) i ośmiu dronów Shahed 136/131 (z Kurska). Ukraińska obrona przeciwlotnicza zniszczyła dwie rakiety Ch-59/Ch-69 i sześć dronów, natomiast dwa kolejne zaginęły na terenie Ukrainy. Obrona przeciwlotnicza działała w obwodach kijowskim, czerkaskim, sumskim i dniepropietrowskim.
Gubernator Serhij Łysak powiedział, że nad ranem siły rosyjskie ostrzelały (za pomocą wyrzutni rakietowych Grad i dronów) miasto Nikopol w obwodzie dniepropetrowskim, zabijając 16-letnią dziewczynę i raniąc trzy kolejne osoby w wieku od 66 do 79 lat. Rosja wystrzeliła pociski artyleryjskie „na centrum, w wyniku czego odnotowano zniszczenia w jednym z przedsiębiorstw. Uszkodzonych zostało 12 domów prywatnych i osiem budynków gospodarczych. Uszkodzone zostały dwa garaże, samochód osobowy, linia energetyczna”. Trafienia odnotowano także na terenach hromad marganieckiej, pokrowskiej i myriwskiej w rejonie nikopolskim. Gubernator Ołeksandr Prokudin podał, że armia rosyjska zaatakowała dronem cywilny samochód w Antoniwce na przedmieściach Chersonia, raniąc dwóch cywili. Rosjanie za pomocą drona zaatakowali jeden ze szpitali w rejonie dnieprzańskim w Chersoniu. W ataku ranna została pielęgniarka. Administracja Wojskowa podała, że wojska rosyjskie przeprowadziły 16 ostrzałów terenów przygranicznych obwodu sumskiego za pomocą nalotów, moździerzy, artylerii i dronów różnego typu. W sześciu hromadach odnotowano 42 eksplozje. Według Wołodymyra Artiucha w związku z nasileniem rosyjskich ostrzałów w rejonie szostkinskim ogłoszono obowiązkową ewakuację trzech miejscowości: Głuchowa, Swesy i Esmania, w których żyło łącznie ok. 40 tys. osób.
Ministerstwo Obrony Łotwy potwierdziło na konferencji prasowej, że rosyjski dron rozbił się 7 września w parafii Gaigalava, 85 km na północny zachód od granicy z Białorusią. Materiały wybuchowe nie wybuchły. Dron leciał w kierunku Ukrainy przez białoruską przestrzeń powietrzną przed wlotem na Łotwę. Sojusznicy z NATO zostali powiadomieni o incydencie. MSZ Łotwy oświadczyło, że wezwało rosyjskiego chargé d’affaires na Łotwie w związku z incydentem i zwróciło się o wyczerpujące wyjaśnienie zdarzenia. Chargé d’affaires oświadczył, że poinformuje rosyjskie Ministerstwo Spraw Zagranicznych o sytuacji. Ministerstwo Obrony Rumunii podało, że w powiecie Tulcza, niedaleko granicy z Ukrainą, odkryto wrak rosyjskiego drona Shahed. „W najbliższej przyszłości poszukiwania będą prowadzone także w okolicach wsi Karaorman, gdzie według doniesień istnieje kolejne możliwe miejsce katastrofy”.
Minister obrony Szwecji Pål Jonson ogłosił 17. pakiet pomocy wojskowej dla Ukrainy o wartości 443 milionów dolarów, obejmujący łodzie bojowe, broń przeciwpancerną, amunicję, rakiety i części zamienne do samolotów Gripen, dodając, że Szwecja wkroczyła w „nową fazę wsparcia wojskowego dla Ukrainy, z większym naciskiem na produkcję zamiast darowizn”. Przekazanie samolotów Gripen Ukrainie „nie było wówczas opcją wykonalną, ponieważ kolidowałoby to z priorytetowym wprowadzeniem myśliwców F-16”, ale Szwedzi kontynuowali wysiłki w celu ustalenia warunków wysyłania Gripenów na Ukrainę w przyszłości, w związku z czym „pozyskiwano części materiałowe do samolotów JAS 39 Gripen” o wartości ok. 222 milionów dolarów. Ukraina ogłosiła, że rozpoczęto krajową produkcję odpowiedników granatów ręcznych z czasów Związku Radzieckiego, takich jak F-1 i RGD-5.
Państwowa Służba Ratunkowa stale starała się zwiększyć liczbę saperów, których w służbie ratowniczej było wówczas ok. 2 tys. Na Ukrainie działa 53 operatorów rozminowywania, którzy otrzymali odpowiednie dokumenty certyfikacyjne i pozwolenia na humanitarne rozminowywanie. Służba Ratownicza wspólnie z Japońską Agencją Współpracy Międzynarodowej (JICA) organizowała jeden z projektów, w ramach którego zostanie zrealizowany nowoczesny ośrodek szkolenia saperów.
Armia ukraińska poinformowała, że 7 sierpnia w obwodzie charkowskim żołnierze 3 Brygady Pancernej Ukrainy zestrzelili rosyjskiego drona zwiadowczego Orłan-10 na rekordowej wysokości 3620 m. 3 Brygada opublikowała nagranie z widokiem z perspektywy pierwszej osoby przedstawiające prawdopodobnie kolejny dron wbijający się w rosyjskiego drona. Armia ukraińska podała, że w sierpniu 2024 roku siły rosyjskie użyły broni chemicznej przeciwko ukraińskim żołnierzom 447 razy, co stanowiło naruszenie Konwencji o zakazie broni chemicznej.

### 10 września
Rzecznik Gwardii Narodowej Ukrainy Rusłan Muzyczuk powiedział, że w ciągu ostatniego miesiąca siły rosyjskie stały się znacznie bardziej aktywne w sektorze kupiańskim w północno-wschodnim obwodzie charkowskim. „(Siły rosyjskie) próbowały atakować nasze pozycje, mianowicie w rejonie Syńkiwki i Stelmachiwki, gdzie Rosja podjęła w ostatnich dniach dość poważne ataki”. Rosjanie podejmowali próby ataków w innych miejscach obwodu charkowskiego. Według Muzyczuka Rosja koncentrowała jednostki czołgów i zmechanizowane podczas próby natarcia na południu, gdzie wojska rosyjskie próbowały przedostać się przez linię obrony wzdłuż rzeki Żerebeć. Rosja starała się zwiększyć presję na całym froncie i rozciągnąć ukraińską obronę, w związku z czym wojska rosyjskie zintensyfikowały ataki w pobliżu Tyche. Ponadto 92 Brygada Szturmowa poinformowała, że jej siły odparły próbę przebicia granicy przez rosyjskie jednostki zmechanizowane w obwodzie charkowskim.
Według ISW siły ukraińskie posunęły się naprzód w obwodzie kurskim w trakcie trwających ukraińskich ofensyw w tym rejonie. Wojska rosyjskie zrobily postępy w pobliżu Kreminnej, Siewierska, Torećka, Pokrowska i Doniecka.
Sztab Generalny Ukrainy poinformował, że Rosja atakowała w kierunkach Charkowa, Kupiańska, Łymanu, Siewierska, Kramatorska, Torećka, Pokrowska, Kurachowego, Wremiwki, Zaporoża i Chersonia, gdzie doszło do 131 starć. W ciągu 24h wojska rosyjskie przeprowadziły dwa ataki rakietowe, 66 nalotów i 180 ostrzałów na pozycje ukraińskie i obszary zaludnione. Ukraińskie lotnictwo i artyleria przeprowadziły 10 ataków na miejsca koncentracji i systemy przeciwlotnicze, jeden na punkt kontrolny, osiem na systemy artyleryjskie i jeden na stację walki radioelektronicznej.
Według doniesień armia rosyjska rozpoczęła kontrofensywę w obwodzie kurskim, z doniesieniami o rosyjskich postępach w rejonie koreniewskim. Czeczeński dowódca Apti Alaudinow stwierdził również, że wojska rosyjskie wkroczyły do Snagostu. Stwierdzono również, że Rosjanie odzyskali rzekomo miejscowości Gordiejewka i Wniezapnoje. Prezydent Putin podobno nakazał swoim wojskom odzyskanie okupowanego obszaru obwodu kurskiego do 1 października 2024 roku.
Według Sił Powietrznych Ukrainy w nocy armia rosyjska zaatakowała Ukrainę przy użyciu jednej rakiety balistycznej Iskander-M (wystrzelonej z Krymu), jednej rakiety przeciwradarowej Ch-31P (znad Morza Czarnego) i 46 dronów Shahed 136/131 (z Kurska i Jejska). Ukraińska obrona przeciwlotnicza zestrzeliła 38 dronów, kolejne trzy udały się w kierunku Rosji i obwodu ługańskiego, natomiast trzy zaginęły na terenie Ukrainy. Obrona przeciwlotnicza działała w obwodach winnickim, kijowskim, czernihowskim, kirowohradzkim, mikołajowskim, odeskim, chersońskim, czerkaskim, sumskim, dniepropetrowskim, charkowskim, zaporoskim i połtawskim. Dwie osoby zostały ranne w obwodzie czerkaskim. W Humaniu uszkodzony został obiekt infrastrukturalny. Premier Denys Szmyhal powiedział, że Rosja zrzuciła ścieki z cukrowni w miejscowości Tiotkino w obwodzie kurskim do rzeki Sejm, która przepływa przez obwody biełgorodzki i kurski, a także obwód sumski i czernihowski, a następnie wpływa do rzeki Dniepr, powodując spadek poziomu tlenu i śmierć dużej liczby ryb. Szmyhal stwierdził także, że przed nadchodzącą zimą Ukraina zabezpieczyła 85% swojej infrastruktury energetycznej w oczekiwaniu na dalsze rosyjskie ataki.
Ministerstwo Obrony Rosji stwierdziło, że zestrzelono 144 drony nad dziewięcioma obwodami, w tym moskiewskim (ok. 20), briańskim (72), kurskim (14), tulskim (13), biełgorodzkim (8), kałuskim (7), woroneskim (5), lipieckim (4) i orłowskim (1). Według mera Siergieja Sobianina obwód moskiewski został zaatakowany przez ponad 15 dronów, które zostały zestrzelone w rejonie Podolska, Lubierec, Ramienskoje, Domodiedowa i Kołomny. W troickim okręgu administracyjnym fragmenty drony spadły na terytorium prywatnego domu, ale nie było ofiar. W wyniku uderzenia spadających szczątków drona w blok mieszkalny zginęła 46-letnia kobieta, a trzy kolejne zostały ranne, natomiast trzy mieszkania w Ramienskoje w obwodzie moskiewskim zapaliły się. Dziesiątki domów w regionie zostało uszkodzonych z powodu ukraińskich ataków. Gubernator Andriej Worobiow stwierdził, że co najmniej dwa wysokie wieżowce zostały uszkodzone przez drony. W związku z atakami trzy główne lotniska w Moskwie (Domodiedowo, Żukowskij i Wnukowo) zostały tymczasowo zamknięte. Ukraiński wywiad poinformował, że zestrzelono rosyjski samolot Su-30SM podczas operacji na Morzu Czarnym. Samolot został prawdopodobnie zniszczony przez przenośny system przeciwlotniczy i należał do 43 Oddzielnego Pułku Lotnictwa Morskiego Sił Powietrzno-Kosmicznych Rosji. Ok. 11:00 nad ranem armia rosyjska straciła kontakt z załogą, która prawdopodobnie zginęła. Wywiad ukraiński i ukraińskie siły specjalne podały, że podłożono ładunki wybuchowe pod rosyjską linię kolejową w obwodzie biełgorodzkim, wykolejając pociąg towarowy składający się z 11 wagonów i lokomotywy.
Według ISW wprowadzenie do walki w rejonie Pokrowska ukraińskich rezerw doprowadziło do ustabilizowania sytuacji. Ukraińcy kontrolowali Sełydowe, lecz walki trwały na wschodnich krańcach miasta. Według części źródeł wznowione zostały walki o zajętą przez Rosjan Hrodiwkę. Po kilkudniowej przerwie Rosjanie wyprowadzili nowy atak w kierunku zachodnim, rozpoczynając walki o Łysiwkę, której zajęcie znacznie utrudniłoby zaopatrzenie sił broniących Sełydowego. Pogłębiało się oskrzydlenie sił ukraińskich na zachód od Doniecka. Część Ukraińców wycofała się, oddając ostatnie pozycje w zachodniej Krasnohoriwce i rejon umocniony wokół wsi Newelśke. Ewakuację wojsk ukraińskich utrudniały rosyjskie postępy na zachodnim brzegu rzeki Wołcza, gdzie walki toczyły się w pobliżu Ukrajinśka i Hirnyka, a także wzdłuż rzeki Łozowa. Wojska rosyjskie zintensyfikowały działania na południowy zachód od Doniecka, oskrzydlając Wuhłedar. Po zajęciu przez Rosjan Wodianego zaopatrzenie miasta możliwe było wyłącznie drogami gruntowymi. Sytuację utrudniały postępy rosyjskie na południe od Wuhłedaru oraz na zachód, trasą w kierunku Wełykiej Nowosiłki. Rosjanie zajęli Preczystiwkę, z której biegnie droga do Kurachowego, i podeszli pod Zołotą Nywę, skąd prowadziła droga do Pokrowska. Siły rosyjskie kontynuowały także atak na zachód z zajętej Kostiantyniwki. Ukraińcy krótkotrwale odzyskali pozycje w północnej części Nju-Jorka, czym umożliwili ewakuację żołnierzy okrążonych na terenie zakładów chemicznych. Wypierając Ukraińców, wojska rosyjskie wkroczyły do Nelipiwki. Poczyniły też postępy w Torećku, zajmując kolejne kwartały we wschodniej części miasta, a także na zachód od Nju-Jorka. Rosja wypierała siły ukraińskie z ostatnich pozycji na wschód od kanału Doniec–Donbas w rejonie Czasiw Jar]u. Rosjanie przekroczyli kanał na północ od miasta, lecz nie osiągając tam znaczących postępów. Na północny wschód od Kupiańska Rosjanie opanowali ruiny Syńkiwki oraz poczynili postępy na południowy wschód od miasta w kierunku rzeki Oskoł. Ukraińskie Zgrupowanie „Tawria” potwierdziło aktywizację sił rosyjskich w obwodzie chersońskim. Według części źródeł Rosjanie zajęli kilka większych wysp u ujścia Dniepru i przeprowadzili rozpoznanie na jego prawym brzegu. Wzrosła aktywność artylerii i dronów.
Minister obrony Ruben Brekelmans w rozmowie z Frankfurter Allgemeine Zeitung oświadczył, że Holandia zezwoliła Ukrainie na wykorzystanie dostarczonej broni do uderzeń w głąb terytorium Rosji. Obiecane przez kraj myśliwce F-16 również nie podlegały ograniczeniom.
Sekretarz stanu Stanów Zjednoczonych Anthony Blinken potwierdził w Londynie, że Iran przekazał Rosji rakiety balistyczne krótkiego zasięgu do użytku podczas wojny rosyjsko-ukraińskiej. USA ogłoszą nowe sankcje wobec Iranu, a ograniczenia dotkną także irańskie linie lotnicze Iran Air. Szefowie MSZ Francji, Niemiec i Wielkiej Brytanii wydali wspólne oświadczenie, w którym zdecydowanie potępiają irański eksport rakiet balistycznych do Rosji. Wsparcie militarne Iranu oznaczało dalszą eskalację agresywnej wojny Rosji przeciwko Ukrainie, dzięki której rakiety Iranu będą mogły dotrzeć do terytorium Europy, zwiększając niebezpieczeństwo narodu ukraińskiego i  stanowiąc bezpośrednie zagrożenie dla bezpieczeństwa europejskiego. Te trzy kraje oświadczyły, że jeśli Iran dostarczy Rosji rakiety balistyczne, zostaną podjęte nowe, poważne środki przeciwko Iranowi, m.in. natychmiast zostaną podjęte kroki w celu anulowania dwustronnej umowy o usługach lotniczych z Iranem oraz pociągnięcia do odpowiedzialności kluczowych podmiotów i osób zaangażowanych w irański program rakiet balistycznych. Trzy kraje będą ściśle współpracować z partnerami europejskimi i międzynarodowymi, aby zareagować zdecydowanie, a także wezwać Iran do natychmiastowego zaprzestania wszelkiego wsparcia Rosji w wojnie z Ukrainą.

### 11 września
Według ISW wojska rosyjskie rozpoczęły kontrataki wzdłuż zachodniego skraju kontrolowanego przez Ukraińców obszaru w obwodzie kurskim i według doniesień 10 i 11 września zajęły kilka miejscowości na północny wschód i południe od Korieniewa. Dostępne dowody wizualne sugerowały, że siły rosyjskie przeprowadzające kontrataki w obwodzie kurskim działały w jednostkach wielkości kompanii i mogły wykorzystywać elementy bardziej doświadczonych w walce jednostek do przeprowadzania kontrataków. Tymczasem wojska rosyjskie zrobiły postępy na południowy wschód od Kupiańska, w pobliżu Torećka i w pobliżu Pokrowska.
Według doniesień rosyjska kontrofensywa w rejonie korieniewskim w obwodzie kurskim trwała nadal, a niektóre rosyjskie źródła podały, że odzyskano nawet 165 km². Dowódca czeczeńskich sił specjalnych Ahmed Apdi Araudinov powiedział, że rosyjska 155 Brygada Piechoty Morskiej przeprowadziła kontratak z zachodu na obwód kurski, odbijając „ok. 10 miejscowości”, w tym wieś Snagost. Operacje te miały miejsce w trakcie przerzucania wojsk ukraińskich z obwodu kurskiego w pobliże Pokrowska, co według ukraińskiego blogera wojennego dało siłom rosyjskim przewagę w Kursku. Jak doniesiono, jednym z celów kontrofensywy było uwolnienie odizolowanych wojsk rosyjskich między rzeką Sejm a Ukrainą. Ukraiński projekt DeepState poinformował, że „sytuacja na lewej [zachodniej] flance sił ukraińskich w obwodzie kurskim pogorszyła się”. Według niego „Rosjanie rozpoczęli aktywne operacje szturmowe, przewożąc pojazdy opancerzone przez rzekę Sejm i inne mniejsze rzeki”, a siły rosyjskie zbliżały się do Snagostu, ale nie potwierdzono, że wieś została zajęta.
Siły Powietrzne Ukrainy podały, że Rosja zaatakowała Ukrainę za pomocą jednej rakiety balistycznej Iskander-M (wystrzelonej z Kraju Krasnodarskiego), dwoma rakietami kierowanymi S-300 (z okupowanego obwodu donieckiego), sześcioma rakietami przeciwradarowymi Ch-31P (znad Morza Czarnego) i 25 dronów Shahed 136/131 (z Kurska, Jejska i Krymu). Ukraińska obrona przeciwlotnicza zestrzeliła 20 dronów, natomiast pięć dronów zaginęło na terytorium Ukrainy. Obrona przeciwlotnicza działała w obwodach kijowskim, chersońskim, czerkaskim, sumskim, dniepropetrowskim i połtawskim. Gubernator Wadym Fiłaszkin powiedział, że ok. 12:00 i 14:00 Rosja dwukrotnie uderzyła za pomocą artylerii w Kostiantyniwkę w obwodzie donieckim, w wyniku czego trzy osoby zginęły, a pięć zostało rannych. Podczas ataku uszkodzone zostały cztery domy, sklep i linia energetyczna.
Gubernator Andriej Czibis poinformował, że drony zaatakowały obwód murmański, co spowodowało ograniczenia lotów w miastach Murmańsk i Apatyty. poinformował, że zestrzelono trzy drony, które przeleciały ponad 1600 km od Ukrainy. Ministerstwo Obrony Rosji nie odnotowało żadnych dronów nad obwodem murmańskim, dodając, że obrona przeciwlotnicza zestrzeliła ukraińskie drony nad obwodami biełgorodzkim, kurskim i orłowskim. Ministerstwo Obrony Rosji oświadczyło, że odparto próbę przejęcia przez siły ukraińskie platformy wiertniczej Krym-2 na Morzu Czarnym.
Premier Denys Szmyhal po spotkaniu z premier Eviką Siliņą zapowiedział, że Łotwa przekaże Ukrainie nowy pakiet pomocy wojskowej, obejmujący m.in. transportery opancerzone. Departament Obrony USA poinformował, ze przyznano kontrakt o wartości ok. 1,2 miliarda dolarów wykonawcy zbrojeniowemu Raytheon na produkcję pocisków powietrze-powietrze AIM-120 AMRAAM. Będzie to obejmować sprzedaż zagraniczną broni Ukrainie i innym krajom.
Minister spraw zagranicznych David Lammy powiedział, że Ukrainie zostanie przekazana nowa partia pomocy humanitarnej o wartości 781 mln dolarów „na najpilniejsze potrzeby humanitarne, energetyczne i stabilizacyjne, a także wsparcie reform, ożywienia gospodarczego i odbudowy”, wsparcie ukraińskiej sieci energetycznej i wzmocnienie infrastruktury energetycznej przed zimą i oczekiwaną kampanią rosyjskich ataków i pomoc humanitarną, która wesprze Ukraińców żyjących na pierwszej linii frontu i przesiedleńców. Pakiet obejmował także gwarancje kredytowe o wartości 484 mln dolarów dla kredytów Banku Światowego, mające na celu wzmocnienie stabilności gospodarczej poprzez finansowanie usług publicznych, takich jak szkoły i szpitale, a także wypłatę emerytur i wynagrodzeń pracowników sektora publicznego. Sekretarz stanu USA Antony Blinken ogłosił, że Stany Zjednoczone przekażą Ukrainie pomoc humanitarną o wartości 700 mln dolarów, w tym 325 mln dolarów na pomoc w naprawie infrastruktury energetycznej, 290 milionów dolarów na wsparcie „milionów ludzi na Ukrainie i w regionie, którzy zostali zmuszeni do ucieczki ze swoich domów” i 102 mln dolarów na działania mające na celu usuwanie „min przeciwpiechotnych i niewybuchów, które Rosja pozostawiła na Ukrainie”.
Ministerstwo Obrony Ukrainy oświadczyło, że zatwierdziło opracowany i wyprodukowany na Ukrainie dron „Black Widow” do celów wojskowych. Był to dron jednorazowego użytku, mogący przenosić ciężkie materiały wybuchowe. Ponadto był stosunkowo tani, w wyniku czego mógł być wykorzystywano jako dron z widokiem z perspektywy pierwszej osoby (FPV).
Prezydent Wołodymyr Zełenski podczas 4. Platformy Krymskiej w Kijowie powiedział, że wówczas nie było dowodów na to, że Rosja użyła irańskie rakiety balistyczne przeciwko Ukrainie, stwierdzając, że: „na razie nie mogę potwierdzić użycia rakiet. Mogę to potwierdzić tylko wtedy, gdy mamy dowody. Tak jak to miało miejsce w przypadku Korei Północnej”. Ponadto Zełenski stwierdził, że od początku inwazji Rosja popełniła na Ukrainie 137 tys. zbrodni wojennych, w tym umyślne ataki na ludność cywilną, ataki na miejsca kultury lub instytucje medyczne oraz stosowała tortury i deportacje.

### 12 września

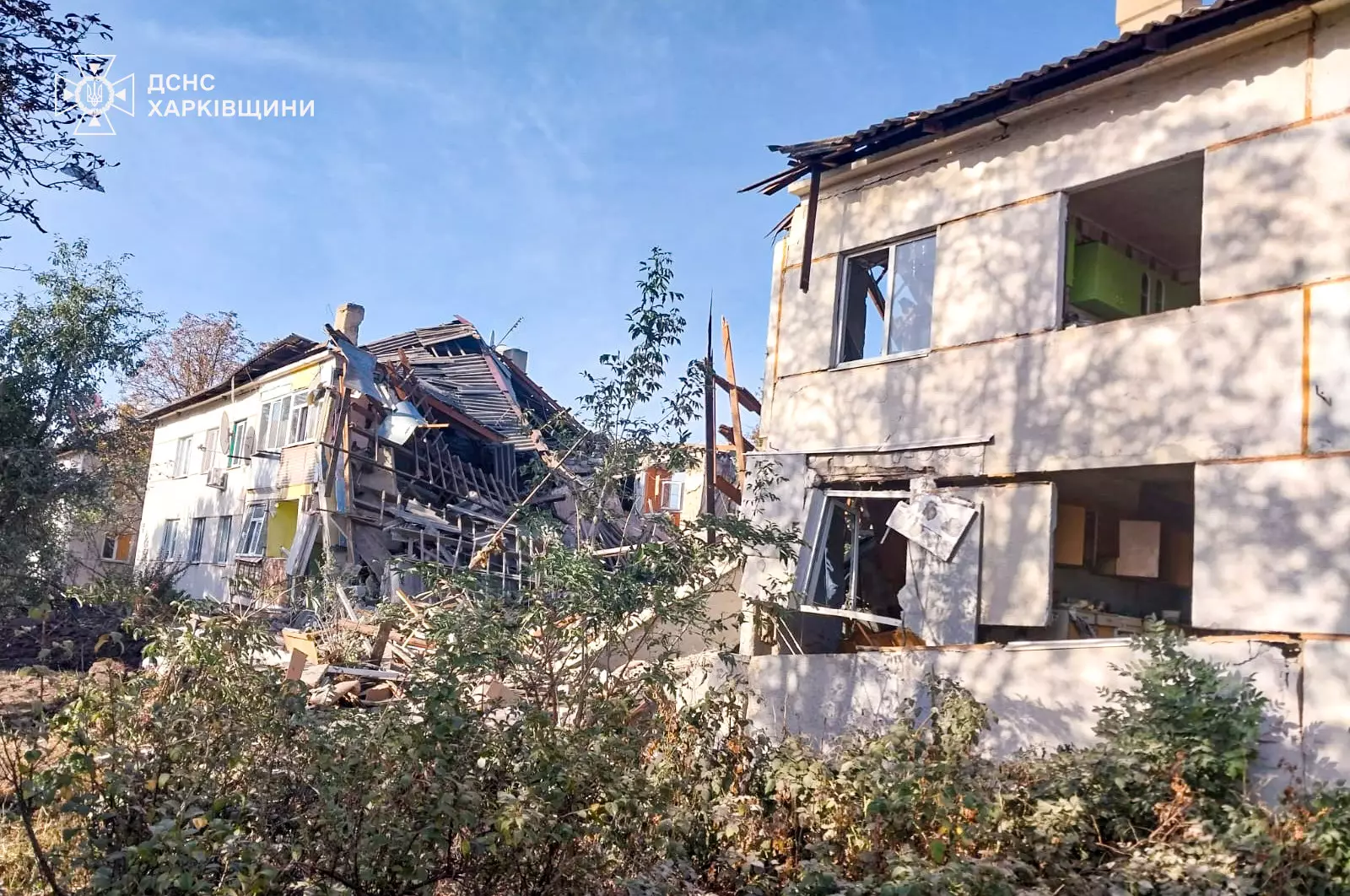
Budynek mieszkalny w Borowej po ataku rosyjskim. Spod gruzów wydobyto 86-letnią kobietę.

Według ukraińskiego projektu DeepState w nocy z 11 na 12 września siły rosyjskie zdobyły wieś Łysiwka w obwodzie donieckim oraz posunęły się „w kierunku Łysiwki, Kliszczijiwki, Newelśkego, Ukrajinśka i okolic”. Rzecznik ukraińskiego Zgrupowania „Tawria” Dmytro Łychowij poinformował, że w ostatnich dniach nasiliły się starcia na lewym brzegu Dniepru, gdzie jesienią 2023 roku siły ukraińskie utworzyły przyczółek w rejonie Krynek, stwierdzając, że: „Dzisiaj od początku dnia do 16.00 miały miejsce dwa ataki. Wczoraj było ich siedem w ciągu dnia, a w zeszłym tygodniu ok. 60”. Dodał także, że: „Wróg czynił znaczne wysiłki, aby zająć teren (...) na lewym brzegu. Działania zaczepne tam nieco komplikują potrzeby logistyczne wymagające łodzi i skuterów wodnych”, zapewniając jednak, że przyczółek trzyma się mocno, a siły rosyjskie ponoszą ciężkie straty. P.o. rzecznika 33 Samodzielnej Brygady Zmechanizowanej Nazar Woitenkow stwierdził, że wojska rosyjskie nacierały w kierunku Kurachowego z trzech kierunków, ale ich postęp został spowolniony. „Rosjanie po prostu bezskutecznie próbowali tu coś zrobić. Jeśli zobaczymy jakiś ruch, to najczęściej te kolumny – kolumny czołgów, kolumny pancerne – będą nacierać na nasze jednostki z lewej lub prawej strony. W naszym kierunku nie odnoszą żadnych sukcesów”. Dodał również, że „jego zdaniem miasto przygotowywało się do obrony, kopiąc okopy, rowy przeciwpancerne i miejsca, które mogłyby stać się potencjalną twierdzą dla Rosjan, aby uniemożliwić im przejście do kolejnych miejscowości”.
W opinii ISW siły rosyjskie kontynuowały kontrataki na kontrolowanym przez Ukraińców obszarze w obwodzie kurskim, jednak zrobiły jedynie marginalne postępy, prawdopodobnie z powodu ukraińskich działań ofensywnych i defensywnych na tym obszarze. Rosjanie do tej pory posunęli się naprzód w obszarach obwodu kurskiego, nad którymi wojska ukraińskie nie sprawowały jeszcze pełnej kontroli ani nie próbowały jej przejąć, a siły rosyjskie prawdopodobnie napotkają większe trudności podczas kontrataków w dalszych obszarach, nad którymi siły ukraińskie sprawowały kontrolę. Władze rosyjskie prawdopodobnie rozmieściły dodatkowe elementy rosyjskiej 106 Dywizji Powietrznodesantowej w obwodzie kurskim i mogą zacząć przerzucać więcej doświadczonych bojowo sił, aby wesprzeć trwające rosyjskie kontrataki i przyszłe operacje kontrofensywne przeciwko siłom ukraińskim w Rosji. Tymczasem wojska rosyjskie zrobiły postępy na północ od Czasiw Jaru, na południowy wschód od Pokrowska i na zachód od Doniecka.
Rosyjskie Ministerstwo Obrony powtórzyło oświadczenia Aptiego Alaudinowa o odbiciu 10 miejscowości i sprecyzowało, że były to Apanasowka, Biachowo, Wiszniowka, Wiktorowka, Wniezapnoje, Gordiejewka, Krasnooktiabrski, Obuchowka, Snagost i 10-yj Oktiabr. Geolokalizowane nagrania potwierdziły rosyjski postęp na 58 km², w tym na Snagost i Krasnooktiabrski, ale nie przejęto żadnych wiosek. ISW oceniło, że rosyjskie postępy miały miejsce na obszarach, nad którymi Ukraina nie miała pełnej kontroli. Jednocześnie Ukraina rozszerzyła operacje poza swój główny występ w obwodzie kurskim, atakując na południowy zachód od Głuszkowa w pobliżu osiedla Nowyj Put i dokonując postępów.
Prezydent Zełenski oświadczył, że trzech pracowników Międzynarodowego Komitetu Czerwonego Krzyża zginęło, a trzech kolejnych zostało rannych w wyniku rosyjskiego ostrzału na pojazdy misji humanitarnej we Wiroliubiwce, na obrzeżach Kostiantyniwki w obwodzie donieckim. Gubernator Ołeh Siniehubow powiedział, że dwie osoby zginęły, a co najmniej siedem zostało rannych w oddzielnym ataku amunicją kasetową w Borowej, który spowodował pożar co najmniej pięciu domów. Armia rosyjska przeprowadziła atak dronów na Konotop w obwodzie sumskim, w wyniku czego 14 osób zostało rannych. Według lokalnej Administracji Wojskowej celem ataków były obiekty energetyczne, budynki mieszkalne, infrastruktura cywilna oraz instytucje medyczne i oświatowe. Według mera Artema Seminikhina w wyniku znacznych zniszczeń w infrastrukturze energetycznej doszło do krytycznej sytuacji w dostawach energii elektrycznej, a miasto zostało pozbawione prądu. Przewodniczący Związku Zawodowego Górników Ukrainy Mychajło Wołyniec poinformował, że 151 górników zostało uwięzionych pod kopalnią Dobropole w obwodzie donieckim z powodu przerwy w dostawie prądu spowodowanej rosyjskimi atakami. Gubernator Wadym Fiłaszkin powiedział, że rosyjskie ataki odcięły dostawy gazu i wody w Pokrowsku w obwodzie donieckim. Modułowa stacja filtracyjna, która zaopatrywała miasto w wodę, przestała działać z powodu trwających walk w tym rejonie.
Wieczorem rosyjskie samoloty przeprowadziły atak rakietowy na statek towarowy przewożący pszenicę z Ukrainy do Egiptu. Masowiec „Aya”, obsługiwany przez ateńskie przedsiębiorstwo i pływający pod banderą Saint Kitts i Nevis, znajdował się na Morzu Czarnym w pobliżu ujścia Dunaju, w wyłącznej strefie ekonomicznej Rumunii (ok. 55 km od portu Sfântu Gheorghe). Statek został trafiony rosyjskim pociskiem Ch-22, wystrzelonym samolotu Tu-22, w wyniku czego został uszkodzony, ale zachował zdolność do poruszania się. Załoga nie odniosła obrażeń.
Gubernator Witalij Chocenko poinformował, że Zakłady maszynowe „Omsktransmash” w Omsku, produkujące czołgi i wyrzutnie rakiet TOS-1, stanęły w płomieniach. Rosyjski kanał na Telegramie udostępnił nagrania pokazujące kłęby dymu unoszące się nad zakładem. Według Chocenko dach jednego z departamentów zapalił się podczas napraw, natomiast zakład podał, że „incydent nie wpłynął na produkcję”. Nie zgłoszono żadnych ofiar.
Ministerstwo Obrony Litwy poinformowało o wysłaniu na Ukrainę transporterów opancerzonych M113 oraz pojazdów terenowych, które powinny dotrzeć na Ukrainę w ciągu tygodnia.
Według Los Angeles Times Stany Zjednoczone rozważały zezwolenie Ukrainie wykorzystanie do ataków na cele wojskowe w Rosji brytyjskich i francuskich rakiet manewrujących Storm Shadow i SCALP-EG, jednak nie amerykańskich rakiet balistycznych dalekiego zasięgu ATACMS. Prezydent Władimir Putin ostrzegł państwa NATO przed przychylaniem się do prośby Ukrainy o zezwolenie jej na użycie broni dalekiego zasięgu przeciwko celom na terytorium Rosji. Władze rosyjskie zinterpretowałyby to jako zaangażowanie się NATO w wojnę. Minister obrony Boris Pistorius uważał, że użycie przez Ukrainę broni dalekiego zasięgu przeciwko celom w Rosji podlegało prawu międzynarodowemu. Odnosząc się do oświadczenia Putina, stwierdził, że: „Groźby Putina są groźbami Putina i nic więcej nie trzeba mówić. Grozi, kiedy mu się podoba, i kusi, kiedy uzna to za stosowne”. Prezydent Zełenski nalegał, aby znieść ograniczenia dotyczące użycia zachodniej broni dalekiego zasięgu do uderzeń na terytorium Rosji, bez żadnych ograniczeń odległości, dodając, że opóźnienia w podjęciu decyzji już skłoniły Rosję do przeniesienia celów wojskowych w głąb terytorium Rosji. Według sekretarza stanu USA Antony’ego Blinkena Rosja otrzymała od Iranu 225 rakiet krótkiego zasięgu Fath 360. Według krajów zachodnich dostarczenie rakiet oznaczało znaczną eskalację.

### 13 września

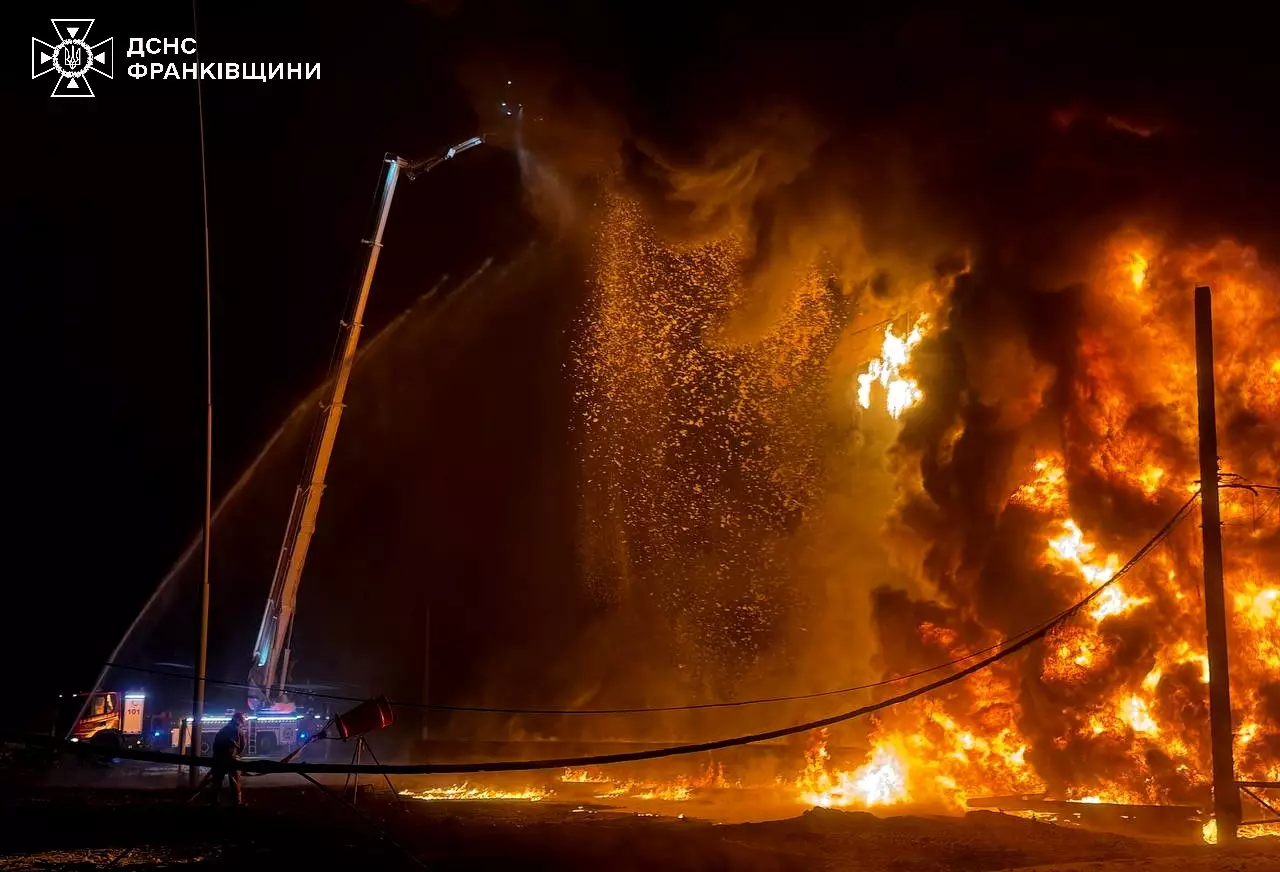
Pożar obiektu infrastruktury w obwodzie iwanofrankiwskim po nocnym rosyjskim ataku dronów.

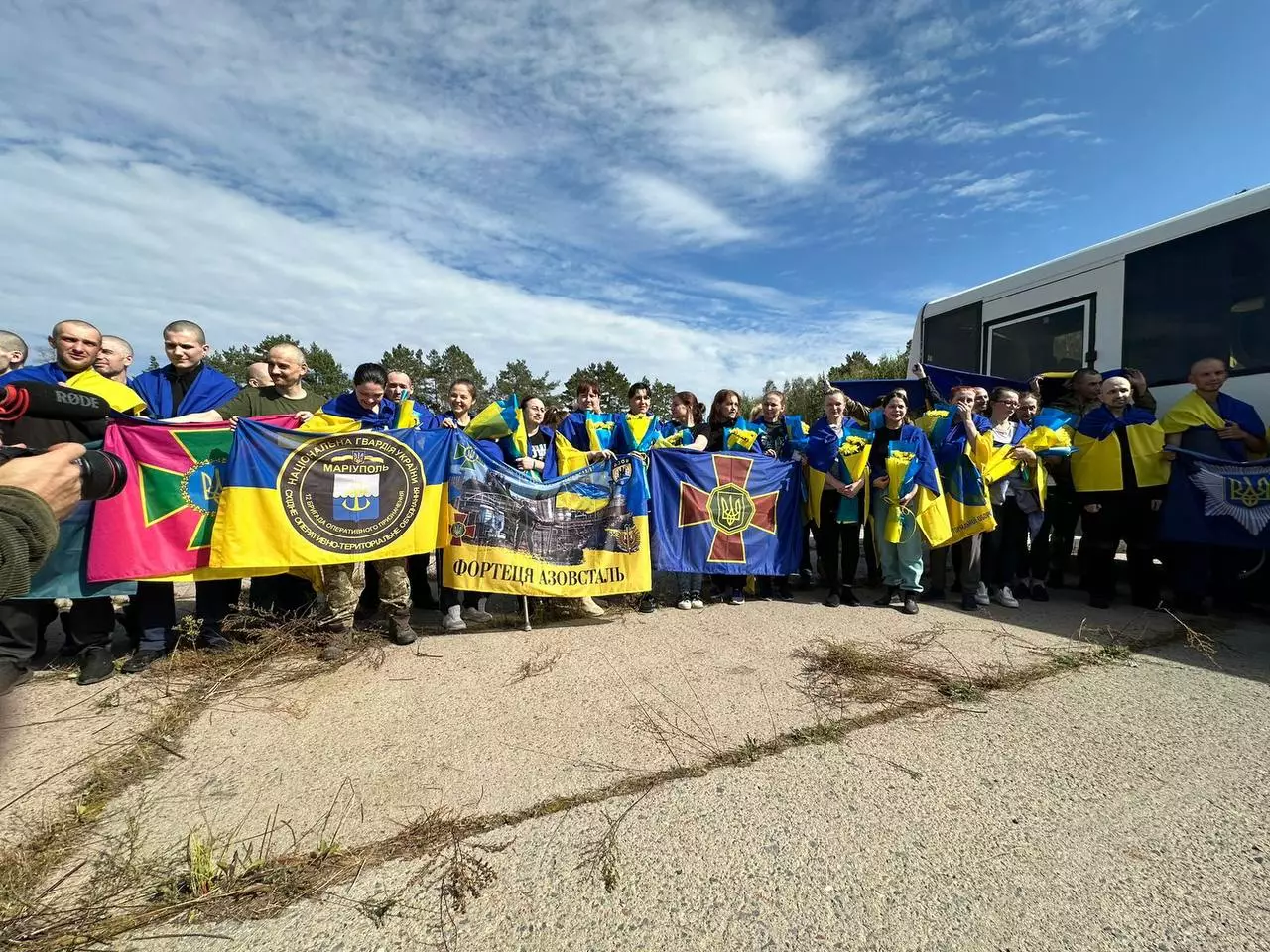
Ukraińscy żołnierze i cywile, uwolnieni podczas wymiany jeńców między Ukrainą a Rosją. Każda ze stron uwolniła 49 osób.

Według ISW ukraińska inwazja na obwód kurski prawdopodobnie zniweczyła zaplanowane rosyjskie działania ofensywne wzdłuż międzynarodowej granicy, które prawdopodobnie miały na celu rozszerzenie obszaru aktywnych działań bojowych na szerszym froncie w północno-wschodniej Ukrainie. Wojska rosyjskie kontynuowały kontrataki na kontrolowanym przez Ukraińców obszarze w obwodzie kurskim, ale Rosjanie prawdopodobnie będą musieli przerzucić dodatkowe elementy z innych odcinków frontu do obwodu kurskiego, aby utworzyć zgrupowanie zdolne do kontynuowania ciągłej operacji kontrofensywnej. Tymczasem wojska rosyjskie poczyniły nieznaczne postępy w pobliżu Kupiańska, Czasiw Jaru, Torećka i Pokrowska.
Rosyjskie Ministerstwo Obrony podało, że „Jednostki Północy” w ciągu dwóch dni odzyskały 10 miejscowości w okolicy Snagostu spod kontroli ukraińskiej w obwodzie kurskim. Według DeepState siły rosyjskie przebiły się przez występ, przesuwając się ok. 6 km na południe od Korieniewa do Snagostu. Prezydent Wołodymyr Zełenski potwierdził, że armia przeprowadziła „szybki” kontratak, ale „nie odniosła poważnego sukcesu”, dodając, że kontrofensywa „idzie zgodnie z naszym ukraińskim planem”. Według ISW siły ukraińskie dokonały dalszych potwierdzonych postępów na południowy zachód od Głuszkowa, posuwając się o 3 km od granicy z Rosją na południe od Wesełoje. Rosyjskie zdobycie Snagostu zostało wizualnie potwierdzone, podczas gdy źródła rosyjskie donosiły o dalszych postępach w obszarze kontrolowanym przez Ukraińców.
Według Sił Powietrznych Ukrainy Rosja zaatakowała Ukrainę 26 dronami Shahed 136/131, wystrzelonymi z Primorsko-Achtarska i Krymu. Ukraińska obrona przeciwlotnicza zniszczyła 24 drony w obwodach mikołajowskim, odeskim, chersońskim, chmielnickim i iwanofrankiwskim. Administracja Wojskowa podała, że rosyjskie bomby szybujące zabiły dwie osoby i zraniły kolejne sześć, w tym dziecko w wiosce Jampol w obwodzie sumskim. Atak uszkodził domy mieszkalne i klinikę oraz odciął dostawy prądu. Trwała ewakuacja ludności cywilnej z Pokrowska, ponieważ Rosjanie znajdowali się 7 km od miasta. Administracja Wojskowa podała, że Rosjanie zniszczyli tzw. most humbakowy w Pokrowsku w obwodzie donieckim. To drugi zniszczony most w ciągu ostatnich dwóch dni.
Ministerstwo Obrony Finlandii zapowiedziało, że przekaże 25. pakiet pomocy wojskowej dla Ukrainy o wartości ok. 118 mln euro. Ministrowie spraw zagranicznych, Elina Valtonen i Maria Malmer Stenergard, podczas wspólnej konferencji prasowej poinformowały, że Finlandia i Szwecja nie zabronią Ukrainie atakowania Rosji ich bronią. Valtonen stwierdziła, że jedynym ograniczeniem dla Ukrainy jest to, że zachodnia broń dostarczana przez Finlandię musi być używana zgodnie z prawem międzynarodowym, z kolei Malmer Stenergard powtórzyła to stanowisko, dodając, że użycie broni dostarczonej przez Szwecję nie ogranicza się do terytorium Ukrainy i może być użyte do uderzenia w Rosję. Premier Justin Trudeau powiedział, że Kanada w pełni popierała pomysł umożliwienia Ukrainie użycia broni dalekiego zasięgu przeciwko obiektom wojskowym na terytorium Rosji.
Prezydent Zełenski powiedział, że dostarczone przez Stany Zjednoczone rakiety dalekiego zasięgu ATACMS były „bezcelowe” na Ukrainie ze względu na ich ograniczoną liczbę i ograniczenia w atakach na „(rosyjskie) bazy wojskowe i na lotniska, gdzie znajdowały się helikoptery i samoloty. To nie miało sensu”, dodając, że: „Jeśli ATACMS ma duże ograniczenia w użyciu rakiet, ponieważ jest ich niewiele... Niestety, to nie działa”. Minister spraw zagranicznych Polski Radosław Sikorski i minister spraw zagranicznych Litwy Gabrielius Landsbergis odwiedzili Kijów. Celem wizyty polskiego szefa MSZ było omówienie możliwości przechwytywania rosyjskich celów powietrznych wystrzelonych w kierunku Ukrainy.
Ukraińscy twórcy dronów szturmowych wraz z armią ukraińską pomyślnie przetestowali drona FPV wielokrotnego użytku z granatnikiem przeciwpancernym AT-4. Jednostka dronów szturmowych „Buława” prezydenckiej brygady im. Bohdana Chmielnickiego przeprowadziła udane testy ogniowe drona „Queen Hornets”, który będzie mógł razić cele w odległości większej niż 5 km.
Prezydent Zełenski oświadczył, że doszło do 56. wymiany jeńców między Ukrainą i Rosją, podczas której 49 ukraińskich żołnierzy i cywilów zostało wymienionych na taką samą liczbę Rosjan. Wśród uwolnionych Ukraińców byli żołnierze SZ Ukrainy, Gwardii Narodowej, Policji Narodowej, Państwowej Służby Granicznej oraz cywile, natomiast po stronie Rosji większość uwolnionych to poborowi z obwodu kurskiego. Ministerstwo Spraw Zagranicznych Indii poinformowało, że 45 obywateli Indii, których oszukano przy podpisaniu kontraktu i wysłano na wojnę, zostało zwolnionych z armii rosyjskiej. Według ministerstwa kolejnych 50 obywateli Indii nadal znajdowało się na froncie i MSZ podejmowało wysiłki, aby ich uwolnić.

### 14 września
W ocenie ISW ukraińscy urzędnicy i źródła wskazywali, że wkroczenie Ukrainy do obwodu kurskiego skłoniło władze rosyjskie do zwiększenia liczebności rosyjskiego zgrupowania w tym regionie trzykrotnie. Siły ukraińskie kontynuowały postępy w rejonie głuszkowskim, a wojska rosyjskie odzyskały terytorium w pobliżu Korieniewa i Sudży. Siły rosyjskie posunęły się naprzód w pobliżu Czasiw Jaru, Pokrowska i Wuhłedaru. Brytyjskie MON podało, że Rosja nadal utrzymywała wysokie tempo ofensyw na wielu obszarach wzdłuż linii frontu. W obwodzie kurskim, gdzie ok. 800–900 km² pozostawało od połowy sierpnia pod kontrolą Ukrainy, siły rosyjskie rozpoczęły kontrofensywę. Rosyjskie oddziały, przewodzone przez piechotę morską i jedn. powietrznodesantowe, zaatakowały ukraińskie pozycje na zachodzie utworzonego przez nie klina i prawdopodobnie odbiły kilka wsi. Z kolei na wschodniej Ukrainie Rosjanie poczynili stopniowe postępy wokół Wuhłedaru i na południowy wschód od będącego ważnym węzłem logistycznym Pokrowska, jednak w ciągu ostatniego tygodnia nie posunęły się znacząco w kierunku samego Pokrowska.
Armia rosyjska kontynuowała kontrofensywę w obwodzie kurskim. Materiał geolokalizowany wskazywał na wkroczenie wojsk rosyjskich do Liubimowki
Według Sił Powietrznych Ukrainy w nocy Rosjanie zaatakowali Ukrainę 76 dronami Shahed 136/131, wystrzelonymi z Kurska, Jejska i Krymu. Ukraińska obrona przeciwlotnicza zniszczyła 72 drony w obwodach odeskim, mikołajowskim, chersońskim, połtawskim, charkowskim, kijowskim, donieckim, żytomierskim, dniepropetrowskim, czerkaskim, winnickim i sumskim. Kolejne dwa poleciały w kierunku Rosji, a dwa zaginęły na Ukrainie. Gubernator Iwan Fedorow poinformował, że trzy osoby zginęły w rosyjskim ataku na przedsiębiorstwo rolne w Riwnopilii w rejonie hulajpolskim w obwodzie zaporoskim. Spłonęło 350 m². We wsi Nowopawliwka w wyniku rosyjskiego ostrzału zniszczeniu uległ prywatny budynek mieszkalny, w wyniku czego zginął 48-letni mężczyzna. Ministerstwo Energii Ukrainy podało, że jedna 54-letnia osoba zginęła, a siedem zostało rannych w wyniku rosyjskiego ataku na zakład energetyczny w obwodzie sumskim. „W wyniku ostrzału terenu zakładu energetycznego uszkodzono sprzęt i schrony, a kilka podstacji zostało odłączonych od prądu”. Według Ministerstwa Energii w ciągu ostatniej doby cywilna infrastruktura energetyczna w obwodach donieckim, zaporoskim, sumskim i czernihowskim znalazła się pod ostrzałem wroga.
Minister obrony Troels Lund Poulsen powiedział, że armia ukraińska otrzymała 18 dział samobieżnych 2S22 Bogdana ufundowanych przez Danię i wyprodukowanych na Ukrainie. Dodał, że produkcja broni na Ukrainie była tańsza i wydajniejsza niż na Zachodzie i wezwał innych sojuszników do pójścia w ślady Danii. Administracja prezydenta Joe Bidena zwróciła się do Kongresu o przedłużenie do 2025 roku uprawnień „prezydenckich umorzeń” za dostawy broni na Ukrainę, tak aby pozostałe 5,8 miliarda dolarów można było wykorzystać po roku budżetowym kończącym się 30 września 2024 roku i umożliwić Ukrainie dalszą pomoc wojskową. Jeśli przedłużenie nie zostanie przyznane, Biały Dom może ogłosić do 1 października br. duży pakiet pomocy, jednak takie podejście może wiązać się z wyzwaniami logistycznymi, takimi jak brak dostępnych zasobów. Doradca ds. bezpieczeństwa narodowego USA Jake Sullivan powiedział, że zezwolenie Ukrainie na używanie ATACMS do uderzania w cele w głębi Rosji było przedmiotem „intensywnych konsultacji” i do tej pory nie podjęto jeszcze formalnej decyzji na ten temat. Kanclerz Olaf Scholz powiedział, że Niemcy będą w dalszym ciągu wspierać militarnie Ukrainę, aby kraj nie upadł, ale podkreślił, że w dalszym ciągu będzie sprzeciwiać się pomysłowi wykorzystania przez Ukrainę niemieckiej broni dalekiego zasięgu do atakowania celów w głębi Rosji, nawet jeśli inne kraje podejmą odmienne decyzje, również pozostanie przy swoim stanowisku. Nowo mianowany przez prezydenta Zełenskiego doradca ds. strategicznych Ołeksandr Kamyszin poinformował, że Ukraina zaczęła produkować własną amunicję artyleryjską 155 mm, dodając, że: „Do końca roku liczba ta ulegnie potrojeniu. Kontynuujemy jazdę”.
Szef ukraińskiego wywiadu generał Kyryło Budanow podczas 20. dorocznego spotkania w sprawie europejskiej strategii w Kijowie wyraził zaniepokojenie znaczącym wsparciem militarnym Korei Północnej dla Rosji, w szczególności dostawami rakiet balistycznych. Zapytany o ranking krajów oferujących Rosji największe wsparcie militarne, Budanow umieścił Koreę Północną na pierwszym miejscu. Dodał również, że Rosja znacznie zwiększyła produkcję rakiet, w tym rakiet Iskander i kierowanych bomb lotniczych. W innym wywiadzie Budanow powiedział, że Rosja chce zakończyć wojnę do końca 2025 lub na początku 2026 roku ze względu na spodziewany kryzys gospodarczy i społeczny, zaznaczając, że latem 2025 roku Rosja stanie przed poważnymi problemami gospodarczymi i może zostać zmuszona do dalszej mobilizacji. Budanow stwierdził także, że ataki Ukrainy głęboko na terytorium Rosji miały „poważny wpływ na sytuację społeczno-psychologiczną”, dodając, że „wiara [Rosjan] w to, że żyją w bezpiecznym kraju, została złamana. To główne osiągnięcie wszystkich tych głębokich ataków”.
Doszło do 58. wymiany jeńców między Rosją i Ukrainą, zorganizowanej przez Zjednoczone Emiraty Arabskie. Obydwa kraje uwolniły po 103 jeńców. Wśród uwolnionych Rosjan byli żołnierze schwytani w obwodzie kurskim. Na Ukrainę wrócił personel wojskowy (w tym 82 szeregowców i sierżantów oraz 21 funkcjonariuszy) SZ Ukrainy, Gwardii Narodowej, Policji Narodowej i Służby Granicznej, który bronił obwodu donieckiego (w tym Mariupola i Azowstalu), ługańskiego, kijowskiego, zaporoskiego i charkowskiego.

### 15 września
Według ISW siły ukraińskie posuwały się naprzód w rejonie gluszkowskim w obwodzie kurskim, a wojska rosyjskie podobno odzyskały terytorium w tym regionie. Siły ukraińskie kontynuowały działania ofensywne w obwodzie kurskim, a siły rosyjskie posunęły się naprzód w kontrolowanym przez Ukraińców obszarze. Wojska rosyjskie zrobiły postępy w pobliżu Swatowego, Siewierska i Doniecka.
Sztab Generalny Ukrainy poinformował, że ukraińskie bombardowania i ataki HIMARS zniszczyły sześć rosyjskich miejsc koncentracji personelu, broni i sprzętu w obwodzie kurskim. Ponadto zaatakowano stanowisko dowodzenia oraz zniszczono jeden system artyleryjski i most pontonowy.
Sztab Generalny Ukrainy podał, że Rosja atakowała w kierunkach Charkowa, Kupiańska, Łymanu, Siewierska, Kramatorska, Torećka, Pokrowska, Kurachowego, Wremiwki, Zaporoża i Chersonia, gdzie doszło do 173 starć. W ciągu doby wojska rosyjskie przeprowadziły jeden atak rakietowy, 77 nalotów i 114 ostrzałów na pozycje ukraińskie i obszary zaludnione. Operacja obwodzie kurskim trwała. Ukraińskie lotnictwo i artyleria przeprowadziły 15 ataków na miejsca koncentracji.
Siły Powietrzne Ukrainy oświadczyły, że Rosjanie zaatakowali Ukrainę przy użyciu dwóch rakiet balistycznych Iskander-M (wystrzelonych z Krymu), jedną rakietą manewrującą Ch-59 (z okupowanego obwodu zaporoskiego) i 14 dronami Shahed 136/131 (z Kurska, Jejska i Krymu). Ukraińska obrona przeciwlotnicza zestrzeliła jeden pocisk Ch-59 i 10 dronów, kolejne dwa poleciały w kierunku Rosji, a dwa zaginęły na Ukrainie. Obrona przeciwlotnicza działała w obwodach dniepropetrowskim, sumskim, połtawskim i mikołajowskim. Gubernator Ołeh Kiper powiedział, że dwie osoby zginęły (małżeństwo), a jedna została ranna w rosyjskim ataku rakietowym na Odessę. Administracja Wojskowa poinformowała, że ok. 11:00 rosyjski ostrzał zabił jedną osobę w zachodnim Pokrowsku. Wcześniej tego dnia Rosja ostrzelała artylerią budynek w pobliżu stacji benzynowej w mieście. Władze lokalne podały, że Rosja zaatakowała Charków bombami lotniczymi KAB. Jedna trafiła w 12-piętrowy budynek mieszkalny w Charkowie, w wyniku czego jedna osoba zginęła, a 42 zostały ranne, w tym troje dzieci. Według gubernatora Ołeha Siniehubowa w wyniku uderzenia zniszczone zostało wejście do budynku, a na dziewiątym piętrze wybuchł pożar. Ponadto uszkodzonych zostało co najmniej 1500 okien i dziesiątki samochodów. Na przedmieściach Charkowa odnotowano jeszcze kilka trafień.
Ministerstwo Obrony Rosji i gubernatorzy regionów poinformowali, że w nocy zestrzelono 29 ukraińskich dronów nad obwodami briańskim (15), kurskim (5), smoleńskim (4), orłowskim (2), biełgorodzkim (1), kałuskim (1) i rostowskim (1).
Katar wymienił z Niemcami 12 Panzerhaubitze 2000 na RCH 155. Niemcy oświadczyły, że PzH 2000 zostaną przekazane Ukrainie. Ministerstwo Obrony Łotwy poinformowała, że dostarczy Ukrainie pojazdy opancerzone Combat Vehicle Reconnaissance (Tracked) (CVR(T)), wcześniej zakupione od Wielkiej Brytanii. Szef MSZ Radosław Sikorski powiedział, że Polska będzie w przyszłości wspierać czeską inicjatywę, mającą na celu zakup pocisków artyleryjskich dla sił ukraińskich spoza Unii Europejskiej. Polska planowała przeznaczyć 50 milionów euro inicjatywę w 2024 roku i kolejne 50 milionów euro w 2025 roku.
Wojska rosyjskie wykorzystywały Zaporoską Elektrownię Jądrową jako skład amunicji. Wiadomo, że na terenie elektrowni stacjonowały oddziały Rosgwardii w łącznej liczbie do 1300 osób. Wokół Enerhodaru Rosjanie stworzyli ponad 20 pól minowych, które otaczały one stację i miasto oraz miały łączną długość ok. 6,5 km. Siły rosyjskie w dalszym ciągu obawiały się możliwego desantu armii ukraińskiej przez Dniepr.
Według Naczelnego dowódcy armii ukraińskiej generała Ołeksandra Syrskiego Ukraina wydłuży podstawowe szkolenie poborowych z trzech miesięcy do dłuższego, lecz nieokreślonego czasu, po wielokrotnych skargach na skuteczność nowo zrekrutowanych ukraińskich żołnierzy. Podczas niedawnego spotkania z dowódcami wojskowymi i władzami odpowiedzialnymi za szkolenie wojskowe omówiono problemy związane ze szkoleniem wojskowym i strategie ich rozwiązania. Syrski stwierdził, że „kluczową rolę w jakości szkolenia odgrywają instruktorzy. Dlatego też największą wagę przywiązujemy do pozyskania zmotywowanych instruktorów z doświadczeniem bojowym. Pracujemy także nad możliwością utworzenia szkoły instruktorskiej, która będzie głównym i jedynym źródłem dobrze wyszkolonych instruktorów”. Nowy program szkolenia podstawowego rozpocznie się w październiku/listopadzie 2024 roku.
Prezydent Wołodymyr Zełenski w wywiadzie dla CNN powiedział, że Ukraina nie otrzymała wystarczającej pomocy wojskowej od partnerów zagranicznych, aby wyposażyć swoje wojska. Tylko 4 z 14 brygad armii ukraińskiej były gotowe do walki. Zachodnia pomoc dla Ukrainy była niewystarczająca, aby zapobiec niszczycielskim atakom Rosji na ukraińskie miasta, a dostarczanie pomocy nadal pozostawało powolne pomimo zapewnień partnerów o przyspieszeniu tego procesu.
Minister spraw zagranicznych Radosław Sikorski stwierdził, że nowa wersja ustawy mobilizacyjnej na Ukrainie została przyjęta o rok za późno, uważając, że ustawa powinna zostać uchwalona, gdy duża liczba ochotników wyraziła chęć wstąpienia do wojska, gdy ludzie zdali sobie sprawę, że ich życie osobiste jest zagrożone. Był także zaskoczony, że w Polsce jest wielu Ukraińców w wieku produkcyjnym. Podkreślił, że Polska nie zapewnia pomocy społecznej uchodźcom, którzy mogą pracować, dodając, że kraje Europy Zachodniej są bardziej hojne i również otrzymały prośby od ukraińskiego rządu, aby jego obywatele mogli wrócić do kraju, aby służyć w wojsku lub wstąpić do wojska.

### 16 września

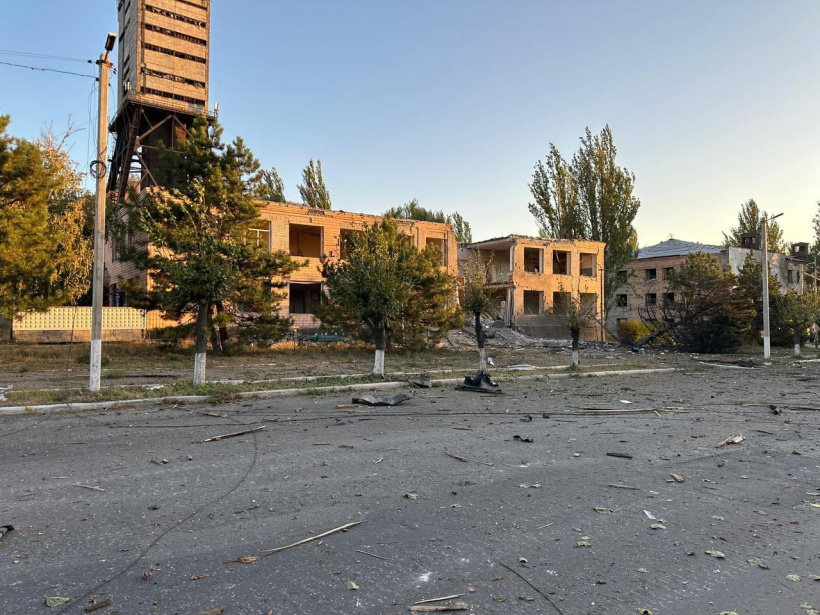
Kopalnia węgla Centralna w Myrnohradzie po rosyjskim ataku.

W ocenie ISW Ukraina podjęła kroki w celu rozwiązania problemu niedoborów kadrowych, ale opóźnienia i niedobory zachodniej pomocy wojskowej dla Ukrainy nadal ograniczały jej zdolność do generowania skutecznych jednostek bojowych, które mogły bronić kluczowych obszarów i kwestionować inicjatywę obejmującą całą linię frontu. Należy zauważyć, że wojska ukraińskie częściowo przezwyciężyły niedobory amunicji artyleryjskiej spowodowane opóźnieniami w dostarczaniu zachodniej pomocy, wykorzystując drony do odparcia ataków rosyjskiej piechoty i pojazdów opancerzonych, jednak nowoczesne drony nie są w stanie zrekompensować taktycznych wymagań tradycyjnego pola walki z wykorzystanie artylerii. Siły ukraińskie posuwały się naprzód w rejonie gluszkowskim w obwodzie kurskim, a wojska rosyjskie odbiły terytorium w regionie. Zarówno siły ukraińskie i rosyjskie posuwały się naprzód w obwodzie kurskim. Tymczasem wojska ukraińskie odzyskały terytorium w pobliżu Charkowa i Pokrowska, a siły rosyjskie zrobiły postępy w pobliżu Kreminnej, Czasiw Jaru, Pokrowska i Wuhłedaru.
Rosja stwierdziła, że odzyskano wsie Uspienowka i Borki w zachodnim obwodzie kurskim. Władze rosyjskie zarządziły ewakuację miejscowości w rejonach rylskim i chomutowskim obwodu kurskiego, które leżały w odległości 15 km od granicy z Ukrainą. Szef MSZ Andrij Sybiha powiedział, że od pierwszego dnia operacji w obwodzie kurskim armia ukraińska w pełni przestrzegała międzynarodowego prawa humanitarnego i jako armia zawodowa wyznająca wysokie standardy i wartości chroniące wolność i życie ludzkie Ukraina zaprosiła ONZ i Czerwony Krzyż do zangażowania się w pracę humanitarną w obwodzie kurskim.
Sztab Generalny Ukrainy podał, że Rosja atakowała w kierunkach Charkowa, Kupiańska, Łymanu, Siewierska, Kramatorska, Torećka, Pokrowska, Kurachowego, Wremiwki, Zaporoża i Chersonia, gdzie doszło do 157 starć. W ciągu 24h wojska rosyjskie przeprowadziły 84 naloty i 135 ostrzałów na pozycje ukraińskie i obszary zaludnione. Operacja obwodzie kurskim trwała. Ukraińskie lotnictwo i artyleria przeprowadziły osiem ataków na miejsca koncentracji i dwa na radary. Prezydent Wołodymyr Zełenski powiedział, że w pierwszej połowie września 2024 roku siły rosyjskie zaatakowały Ukrainę za pomocą ponad 640 dronów Shahed 136/131. Zełenski podpisał ustawę o utworzeniu odrębnego rodzaju Sił Zbrojnych Ukrainy zajmującego się dronami. Siły Systemów Bezzałogowych zostały utworzone w celu usprawnienia pracy Ukrainy nad dronami, utworzenia specjalnych jednostek wykorzystujących drony oraz usprawnienia produkcji, szkolenia i innowacyjności dronów. Na dowódcę nowego rodzaju SZ Ukrainy mianowano zastępcę Naczelnego dowódcy pułkownika Wadyma Sucharewskiego.
Według Sił Powietrznych Ukrainy ok. 20:00 siły rosyjskie zaatakowały Ukrainę za pomocą 56 dronów Shahed 136/131, wystrzelonych z Kurska i Jejska. Głównym kierunkiem był obwód kijowski. Ukraińska obrona przeciwlotnicza zniszczyła 53 drony w obwodach kijowskim, czerkaskim, winnickim, połtawskim, sumskim, zaporoskim, kirowohradzkim, mikołajowskim, dniepropetrowskim i czerkaskim, trzy kolejne zaginęły w kilku regionach Ukrainy. Według władz Kijowa był to ósmy atak na stolicę we wrześniu br. Według wstępnych danych w obwodzie kijowskim nie odnotowano ofiar ani zniszczeń. Jedna osoba została ranna, uszkodzonych zostało pięć prywatnych domów i samochody, a od szczątków dronów zapaliła się trawa i ściółka leśna.
Gubernator Wiaczesław Gładkow powiedział, że nad ranem osiem osób zostało rannych (jedna była w stanie krytycznym) w ukraińskim ostrzale rakietowym (za pomocą pocisków 122 mm) na Biełgorod. W wyniku ataku jeden dom całkowicie spłonął, a 15 samochodów stanęło w płomieniach w wyniku „bezpośredniego trafienia”. Atak rzekomo uszkodził także fasady 21 budynków mieszkalnych i spowodował niewielkie uszkodzenia czterech kolejnych domów. Uszkodzony został również gazociąg. Wywiad ukraiński podał, że 15 września w Biełgorodzie zginął rosyjski propagandysta Aleksandr Korobov, którego czaszka została zmiażdżona. Korobow przygotowywał fałszywe materiały na temat wojny oraz osobiście brał udział w popełnieniu poważnych zbrodni wojennych na Ukrainie.
Minister obrony Troels Lund Poulsen ogłosił, że Dania przekaże Ukrainie kolejną partię myśliwców F-16 pod koniec 2024 roku.
Ustępujący sekretarz generalny NATO Jens Stoltenberg powiedział, że każdy kraj NATO może podjąć indywidualną decyzję, czy pozwolić Ukrainie na użycie dostarczonej przez nie broni do przeprowadzania ataków dalekiego zasięgu na terytorium Rosji. Decyzje te zależą od poszczególnych sojuszników, „ale ważne jest, abyśmy tak jak my ściśle konsultowali te kwestie”. Ponieważ dyskusje w tej sprawie wydawały się bliższe zmiany polityki, prezydent Putin i inni urzędnicy zaostrzyli swoją retorykę, twierdząc, że takie posunięcie oznaczałoby, że NATO jest bezpośrednio zaangażowane w wojnę z Rosją. Stoltenberg przyznał, że „na wojnie nie ma opcji pozbawionych ryzyka”, ale „największym ryzykiem dla nas będzie zwycięstwo prezydenta Putina na Ukrainie”.
Prezydent Władimir Putin wydał dekret nakazujący zwiększenie armii rosyjskiej do 2 389 130 ludzi. Tym samym liczebność armii rosyjskiej wzrośnie o kolejne 180 tys. osób. Był to trzeci raz od początku rosyjskiej inwazji na Ukrainę, kiedy nakazano zwiększenie wojsk rosyjskich. Ostatni raz Putin zwiększył liczebność armii rosyjskiej w grudniu 2023 roku, kiedy powiększono ją o 170 tys. osób.

### 17 września

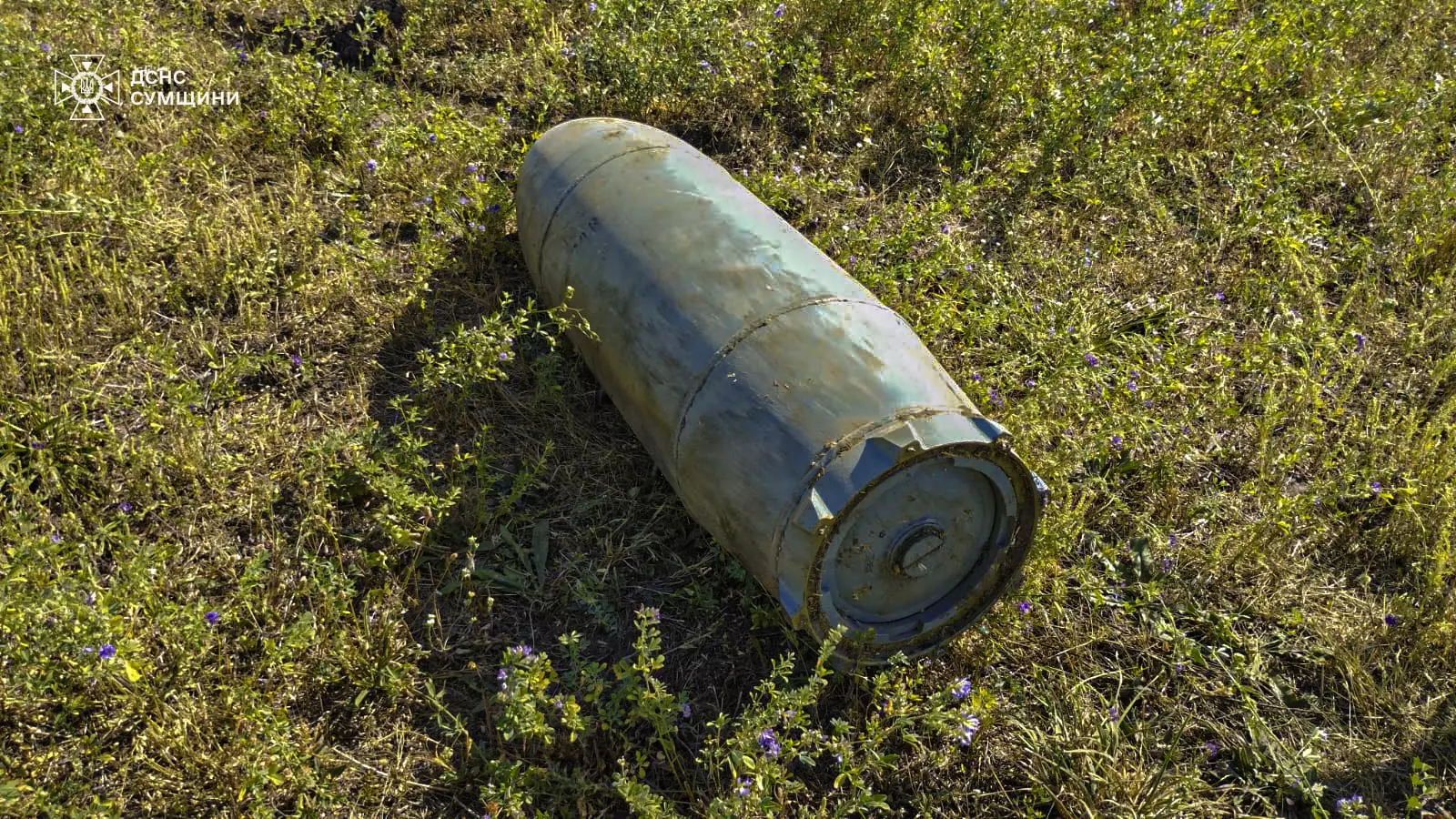
Niewybuch bomby lotniczej, znaleziony i zutylizowany w obwodzie sumskim.

Siły rosyjskie zdobyły miasto Ukrajinśk, na południowy wschód od Pokrowska w obwodzie donieckim. Rzecznik Zgrupowania „Siewiersk” Wadym Mysnyk powiedział, że wojska rosyjskie zintensyfikowały ataki na obwód sumski w związku z sukcesami Ukrainy w rosyjskim obwodzie kurskim. Stwierdził jednak, że: „To tylko kwestia czasu, zanim rzucą na nas to wszystko. Albo tu, albo w innym mieście. Ale uderzą na Ukrainę ze wszystkiego, co mają, używając całego arsenału. Oni widzą nasze sukcesy w operacji kurskiej – a my jesteśmy blisko nich – więc prawdopodobnie istnieje obawa, że jakoś będziemy działać w innych miastach na granicy”. Dodał również, że wojsko rosyjskie zmniejszyło liczbę ataków moździerzowych na granicę obwodu sumskiego i zaprzestało ataków na obwód charkowski za pomocą bomb lotniczych, co może wskazywać, że zasoby Rosji „nie są nieograniczone”.
Według ISW wojska rosyjskie zrobiły postępy w okolicy Torećka i Pokrowska oraz na południowy zachód od Doniecka.
Sztab Generalny Ukrainy oświadczył, że Rosja atakowała w kierunkach Charkowa, Kupiańska, Łymanu, Siewierska, Kramatorska, Torećka, Pokrowska, Kurachowego, Wremiwki, Zaporoża, Chersonia i Hulajpola, gdzie doszło do 194 starć. W ciągu doby wojska rosyjskie przeprowadziły 72 naloty i 154 ostrzałów na pozycje ukraińskie i obszary zaludnione. Operacja w obwodzie kurskim trwała.
Siły Powietrzne Ukrainy podały, że od 19:00 do 6:00 Rosjanie atakowali Ukrainę przy użyciu 51 dronów Shahed 136/131, wystrzelonych z Kurska, Primorsko-Achtarska i Krymu. Ukraińska obrona przeciwlotnicza zestrzeliła 34 drony, kolejne dwa poleciały w kierunku Rosji, a 12 zaginęło w kilku obwodach Ukrainy. Obrona przeciwlotnicza działała w obwodach mikołajowskim, chersońskim, sumskim, połtawskim i charkowskim. Gubernator Iwan Fedorow poinformował, że w nocy Rosja zaatakowała obwód zaporoski, zabijając co najmniej dwóch cywilów i raniąc pięciu kolejnych. Atak uszkodził również kilka domów i infrastrukturę. Gubernator Ołeksandr Prokudin poinformował, że w ciągu doby w ostrzale obwodu chersońskiego zginęła jedna osoba, a cztery zostały ranne. Podczas ataków zniszczono m.in. placówkę socjalno-medyczną, sklep, wieżowiec i 22 domy prywatne oraz uszkodzono gazociąg, budynki gospodarcze, spółdzielnie garażowe i samochody prywatne. Według mera Ihora Terechowa siły rosyjskie zaatakowały Charków bombami kierowanymi, raniąc co najmniej siedem osób. W nocy Rosjanie zaatakowali moździerzami obiekty elektroenergetyczne w obwodzie sumskim. Administracja Wojskowa poinformowała, że dotknięte zostały miejscowości w rejonach Konotopu, Ochtyrki i Sum. Obiekty infrastruktury krytycznej zostały podłączone do rezerwowych systemów zasilania.
Marynarka Wojenna Ukrainy ogłosiła, że przeprowadzono atak rakietowy na rosyjskie składy amunicji w pobliżu okupowanego Mariupola, które zostały zniszczone. Atak zniszczył infrastrukturę magazynową, jak i tony amunicji, które wojska rosyjskie gromadziły do użycia przeciwko Ukrainie. Doradca mera Mariupola Petro Andriuszczenko udostępnił zdjęcia przedstawiające „zniszczone magazyny” w sąsiedniej wsi Hłyboke w obwodzie donieckim. W godzinach nocnych odnotowano eksplozje w bazie lotniczej Engels-2 o „nieznanym pochodzeniu”. W tym czasie aktywna była obrona przeciwlotnicza wokół obwodów kurskiego i briańskiego, co wskazywało na możliwą obecność ukraińskich dronów. Kanał na Telegramie „Vot Chto” opublikował materiał filmowy nieznanej daty (według doniesień miało to miejsce we wrześniu 2024 roku podczas ćwiczeń), pokazujący skutki ataku HIMARS lub M270 na rosyjski poligon w pobliżu obwodnicy Doniecka. Na nagraniu stwierdzono, że zginęło „dziesiątki osób” lub że zginęło 50 osób.
Według OSW 10 września Rosjanie uderzyli w lewą flankę sił ukraińskich w obwodzie kurskim, odpychając je od Korieniewa i przywracając połączenie z południową częścią rejonu głuszkowskiego. W ciągu kilku dni odzyskali kontrolę nad ok. 20% terytorium zajętego przez wojska ukraińskie i zbliżyli się do ich głównej linii komunikacyjnej. 11 września Ukraińcy przeprowadzili kontratak, wkraczając na terytorium FR w kierunku Głuszkowa. Dotychczas nie uzyskali powodzenia, a walki utknęły w rejonie położonej 3 km od granicy miejscowości Wiesiełoje. Siły rosyjskie zaktywizowały się także w rejonie Sudży. 16 września pojawiły się informacje o wyparciu sił ukraińskich z pogranicza rejonów sudżańskiego i biełowskiego. W rejonie Pokrowska doszło do względnego ustabilizowania linii frontu. Siły ukraińskie ponownie wkroczyły do Krasnyj Jaru i Krutyj Jaru na południe od Myrnohradu. 12 września siły agresora zniszczyły wiadukt łączący Pokrowsk z Myrnohradem, przy czym największym problemem było jego zawalenie się na linię kolejową z Pokrowska na północ obwodu donieckiego, co przynajmniej przejściowo utrudniło zaopatrzenie tamtejszych sił ukraińskich. 16 września zniszczono podstacje odpowiadające za zaopatrzenie Pokrowska w prąd, gaz i wodę. Rosjanie kontynuowali ataki mające na celu odcięcie Wuhłedaru i sił ukraińskich pozostających w widłach rzek Wowcza i Łozowa. Najprawdopodobniej wyparli obrońców z Kopalni Południowoukraińskiej nr. 3, ostatniego dużego rejonu umocnionego na północ od Wuhłedaru, oraz ze środkowej części Ukrajinśka na południowy wschód od Sełydowego. Trwały walki o miejscowość Hostre, ostatnią na wschód od Kurachowego. Siły rosyjskie postępowały w kierunku centrum Torećka od wschodu i uderzyły na miasto od południa. Pojawiały się sprzeczne informacje o sytuacji pomiędzy Torećkem a Nju-Jorkiem, na którego północnych obrzeżach wciąż utrzymywali się Ukraińcy. Rosjanie przekroczyli kanał Doniec–Donbas na południe od Czasiw Jaru i drogi wiodącej do Konstantynówki. Według części źródeł Ukraińcy stopniowo ewakuowali się z ostatnich pozycji na wschód od kanału. Rosja systematycznie poszerzała kontrolowany obszar na północny i południowy wschód od Kupiańska. Do rzeki Oskoł miało pozostać mu ok. 4 km.
Minister spraw zagranicznych Annalena Baerbock powiedziała, że Niemcy przeznaczą tej zimy dodatkowe 100 mln euro na pomoc dla Ukrainy; „Rosja po raz kolejny planuje wojnę zimową, aby życie ludzi na Ukrainie było tak straszne, jak możliwe”.
Dziennik The Wall Street Journal podał, że według zachodniego wywiadu i źródeł ukraińskich, łączna liczba zabitych i rannych podczas wojny rosyjsko-ukraińskiej przekroczyła 1 milion osób, przyznając jednak, że od tego czasu trudno jest określić dokładną liczbę zabitych i rannych w wojnie, ponieważ Rosja i Ukraina odmawiały podania oficjalnych danych. WSJ, powołując się na „poufną ocenę Ukrainy” dokonaną na 2024 roku, oszacował liczbę zabitych żołnierzy ukraińskich na 80 tys., a rosyjskich na ok. 200 tys., z kolei rannych zostało po ok. 400 tys. po obu stronach.
W internecie opublikowano zdjęcie przedstawiające prawdopodobnie zabitego ukraińskiego jeńca wojennego z wbitym mieczem z napisem „Za Kursk” w Nowohrodiwce w obwodzie donieckim. Rzecznik praw obywatelskich Ukrainy Dmytro Lubinets wezwał władze międzynarodowe do reakcji na incydent.

### 18 września

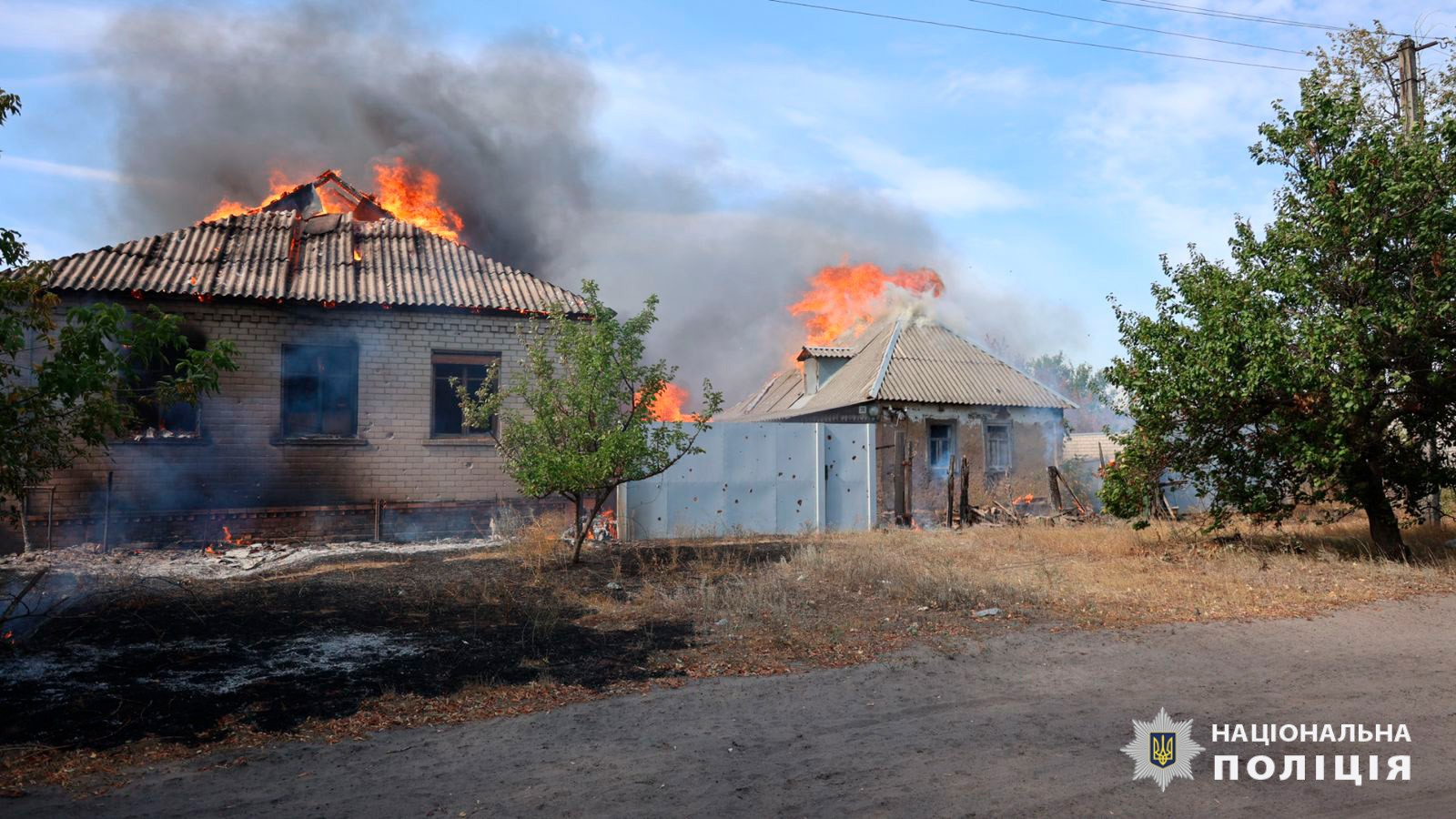
Domy w obwodzie charkowskim po rosyjskim ataku.

W opinii ISW siły ukraińskie posunęły się naprzód w rejonie głuszkowskim na zachód od głównego ukraińskiego obszaru w obwodzie kurskim. Wojska rosyjskie odzyskały pozycje na obszarze kontrolowanym przez Ukraińców. Siły rosyjskie zrobiły postępy wzdłuż linii Kupiańsk–Swatowe–Kreminna, w obrębie Torećka, na południowy zachód od Doniecka i we wschodnim obwodzie zaporoskim.
Ukraińska administracja wojskowa w obwodzie kurskim stwierdziła, że rosyjski kontratak został zatrzymany. Jednak inne doniesienia sugerowały, że to dopiero początek kontrofensywy, ponieważ nie osiągnęła jeszcze pełnego rozpędu. Dowódca czeczeński Apti Alaudinov stwierdził, że Rosja odzyskała kontrolę nad miejscowościami Nikołajewo-Darjino i Darjino w rejonie sudżańskim.
Sztab Generalny Ukrainy poinformował, że Rosja atakowała w kierunkach Charkowa, Kupiańska, Łymanu, Siewierska, Kramatorska, Torećka, Pokrowska, Kurachowego, Wremiwki, Zaporoża, Chersonia i Hulajpola, gdzie doszło do 187 starć. W ciągu dnia wojska rosyjskie przeprowadziły trzy ataki rakietowe, 79 naloty, 154 ostrzałów i 1450 ataków dronów na pozycje ukraińskie i obszary zaludnione. Operacja w obwodzie kurskim trwała, gdzie rosyjskie lotnictwo w dalszym ciągu niszczyło miasta i wsie. Lotnictwo i artyleria ukraińskie przeprowadziły dwa ataki na punkty kontrolne i trzy na obszary koncentracji.
Według Sił Powietrznych Ukrainy siły rosyjskie zaatakowały terytorium Ukrainy przy wykorzystaniu trzech rakiet manewrujących Ch-59/Ch-69 (wystrzelonych z okupowanego obwodu chersońskiego) i 52 dronów Shahed 136/131 (z Kurska i Jejska). Ukraińska obrona przeciwlotnicza zniszczyła 46 dronów, kolejne pięć zaginęło na Ukrainie, a jeden poleciał w kierunku Rosji. Z kolei rakiety Ch-59/Ch-69 nie osiągnęły swoich celów. Obrona przeciwlotnicza działała w obwodzie mikołajowskim, chersońskim, czerkaskim, kirowohradzkim, kijowskim, winnickim, sumskim i połtawskim. Ok. 3:45 w nocy w rejonie basztańskim w obwodzie mikołajowskim doszło do ataku rakiety manewrującej, prawdopodobnie Ch-59. W wyniku spadających szczątków na terenie jednego z przedsiębiorstw rolnych wybuchł pożar. Fala uderzeniowa uszkodziła maszyny rolnicze i zniszczyła ogrodzenie, ale nie było ofiar. Gubernator Serhij Łysak powiedział, że w rosyjskim ataku drona w Nikopolu w obwodzie dniepropetrowskim jedna osoba zginęła, a cztery zostały ranne, w tym 9-letni chłopiec. W obwodzie chersońskim wojska rosyjskie ostrzelały 11 miejscowości, uderzając w budynki mieszkalne, cysternę z mlekiem, warsztat samochodowy i samochód, raniąc sześć osób.

Zdjęcia NASA FIRMS przedstawiające pożar w miejscowości Toropiec w okresie od 16 do 21 września 2024 roku.

Według doniesień ponad 100 ukraińskich dronów zaatakowało duży skład amunicji (107. arsenał Głównego Zarządu Rakietowego i Artylerii MON Rosji) w Toropcu w obwodzie twerskim (ok. 380 km od Moskwy), co doprowadziło do pożaru (rzekomo w wyniku upadku szczątków drona) i eksplozji na dużą skalę. Według źródeł rosyjskich ok. 20 osób zostało lekko rannych, a w mieście rozpoczęła się „częściowa ewakuacja”. Zgłoszono zniszczenie siedmiu dronów w obwodzie smoleńskim, 14 w obwodzie briańskim i kolejnych w obwodach orłowskim i tulskim. Eksplozja w Toropcu spowodowała niewielkie trzęsienia ziemi. Najpotężniejsze z nich miało siłę 2,8 w skali Richtera, a w ciągu kilku godzin doszło do kolejnych 16 trzęsień ziemi o sile od 0,5 do 2,8. Ponadto satelity NASA wykryły pożar na obszarze ok. 14 km². Według agencji Reuters wybuch był równoważny detonacji 200–240 ton materiałów wybuchowych.
Uważano, że zniszczeniu uległo ok. 30 tys. ton broni i amunicji. SBU stwierdziło, że w obiekcie przechowywano „rakiety Iskander, Toczka i KAB”. Szef Centrum Przeciwdziałania Dezinformacji przy RBNiO Ukrainy Andrij Kowalenko poinformował, że w zaatakowanym magazynie Rosjanie przechowywali rakiety do systemów rakietowych BM-21 Grad, kompleksów S-300 i S-400 oraz pociski balistyczne Iskander i północnokoreańskie KN-23. Z kolei obserwator wojskowo-polityczny grupy „Opór Informacyjny” Ołeksandr Kowalenko powiedział, że były tam głównie rakiety 122 mm i miny 82 mm. Jeśli weźmiemy pod uwagę tylko pociski 122 mm, to było ich ponad 460 tys.; takie zapasy mogłyby zapewnić aktywne działania wojenne o średniej intensywności przez 10 miesięcy lub dłużej niż rok. W magazynie mogły znajdować się także inne rodzaje amunicji, m.in. pociski artyleryjskie 152 mm i przeciwlotnicze rakiety kierowane. Ekspert zauważył, że skala strat była „znaczna” Według ekonomisty wojskowego Marcusa Keuppa eksplozja niebunkrowanego składu broni była „największą pojedynczą stratą Rosji” w dotychczasowej wojnie. Zdaniem Markusa Reisnera, jeśli doniesienia o rozmiarach zniszczeń okażą się prawdziwe, amunicja potrzebna na 2–3 miesiące rosyjskich działań wojennych uległaby zniszczeniu.
Minister obrony Guido Crosetto poinformował, że Włochy do końca września br. dostarczą Ukrainie drugi system rakietowy SAMP/T.
Prezydent Wołodymyr Zełenski ogłosił, że plan zwycięstwa Ukrainy jest w pełni gotowy, dodając, że wszystkie zagadnienia, punkty kluczowe i niezbędne załączniki ze szczegółami planu zostały już opracowane. „Nie ma i nie może być alternatywy dla pokoju, żadnego zamrożenia wojny lub innych manipulacji, które po prostu przesuną rosyjską agresję na inny etap. Potrzebujemy niezawodnego i długoterminowego bezpieczeństwa Ukrainy, a co za tym idzie całej Europy”. 298 posłów ukraińskiego parlamentu wzięło udział w głosowaniu i bez sprzeciwu przegłosowało zwiększenie o 12 miliardów dolarów budżetu państwa na potrzeby obronne i wojskowe, zwiększając łączne wydatki do rekordowego poziomu 89,8 miliardów dolarów.
Prezydent Finlandii Alexander Stubb podczas obecności na Zgromadzeniu Ogólnym ONZ zaproponował wykluczenie Federacji Rosyjskiej z Rady Bezpieczeństwa ONZ. Dodał także, że z Rady powinien zostać usunięty każdy członek organizacji prowadzący nielegalną wojnę „podobną do tej, którą Rosja obecnie prowadzi na Ukrainie” oraz powinno zostać zniesione prawo weta jednoosobowego, a Rady Bezpieczeństwa ONZ powinna zostać rozszerzona.

### 19 września

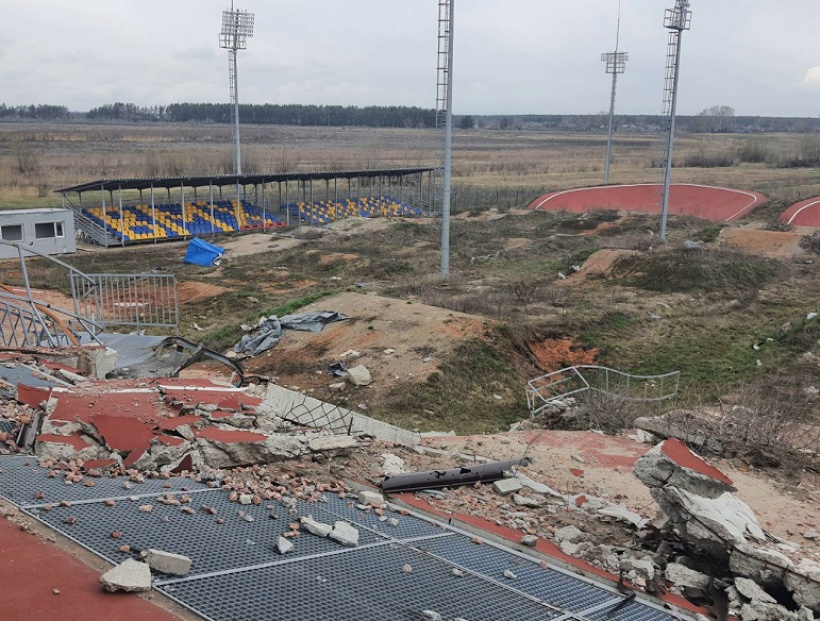
Regionalna Specjalistyczna Szkoła Sportowa dla Dzieci i Młodzieży Rezerwy Olimpijskiej w Kolarstwie w Łymanie po walkach o miasto.

W ocenie ISW prezydent Władimir Putin podobno odrzucił prośbę rosyjskiego Ministerstwa Obrony o zrekompensowanie strat rosyjskich poprzez ogłoszenie kolejnej fali mobilizacji wiosną 2024 roku, która prawdopodobnie pozwoli uniknąć kosztów politycznych związanych z przymusowym powołaniem do rezerwy. Mobilizacja w Rosji pozostawała mało prawdopodobna w perspektywie krótko– i średnioterminowej ze względu na osobiste obawy Putina, że mobilizacja stanowiłaby bezpośrednie zagrożenie dla stabilności jego reżimu. Siły ukraińskie zrobiły nieznaczne postępy w obwodzie kurskim. Wojska ukraińskie posunęły się naprzód w pobliżu Pokrowska, a siły rosyjskie zrobiły postępy w okolicy Charkowa, Swatowego, Siewierska, Czasiw Jaru, Pokrowska i Hulajpola.
Siły Powietrzne Ukrainy podały, że w nocy Rosja zaatakowała Ukrainę za pomocą trzech przeciwlotniczych rakiet kierowanych S-300/S-400 (wystrzelonych z obwodu biełgorodzkiego w kierunku obwodu charkowskiego), jednej rakiety manewrującej Ch-59/Ch-69 (z okupowanego obwodu zaporoskiego) i 42 dronów Shahed 136/131 (z Primorsko-Achtarska i Kurska). Ukraińska obrona przeciwlotnicza zestrzeliła wszystkie 42 drony i pocisk Ch-59/Ch-69. Obrona przeciwlotnicza działała w obwodach dniepropetrowskim, kijowskim, winnickim, żytomierskim, rówieńskim, czerkaskim, kirowogradzkim, mikołajowskim i chersońskim. Prokuratura Okręgowa poinformowała, że w wyniku nocnego ataku rakietowego na Charków zniszczeniu uległy dwa prywatne budynki mieszkalne oraz wybuchł poważny pożar. Wojska rosyjskie ostrzelały 17 miejscowości w obwodzie donieckim, w wyniku czego zginęło trzech mieszkańców, a ośmiu zostało rannych. Uszkodzonych zostało 58 obiektów cywilnych, w tym budynki mieszkalne i placówki oświatowe. Według doniesień ukraińskich siły rosyjskie zaatakowały dom spokojnej starości w Sumach za pomocą bomby lotniczej KAB, zabijając jedną osobę i raniąc co najmniej 14 kolejnych. Ministerstwo Spraw Wewnętrznych podało, że atak częściowo zniszczył dwa piętra budynku.
Niemcy poinformowały, że przekazano Ukrainie nowy pakiet pomocy wojskowej, który obejmował 22 czołgi Leopard 1A5 (wraz z Danią), 61 tys. pocisków artyleryjskich 155 mm, pięć pojazdów terenowych Bandvagn 206, jeden transporter gąsienicowy Warthog, trzy działa przeciwlotnicze Gepard, dwie stacje radarowe TRML-4D, 10 karabinów maszynowych MG3 z 500 zapasowymi lufami, 1 milion szt. amunicji do broni palnej. Przekazano również 30 dronów rozpoznawczych Vector, 20 dronów rozpoznawczych RQ-35 Heidrun, 20 dronów wodnych, 12 dronów rozpoznawczych Songbird, sześć dronów Hornet XR. Pakiet obejmował także trzy mosty Beaver, jeden opancerzony pojazd inżynieryjny Dachs, sześć pojazdów do rozminowywania Wisent 1, 16 naziemnych stacji radarowych; dwa samochody straży granicznej, 112 samochodów osobowych i osiem cystern Zetros.
Według ambasador Unii Europejskiej na Ukrainie Katariny Maternowej pierwsze 1,4 mld euro otrzymane z zysków z zamrożonych aktywów Rosji pozwoliło kilku krajom UE otrzymać pieniądze na dalsze dostawy broni na Ukrainę. Przewodnicząca Komisji Europejskiej Ursula von der Leyen powiedziała, że Unia Europejska przekazała Ukrainie 178 mln dolarów, z czego 111 mln dolarów pochodziło z wpływów z zamrożonych aktywów Rosji w UE. Pieniądze przeznaczono na naprawę ukraińskiej infrastruktury elektrycznej uszkodzonej przez Rosję. „Naszym celem jest przywrócenie 2,5 GW mocy, co stanowi 15% potrzeb Ukrainy”. Ponadto UE zwiększy eksport, aby dostarczyć Ukrainie 2 GW energii elektrycznej.
Parlament Europejski przyjął uchwałę 425 głosami „za”, przy 131 głosach „przeciw” i 63 „wstrzymujących się”, wzywającą państwa członkowskie UE do zniesienia ograniczeń dotyczących używania przez Ukrainę broni dostarczanej przez Zachód w Rosji, stwierdzając, że „bez zniesienia obecnych ograniczeń Ukraina nie będzie mogła w pełni korzystać ze swojego prawa do samoobrony i pozostanie narażona na ataki na swoją ludność i infrastrukturę”. Wezwano również państwa członkowskie do „przyspieszenia i zwiększenia dostaw broni, systemów obrony powietrznej i amunicji, w tym rakiet Taurus” oraz do „utrzymania i rozszerzenia polityki sankcji wobec Rosji, Białorusi oraz krajów i podmiotów spoza UE dostarczających Rosji technologie wojskowe i podwójnego zastosowania”.
Rada Najwyższa Ukrainy zagłosowała za zmianą nazw 327 miejscowości związanych z Rosją lub Związkiem Radzieckim, w tym m.in. Czerwonogrodu w obwodzie lwowskim, którego nazwa zostanie zastąpiona imieniem ukraińskiego biskupa Szeptyckiego.

### 20 września

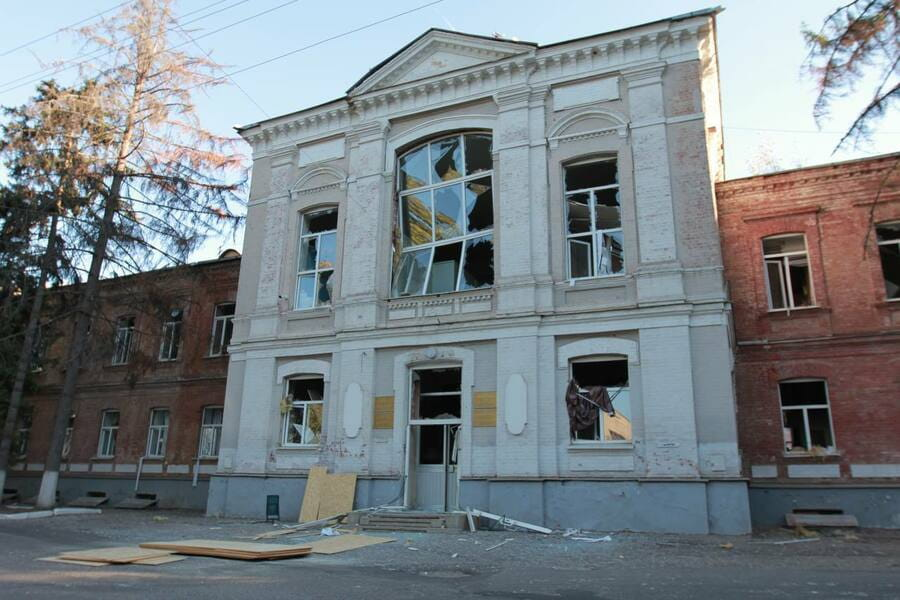
Jeden z budynków Charkowskiego Obwodowego Szpitala Klinicznego po wieczornym rosyjskim ataku. Uszkodzonych zostało sześć budynków szpitala, a rannych zostało czterech pacjentów.

W ocenie ISW siły rosyjskie zrobiły postępy w pobliżu Wołczańska, Kreminnej, Torećka i Pokrowska, a siły ukraińskie odzyskały utracone pozycje w Wołczańsku i Siewiersku.
Według Sił Powietrznych Ukrainy Rosjanie zaatakowali terytorium (obwody doniecki i dniepropetrowski) Ukrainy przy użyciu jednej rakiety manewrującej Ch-59 (z okupowanego obwodu zaporoskiego), trzech rakiet nieznanego typu i 70 dronów Shahed 136/131 (z Primorsko-Achtarska, Kurska i Jejska). Ukraińska obrona przeciwlotnicza zniszczyła jeden pocisk Ch-59 i 61 dronów, kolejne dziewięć zaginęło w kilku obwodach Ukrainy. Obrona powietrzna działała w obwodach dniepropetrowskim, kijowskim, winnickim, czerkaskim, kirowohradzkim, sumskim, połtawskim, iwanofrankiwskim, lwowskim, chmielnickim, mikołajowskim, odeskim i chersońskim. Szef Obwodowej Administracji Wojskowej Siergiej Tjurin powiedział, że podczas nocnego ataku w pobliżu Chmielnickiej Elektrowni Jądrowej zarejestrowano lot rosyjskiego drona Shahed.
Gubernator Ołeh Kiper poinformował, że siły rosyjskie zaatakowały Odessę, raniąc cztery osoby. Według wstępnych danych Rosja wystrzeliła rakiety balistyczne Iskander-M, uszkadzając infrastrukturę portową i cywilną, a także cywilny statek pod banderą Antigui i Barbudy. Przewodniczący rady obwodowej Mykoła Łukaszuk powiedział, że w wyniku rosyjskiego ataku rakietowego na Dniepr zniszczone zostały cztery piętra 9-piętrowego budynku mieszkalnego, a kilka osób zostało rannych. Mer Ihor Terechow podał, że w nocy w wyniku z zrzucenia bomb lotniczych KAB na Charków 15 osób zostało rannych, w tym troje dzieci i czterech pacjentów szpitala.
Według dziennika The Sydney Morning Herald rząd Australii starał się o pozwolenie rządu Stanów Zjednoczonych na wysłanie 59 „zakonserowanych” czołgów M1A1 Abrams o łacznej wartości 550 mln dolarów na Ukrainę. Norwegia rozszerzy program wsparcia Ukrainy do 2030 roku, przeznaczając 5 miliardów dolarów na pomoc cywilną i wojskową. Roczna pomoc wyniesie ok. 1,3 mld euro, natomiast łączna kwota do 2030 roku wyniesie 11,5 mld euro. Przewodnicząca Komisji Europejskiej Ursula von der Leyen podczas wizyty w Kijowie ogłosiła, że Unia Europejska da Ukrainie pożyczkę w wysokości 35 mld euro. Jest to część pożyczki w wysokości 50 mld dolarów, na którą wcześniej zgodziły się kraje G7, sfinansowanej z wpływów z zamrożonych aktywów rosyjskich. Pozostała kwota pożyczki zostanie wypłacona Ukrainie przez kraje spoza UE. Von der Leyen powiedziała, że to od rządu Ukrainy zależy, jak „najlepiej wykorzystać fundusze”. Zełenski powiedział, że środki zostaną przeznaczone głównie na cele energetyczne, obronne i szkolne schrony przeciwlotnicze, a także zakup rodzimych dronów i rakiet dalekiego zasięgu, a część może zostać przeznaczona na zakup zagranicznych systemów obrony powietrznej. Minister obrony Rustem Umierow wraz z przewodniczącą KE Ursulą von der Leyen otworzyli Biuro UE ds. Innowacji Obronnej.
Ministerstwo Obrony Ukrainy oświadczyło, że wyraziło zgodę armii ukraińskiej na użycie na linii frontu opracowanego i wyprodukowanego przez Ukrainę terenowego pojazdu desantowego „Takha”. Był już używany na linii frontu do ewakuacji i transportu amunicja i zaopatrzenia itp. Pojazd może pokonywać przeszkody o wysokości przekraczającej 1 m i przewozić do 1 t ładunku lub do 10 pasażerów. Jego prędkość na lądzie sięga 40 km/h, a na wodzie do 6 km/h.
Rosyjski bloger wojenny ujawnił, że Marynarka Wojenna Rosji utworzyła batalion zmechanizowany „Fregat”, wykorzystując załogę rosyjskiego lotniskowca „Admirał Kuzniecow”. Początkowo został on rozmieszczony w obwodzie charkowskim, ale później wysłany do sektora Pokrowska.
Rada Bezpieczeństwa Narodowego i Obrony oświadczyła, że zwołała posiedzenie Narodowego Centrum Koordynacji Cyberbezpieczeństwa i podjęła decyzję o zakazie urzędnikom państwowym, personelowi wojskowemu i pracownikom kluczowych gałęzi przemysłu instalowania i używania aplikacji Telegram na oficjalnych urządzeniach, powołując się na zagrożenia cyberbezpieczeństwa ze strony Rosji.
Konferencja Generalna Międzynarodowej Agencji Energii Atomowej podczas swojej 68. sesji przyjęła uchwałę „Bezpieczeństwo jądrowe, ochrona i gwarancje na Ukrainie” większością 65 głosów. Według dokumentu „MAEA wezwała do natychmiastowego wycofania personelu wojskowego i innego personelu FR z terytorium Zaporoskiej Elektrowni Jądrowej i oddania elektrowni pod kontrolę władz ukraińskich w celu zapewnienia jej bezpieczeństwa”.
Rządy Wielkiej Brytanii i Stanów Zjednoczonych odłożyły decyzję o tym, czy dostarczana Ukrainie broń dalekiego zasięgu może zostać użyta do zwalczania celów wojskowych w głębi terytorium Rosji. Zdaniem ekonomisty wojskowego Marcusa Keuppa było to „całkowicie absurdalne”. Zachód zmuszał Ukrainę do „prowadzenia wojny, jakiej nie prowadziłaby żadna armia NATO”, ponieważ „każda armia NATO w przypadku konfliktu eliminowałaby bazy lotnicze wroga, najpierw i dość szybko. Takie masowe ataki”. infrastruktura wojskowa agresora objęta jest międzynarodowym prawem wojennym i jest „jedyną rzeczą, która ma sens z wojskowego punktu widzenia”.
Według Keuppa we wrześniu 2024 roku można było zaobserwować, że armia rosyjska na froncie w Donbasu, zwłaszcza w rejonie od Kostiantyniwki do Pokrowska, ponownie przeszła na użycie piechoty zamiast jednostek zmechanizowanych, dysponując ogromnymi siłami i ponosząc wielkie straty wśród personelu, w celu umożliwienia zajęcia pozycji ukraińskich. Zdaniem Keuppa, aby złagodzić skutki ewentualnego natarcia Rosji na tym etapie walk, muszą zostać wybudowane nowe pozycje obronne. Dla dalszego przebiegu wojny w Donbasie istotne będzie to, czy do czasu rozpoczęcia Rasputicy uda się Rosjanom osiągnąć lub w inny sposób przerwać główną drogę lub linię zaopatrzeniową pomiędzy Pokrowskiem a Kostiantyniwką, czy też armia ukraińska nadal będzie mogła korzystać z tego połączenia. Według Keuppa podczas ofensywy w obwodzie kurskim zaobserwowano, że Ukraińcy umacniali swoje pozycje.

### 21 września

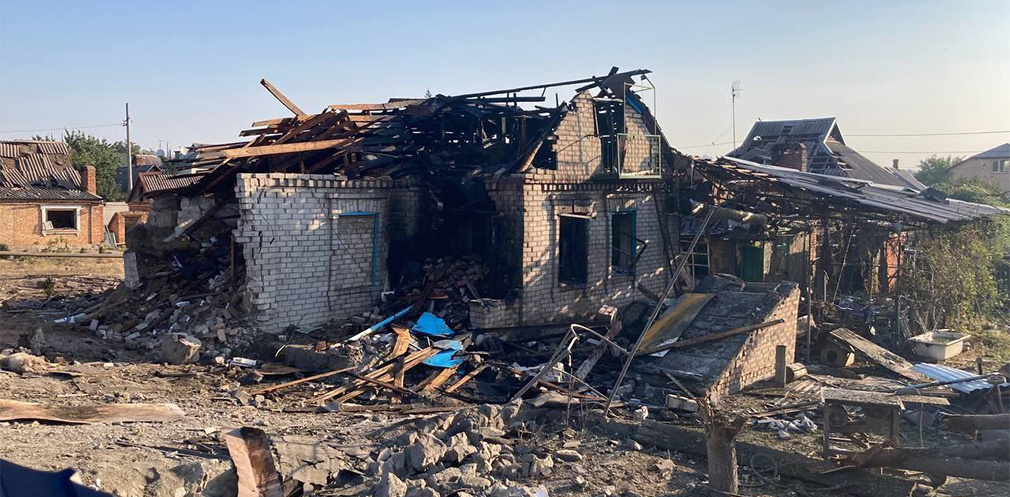
Dom w Krzywym Rogu po nocnym rosyjskim ataku rakietowym. Zginęły trzy osoby, a trzy zostały ranne. Zniszczeniu uległy dwa domy, a ponad 20 zostało uszkodzonych.

Według ISW wojska rosyjskie posunęły się naprzód w obwodzie kurskim, z kolei siły rosyjskie poczyniły postępy na północ od Charkowa, w pobliżu Kupiańska, Kreminnej, Torećka i na południowy zachód od Doniecka.
Siły Powietrzne Ukrainy oświadczyły, że w nocy Rosja zaatakowała Ukrainę za pomocą czterech pocisków balistycznych Iskander-M/KN-23 (wystrzelonych z Krymu i obwodu rostowskiego), pięciu rakiet manewrujących Ch-59/Ch-69 (z okupowanego obwodu zaporoskiego) i 16 dronów Shahed 136/131 (z Primorsko-Achtarska i Kurska). Ukraińska obrona przeciwlotnicza zestrzeliła pięć rakiet Ch-59/Ch-69 i 11 dronów, a kolejne pięć zaginęło na Ukrainie. Obrona powietrzna działała w obwodach dniepropetrowskim, kirowohradzkim, sumskim, połtawskim, odeskim i mikołajowskim. W Dnieprze zniszczony został budynek placówki oświatowej, a jedna osoba została ranna. Gubernator Serhij Łysak poinformował, że trzy osoby zginęły, w tym 12-letni chłopiec, a trzy zostały ranne w rosyjskim ataku rakietowym na dzielnicę mieszkalną w Krzywym Rogu w obwodzie dniepropetrowskim. Atak zniszczył dwa domy i uszkodził ponad 24 kolejne oraz uszkodził szkołę, garaże i samochody. Rosyjskie Ministerstwo Obrony ogłosiło atak na obiekty energetyczne, obiekty SZ Ukrainy oraz statek do przewozu rakietami i amunicji, dostarczanej przez kraje zachodnie. Później gubernator Łysak stwierdził, że w rosyjskim ataku dronów na Nikopol zginęły dwie osoby, w tym 12-letnia dziewczynka, a dwie zostały ranne. Wieczorem rosyjska armia zaatakowała Charków i jego przedmieścia bombami lotniczymi. Według władz lokalnych 21 osób zostało rannych oraz zniszczone zostały dwa budynki mieszkalne, a siedem zostało uszkodzonych.

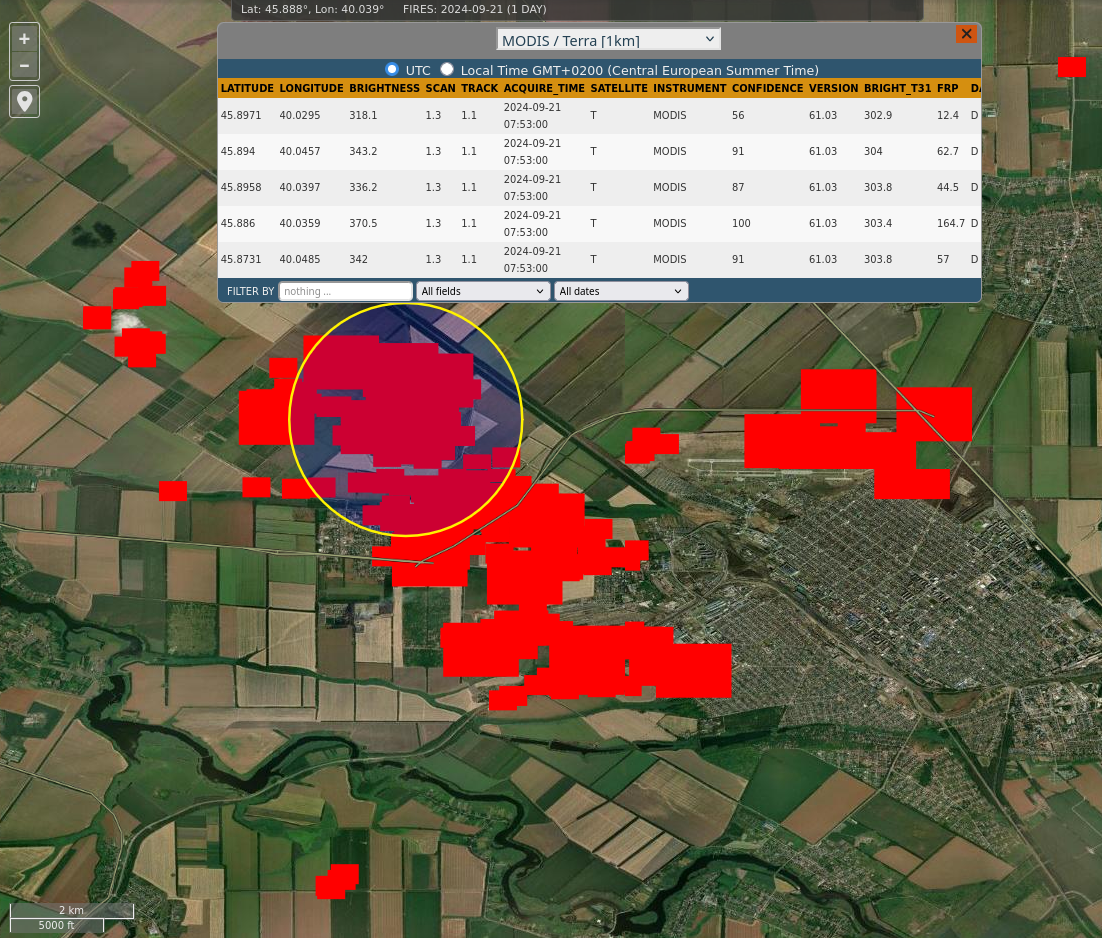
Zdjęcia NASA FIRMS z 21 września 2024 roku ukrazywały pożary od stacji kolejowej na zachód od Tichoriecka do zajezdni na północny zachód i bazy lotniczej na północ od miasta.

Ukraina podała, że zaatakowano dwa składy broni w południowej i zachodniej Rosji. We wsi Kamienny w rejonie Tichoriecka w południowym Kraju Krasnodarskim w wyniku ataku dronów doszło do eksplozji magazynu amunicji, gdzie stacjonowały dwie jednostki wojskowe 57229-41 i 01704. Drugi skład amunicji (23. arsenał Głównego Zarządu Rakiet i Artylerii) znajdujący się we wsi Oktjabrskoje w obwodzie twerskim (460 km od Ukrainy) również został zaatakowany przez ukraińskie drony. Zamknięto odcinek drogi magistralnej M-9 w rejonach toropeckim i nelidowskim, a pobliskie miejscowości ewakuowano. Ewakuowano także stację kolejową Staraja Toropa oraz odwołano pociągi lub kursowały alternatywnymi trasami. Znajduje się on w pobliżu składu amunicji w Toropca, który Ukraina zaatakowała wcześniej w tym tygodniu. Ministerstwo Obrony Rosji stwierdziło, że obrona przeciwlotnicza zestrzeliła 101 dronów nad obwodami briańskim (53), krasnodarskim (18), kałuskim (5), twerskim (3), biełgorodzkim (3), smoleńskim (1), kurskim (1) i Krymem (1). Kolejne 16 zniszczono nad Morzem Azowskim. Według doniesień SBU przeprowadziła atak na lotnisko wojskowe Shajkowka w obwodzie kałuskim.
Prezydent Wołodymyr Zełenski podpisał dekret zwiększający budżet państwa o 12 miliardów dolarów na potrzeby obronne i wojskowe, którego celem było sfinansowanie środków nadzwyczajnych, aby przeciwdziałać zakrojonej na szeroką skalę agresji Rosji na Ukrainę.
Rząd rosyjski odmówił wzięcia udziału w konferencji pokojowej w Szwajcarii na wniosek rządu ukraińskiego, uzasadniając to tym, że konferencja ta nie uwzględniała żądań Rosji dotyczących cesji terytorium od Ukrainy.

### 22 września

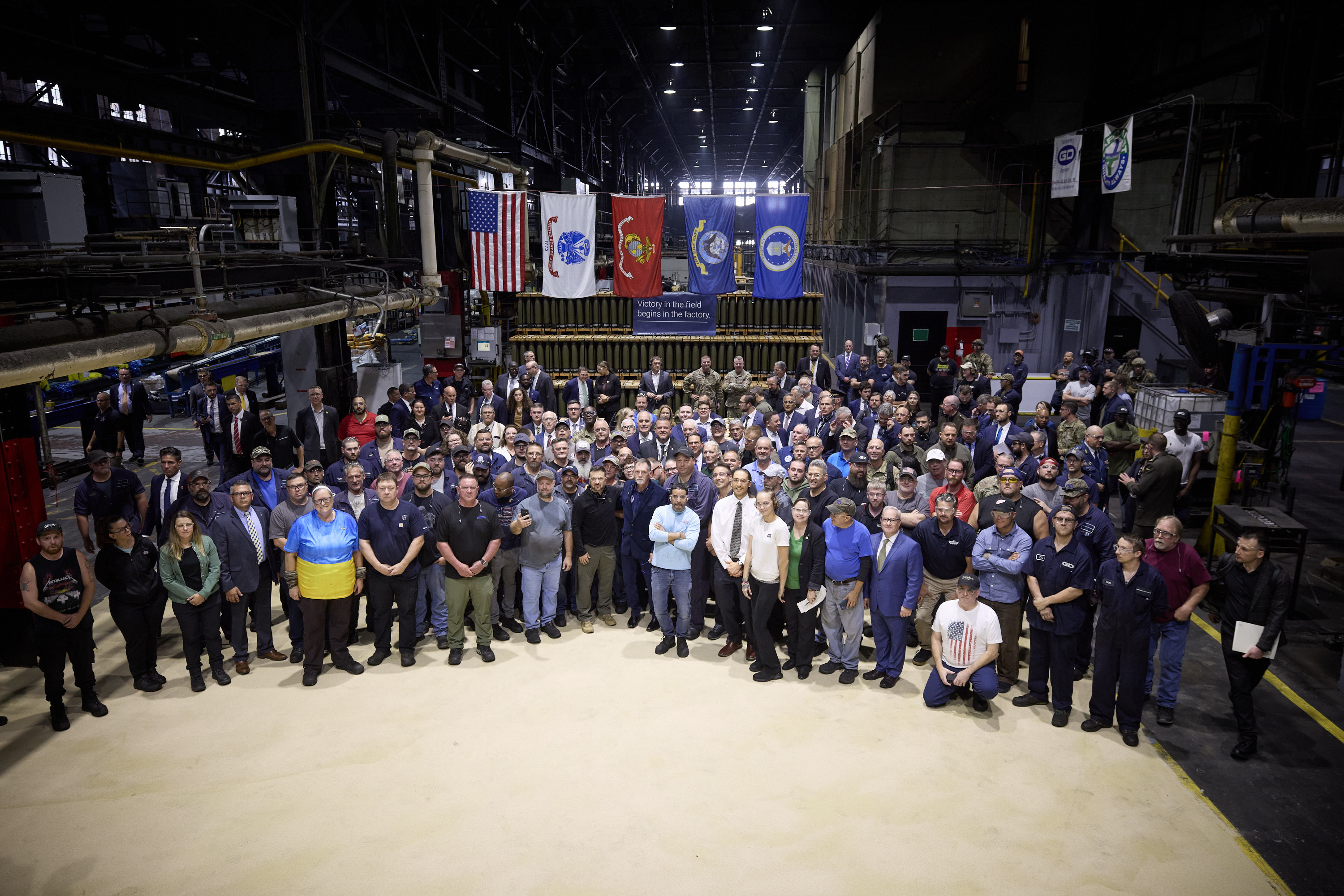
Prezydent Zełenski rozpoczął wizytę w USA od wizyty w Scranton Army Ammunition Plant, gdzie produkowane są komponenty do pocisków artyleryjskich. Moc produkcyjna zakładu była w pełni przeznaczona na zaspokojenie potrzeb Ukrainy, w szczególności w zakresie pocisków 155 mm. Prezydent dokonał przeglądu procesu produkcyjnego oraz rozmawiał z kierownictwem i pracownikami zakładu. Podczas spotkania Zełenski przedstawił sytuację na polu bitwy oraz podkreślił potrzebę Ukrainy nieprzerwanej i terminowej dostawy zapowiadanych pakietów pomocy wojskowej.

Według doniesień wojska rosyjskie przekroczyły Kanał Doniec-Donbas na zachód od Kliszczijiwki. Ukraińska 79 Tawryjska Brygada Powietrzno-Szturmowa poinformowała, że odparła „masywny” atak rosyjski w sektorze Kurachowego w obwodzie donieckim, gdzie siły rosyjskie próbowały przełamać linie obrony w pobliżu wsi Kostiantyniwka. W ataku podobno brało udział 20 szt. sprzętu, w tym 14 pojazdów opancerzonych z piechotą i sześć czołgów. Według brygady rosyjski konwój zauważono z wyprzedzeniem i użyto artylerii, dronów i pocisków przeciwpancernych, aby odeprzeć atak. W wyniku tego uszkodzono jeden rosyjski czołg, zniszczono dwa kolejne, a także dwa rosyjskie pojazdy opancerzone przewożące żołnierzy.
W opinii ISW siły ukraińskie posunęły się w pobliżu Swatowego, z kolei wojska rosyjskie nieznacznie posunęły się w pobliżu Torećka i Pokrowska, na południowy zachód od Doniecka oraz na granicy obwodu donieckiego i zaporoskiego. Brytyjskie MON poinformowało, że głównym celem wojsk rosyjskich pozostawał Pokrowsk na wschodzie kraju, od którego pozostawały w odległości ok. 8 km, choć w poprzednim tygodniu postęp rosyjski spowolnił. Wojska rosyjskie prawdopodobnie zajęły Hrodiwkę i Ukrajinśk, jednak wzmocnienie sił ukraińskich, umocnienia oraz obszary miejskie przyczyniły się do tego, że rosyjskie postępy na tej osi prawdopodobnie spowolniły. W obwodzie charkowskim Rosjanie posunęli się naprzód na zachód od wsi Piszczane i okupowali obecnie mały klin 3,5 km od rzeki Oskoł. Zdaniem Ministerstwa siły rosyjskie będą chciały zająć wschodni brzeg Oskołu, aby użyć go jako naturalną barierę ochronną i stworzyć warunki do przyszłych operacji.
Siły Powietrzne Ukrainy poinformowały, że w nocy wojska rosyjskie zaatakowały Ukrainę dwoma rakietami manewrującymi Ch-59/Ch-69 (wystrzelonych z okupowanego obwodu ługańskiego) i 80 dronów Shahed 136/131 (z Jejska i Kurska). Ukraińska obrona przeciwlotnicza zniszczyła 71 dronów szturmowych, a sześć kolejnych zaginęło na terytorium Ukrainy. Obrona przeciwlotnicza działała w obwodach chmielnickim, winnickim, czerkaskim, kirowohradzkim, żytomierskim, kijowskim, sumskim, połtawskim, chersońskim i mikołajowskim. Prezydent Wołodymyr Zełenski powiedział, że w ciągu ostatniego tygodnia Rosja wystrzeliła w kierunku Ukrainy prawie 30 rakiet, ok. 400 dronów i ponad 900 bomb lotniczych.
Narodowa Policja Ukrainy podała, że ok. 19:00 w Nikopolu Rosjanie za pomocą drona zaatakowali samochód, w którym podróżowała rodzina z dziećmi. W wyniku ataki zginęła 25-letnia matka i 12-letnia córka, a 25-letni ojciec i 4-letnia córka zostali ranni. Ministerstwo Energetyki Ukrainy podało, że wojska rosyjskie ostrzelały kopalnię w Udaczne w obwodzie donieckim, zabijając dwie kobiety (pracownice) i raniąc jedną osobę. Ostrzał spowodował wybuch pożaru na obszarze nad kopalnią, co doprowadziło do ewakuacji 371 górników, którzy w momencie ataku znajdowali się pod ziemią. Gubernator Iwan Fedorow poinformował, że w nocy w godzinach od 22:19 do 23:04 armia rosyjska przeprowadziła sześć ataków (wcześniej przy użyciu KAB) na obwód zaporoski, w wyniku czego 16 osób zostało rannych, w tym 15-letni chłopiec. Podczas ataku szkodzono 13 wieżowców, domy prywatne, instytucje oświatowe, własność prywatną, samochody i garaże. Rosja zaatakowała dronami obwód połtawski, gdzie w jednym z rejonów doszło do uszkodzeń infrastruktury energetycznej, w wyniku czego 56 gospodarstw domowych i 30 lokalnych odbiorców zostało pozbawionych prądu.
Minister obrony Rustem Umierow powiedział, że Ukraina osiągnęła porozumienie w sprawie dostawy myśliwców Mirage 2000-5 i prowadziła negocjacje w sprawie otrzymania myśliwców JAS 39 Gripen i Eurofighter Typhoon. Stwierdził, że wyniki zostaną wkrótce głoszone, dodając, że: „W ubiegłym [2023] roku pracowaliśmy nad szkoleniem pilotów, budową całej niezbędnej infrastruktury, a w tym [2024] roku skoncentrujemy się na tym, jak ją zwiększyć na tyle, aby mieć przewagę nad Rosją w powietrzu”.
Prezydent Zełenski powiedział, że najazd na obwód kurski przyniósł pewien sukces, przede wszystkim odciągając wojska rosyjskie od innych części linii frontu, stwierdzając jednak, że „jest za wcześnie, aby osądzać”. Dodał, że: „Spowolniło to Rosjan i zmusiło ich do przeniesienia części sił do Kurska, ok. 40 tys. żołnierzy. Nasi żołnierze na wschodzie już teraz mówią, że są atakowani rzadziej. Nie mówię, że jest to spektakularny sukces lub że doprowadzi to do zakończenia wojny lub końca [prezydenta Władimira] Putina. Jednak to, co zrobiliśmy, pokazało naszym partnerom, do czego jesteśmy zdolni”.
W Rosji nie powiodły się nowe testy międzykontynentalnej rakiety balistycznej (ICBM) RS-28 Sarmat (Satan II). Próba przeprowadzenia przez rosyjski nuklearny odstraszacz testu nowego międzykontynentalnego pocisku balistycznego w dniu 21 września 2024 roku zakończyła się całkowitym niepowodzeniem i pożarem na platformie startowej. Opublikowane zdjęcia satelitarne ukazywały dużą przepaść powstałą w wyniku upadku pocisku balistycznego.

### 23 września
Ukraińska 95 Oddzielna Poleska Brygada Powietrzno-Szturmowa poinformowała, że przedarła się przez kolejny odcinek granicy z Rosją oraz opublikowała film, który ukazywał przełamanie barier inżynieryjnych, wkroczenie sił powietrznodesantowych do Rosji i pierwsze bitwy w pobliżu granicy. Dokładna lokalizacja i czas ataku nie zostały ujawnione, ale brygada stwierdziła, że była to „druga udana operacja przebicia granicy rosyjskiej od początku operacji w rosyjskim obwodzie kurskim”.
W ocenie ISW siły rosyjskie zrobiły postępy w pobliżu Hłybokego, Kupiańska i Pokrowska, z kolei siły ukraińskie posunęły się naprzód w obwodzie kurskim.
Sztab Generalny Ukrainy poinformował, że Rosja atakowała w kierunkach Charkowa, Kupiańska, Łymanu, Siewierska, Kramatorska, Torećka, Pokrowska, Kurachowego, Wremiwki, Zaporoża i Chersonia, gdzie doszło do 143 starć. W ciągu 24h wojska rosyjskie przeprowadziły trzy ataki rakietowe, 72 naloty, 113 ostrzałów i 1464 ataków dronów na pozycje ukraińskie i obszary zaludnione. Operacja w obwodzie kurskim trwała. Lotnictwo i artyleria ukraińskie przeprowadziły 12 ataków na miejsca koncentracji, dwa na systemy przeciwlotnicze, pięć na jednostki artylerii, jeden na punkt kontroli dronów i dwa na stacje radarowe.
Według Sił Powietrznych Ukrainy w nocy Rosjanie zaatakowali terytorium Ukrainy przy wykorzystaniu dwóch Ch-59/Ch-69 i czterech dronów Shahed 136/131. Ukraińska obrona przeciwlotnicza zniszczyła trzy drony w obwodzie sumskim, natomiast jeden dron i dwa pociski Ch-59/Ch-69 nie osiągnęły swoich celów. Gubernator Wadym Fiłaszkin poinformował, że jedna osoba zginęła, a co najmniej 10 zostało rannych, w tym dwoje dzieci, w wyniku rosyjskiego ostrzału Kramatorska i wsi Sachowe. Atak uszkodził 24 domy, trzy budynki administracyjne i instytucję społeczną. Gubernator Iwan Fedorow podał, że wieczorem Rosja zaatakowała rakietami Zaporoże, zabijając jednego mężczyznę i raniąc siedmiu kolejnych cywilów, w tym 13-letnią dziewczynkę i 15-letniego chłopca. Atak wymierzony był w obiekt infrastruktury krytycznej, w wyniku czego doszło do pożaru oraz dzielnicę mieszkalną. Zniszczone zostały również co najmniej dwa domy.
Dwa rosyjskie systemy rakietowe S-300 zostały rzekomo zniszczone przez „dziwne drony, prawie niewidoczne” w pobliżu Dżankoja na Krymie. W wyniku uderzenia trzech żołnierzy straciło życie. Rosyjski kanał na Telegramie „Baza” poinformował, że dwóch rosyjskich nastolatków użyło koktajli Mołotowa do podpalenia helikoptera Mi-8 w bazie Sił Powietrznych w Omsku. Po aresztowaniu twierdzili, że ktoś za pośrednictwem Telegramu zaoferował im 20 tys. dolarów za przeprowadzenie ataku.
Brytyjskie Ministerstwo Obrony ogłosiło przetarg na 300 dużych dronów FPV o wartości 2 mln funtów dla Ukrainy w ramach międzynarodowej Koalicji Dronów. Przetarg przewidywał zakup „do 15 partii dronów z widokiem pierwszoosobowym, składających się z 20 dronów każda i związanych z nimi opcji zdolnych unieść ładunek o masie większej niż 5 kg”. Minister obrony Ruben Brekelmans powiedział, że Holandia w dalszym ciągu poszukiwała krajów partnerskich, które dostarczyłyby komponenty do systemu obrony powietrznej Patriot przeznaczonego dla Ukrainy.
Minister obrony Rustem Umierow powiedział, że w 2023 roku Ukraina wykorzystała technologię „roju dronów” do zniszczenia lub uszkodzenia ponad 200 rosyjskich obiektów wojskowych, „przelatując na odległość ponad 1000 km, docierając do Murmańska i regionu Wołgi, niszcząc rosyjskie rafinerie ropy naftowej i lotniska”, co następnie zmusiło Rosję do przeniesienia swoich myśliwców na lotniska oddalone o 250 km od granicy z Ukrainą. W 2024 roku wielokrotnie zwiększono zdolności wojskowe dalekiego zasięgu, inwestując 507,6 mln dolarów w drony i 217,5 mln dolarów w amunicję do dronów.
Służba Bezpieczeństwa Ukrainy zneutralizowała operacyjną grupę bojową Głównego Zarządu SG Rosji (GRU), która przygotowywała brutalne przejęcie władzy w Odessie. W wyniku operacji specjalnej w ośrodku regionalnym zatrzymano przywódcę uśpionej wrogiej komórki i jego wspólnika. Przejęto ponad 70 szt. broni palnej z celownikami optycznymi i amunicją, a także kamizelki kuloodporne, hełmy, gogle balistyczne i inny sprzęt taktyczny.
Według kanału na Telegramie „Vodograi” wojsko rosyjskie zaczęło używać chińskich pojazdów opancerzonych ZFB-05 na Ukrainie.
Prezydent Masud Pezeszkijan oświadczył na Zgromadzeniu Ogólnym ONZ w Nowym Jorku, że Iran nigdy nie uznał ani nie wspierał agresji Rosji na terytorium Ukrainy i zaprzeczył dostarczeniu Rosji rakiet balistycznych, wskazując, że takie dostawy mogły mieć miejsce w przeszłości, ale od objęcia urzędu przez Pezeszkijan. Od tego czasu Rosja nie otrzymała dalszego wsparcia. Prezydent Czech Petr Pavel powiedział, że Węgry i inni przyjaźnie nastawieni do Rosji przywódcy populistyczni podważali europejską jedność podczas wojny. Z kolei wobec zmęczenia 31-miesięcznym konfliktem Ukraina musi realistycznie spojrzeć na perspektywy odzyskania terytorium okupowanego przez Rosję. Najbardziej prawdopodobnym wynikiem wojny będzie tymczasowe zajęcie części terytorium Ukrainy przez Rosję, co może potrwać kilka lat. Ani Ukraina, ani Rosja nie powinny spodziewać się całkowitego zwycięstwa, a sam wynik będzie gdzieś pomiędzy porażką Ukrainy a porażką Rosji.

### 24 września
Ukraiński wywiad oświadczył, że siły ukraińskie odbiły Wołczańską Fabrykę Kruszyw w obwodzie charkowskim, „po oczyszczeniu [z wojsk rosyjskich] wszystkich 30 budynków”. Dodano, że: „Żołnierze HUR przeprowadzili systematyczne przeszukiwanie budynków fabryki, stale angażując się w walki kontaktowe z wrogiem w gęsto zabudowanych warunkach. W niektórych przypadkach ukraińskie siły specjalne zaangażowały się w walkę wręcz z wrogiem”. Oblężenie zakładu trwało prawie miesiąc. Siły ukraińskie podały, że pojmano 20 żołnierzy rosyjskich i zabiły co najmniej czterech kolejnych. Dowódca piechoty 72 Brygady Zmechanizowanej powiedział, że wojska rosyjskie nieustannie próbowały szturmować Wuhłedar w obwodzie donieckim, a sytuacja pozostawała „stale napięta”. Rosja używała w swoich atakach różnorodnej broni, w tym kierowanych bomb powietrznych, pojazdów opancerzonych, artylerii lufowej, moździerzy i dronów z dronów FPV. Dowódca dodał, że: „Wróg ma sprzęt «jednorazowy». Każdy pojazd opancerzony, który zbliża się do naszych pozycji, jest w większości spalony i codziennie dochodzi do ataków”.
Według ISW siły rosyjskie dotarły na przedmieścia Wuhłedaru w trakcie nasilenia ofensywy w pobliżu miejscowości, jednak zdobycie go raczej nie zapewni Rosjanom żadnej szczególnej przewagi operacyjnej w dalszych atakach w zachodnim obwodzie donieckim. Wojska ukraińskie poczyniły postępy na zachód od kontrolowanego przez Ukraińców obszaru w obwodzie kurskim oraz posunęły się naprzód w obrębie Wołczańska i wschodniego Torećka. Brytyjskie MON poinformowało, że wojska rosyjskie poczyniły dalsze postępy w okolicach Wuhłedaru i było wysoce prawdopodobne, że zagrażały miastu z trzech stron. Rosjanie walczyli już na przedmieściach Wuhłedaru, który był atakowany od 2022 roku i prawdopodobnie w ciągu najbliższego tygodnia będą nadal wywierać presję na tę silnie bronioną część linii frontu. W środkowym obwodzie donieckim wojska rosyjskie walczyły we wschodniej połowie Torećka oraz na południe od Pokrowska, jednak poczyniły jedynie niewielki postęp wokół Czasiw Jaru.
Siły Powietrzne Ukrainy ogłosiły, że w nocy (pomiędzy 20:00 a 07:00) wojska rosyjskie zaatakowały północną i centralną Ukrainę za pomocą jednej rakiety balistycznej Iskander-M (wystrzelonej z obwodu rostowskiego), dwóch rakiet manewrujących Ch-59/Ch-69 (z obwodu briańskiego), jednego pocisku nieznanego typu (z obwodu kurskiego) i 81 dronów Shahed 136/131 (z Kurska i Primorsko-Achtarska). Ukraińska obrona przeciwlotnicza zestrzeliła 66 dronów w obwodach kijowskim, żytomierskim, czerkaskim, winnickim, kirowohradzkim, połtawskim, sumskim i mikołajowskim, a kolejne 13 dronów zaginęło w kilku obwodach Ukrainy. Gubernator Ołeh Siniehubow poinformował, że siły rosyjskie zaatakowały Charków za pomocą ośmiu bomb lotniczych FAB-250 i jednej FAB-500, zabijając trzy osoby i raniąc 34 kolejne (cztery były w stanie ciężkim), w tym 17-letnia dziewczyna. Cztery dzielnice miasta zostały trafione, a budynki mieszkalne w rejonach kijowskim i sołtiwskim zostały uszkodzone. Ponadto wybuchł pożar w ośrodku rekreacyjnym w rejonie kijowskim, a atak na rejon sołtiwski uszkodził boisko sportowe, przedszkole, kilka okien w budynkach mieszkalnych i supermarket.
Według OSW Rosjanie oskrzydlili Wuhłedar od zachodu, w wyniku czego miasto znalazło się w kleszczach. Według części źródeł broniące go wojska ukraińskie rozpoczęły wycofywanie się z miasta, a siły rosyjskie wkroczyły w obszar zabudowany od wschodu. Po zajęciu przez Rosjan miejscowości Żełanne Druhe, o którą podobno wciąż toczyły się walki, siłom ukraińskim pozostałym na zachód od Doniecka w widłach rzek Wołcza i Łozowa groziło okrążenie. Rosjanie działający na kierunku Pokrowska przecięli połączenia kolejowe i drogowe pomiędzy Sełydowem a Kurachowem, tworząc kolejną przeszkodę dla cofających się sił ukraińskich. Doprowadzili także do względnego wyrównania linii frontu na południe i wschód od Myrnohradu. Ukraińcy utrzymywali się na zachodnich obrzeżach Hrodiwki, ostatniej miejscowości na głównej drodze do Myrnohradu. W wyniku bombardowań w Pokrowsku pogłębiały się problemy z dostępnością wody, prądu i gazu, a permanentny ostrzał utrudniał ewakuację. Wojska rosyjskie wkroczyły do Łeonidiwki na zachód od Torećka, co groziło oskrzydleniem miasta od zachodu. Trwały walki w jego centrum, do którego Rosjanie wdarli się, atakując od wschodu. Siły rosyjskie poszerzyły przyczółki po zachodniej stronie kanału Doniec–Donbas na północ i południe od Czasiw Jaru. Wylądowały także na zachodnim brzegu rzeki Żerebeć w rejonie Makijiwki i Newśkego, skąd po kilkunastu miesiącach obrony ustąpiły wojska ukraińskie. Rosjanie pogłębili wyłom na południowy wschód od Kupiańska, gdzie do przeprawy przez rzekę Oskoł w Kruhlakiwce pozostało ok. 2 km. Zaktywizowali się również na południe od Wełykiej Nowosiłki, gdzie uderzyli na odzyskaną przez Ukraińców Makariwkę. Z kolei atak rosyjski w obwodzie kurskim uległ spowolnieniu, jednak docierającym tam wzmocnieniom ukraińskim nie udało się ustabilizować obrony. Rosjanie poczynili postępy na obu flankach, atakując przede wszystkim w rejonach przygranicznych. Nie przyniosły rezultatu ukraińskie ataki w rejonie głuszkowskim.
Szef MSZ Caspar Veldkamp poinformował, że Holandia ogłosiła nowy pakiet pomocy dla Ukrainy w wysokości 209,5 mln euro, który zostanie przeznaczony na odbudowę infrastruktury krytycznej. Ponadto Holandia wpłaci 45 mln euro na Fundusz Wsparcia Energetycznego Ukrainy i sfinansuje dostawę niezbędnego sprzętu.
Doradca Kancelarii Prezydenta Władysław Własiuk powiedział, że 60% komponentów w rosyjskiej broni znalezionej na polu bitwy na Ukrainie pochodziło z Chin. Ważne komponenty wykorzystywane w systemach obserwacji, dronach i rakietach pochodziły m.in. ze Stanów Zjednoczonych, Holandii, Japonii i Szwajcarii. Prezydent Wołodymyr Zełenski stwierdził, że Rosja wykorzystywała chińskie satelity do robienia zdjęć ukraińskich obiektów nuklearnych na potrzeby ewentualnych przyszłych ataków.
Niezależna międzynarodowa komisja ONZ do zbadania naruszeń na Ukrainie odkryła nowe dowody stosowania przez władze rosyjskie tortur wobec ukraińskiej ludności cywilnej i jeńców wojennych, zarówno na okupowanych terytoriach Ukrainy, jak i w Rosji.
Kandydat Partii Republikańskiej na prezydenta i były prezydent Donald Trump powiedział podczas wiecu wyborczego w Atlancie, że dalsze zaangażowanie Stanów Zjednoczonych w wojnę na Ukrainie tylko wpędzi USA w kłopoty. Skrytykował prezydenta Joe Bidena i wiceprezydent Kamalę Harris za uniemożliwianie Stanom Zjednoczonym ucieczki przed kłopotliwą sytuacją związaną z wojną. Zapowiedział, że po wyborze będzie prowadził negocjacje, umożliwiając USA wycofanie się z wojny oraz określił prezydenta Zełenskiego jako „największego sprzedawcę na świecie”, który otrzymuje 100 miliardów dolarów za każdą wizytę w Stanach Zjednoczonych.

### 25 września

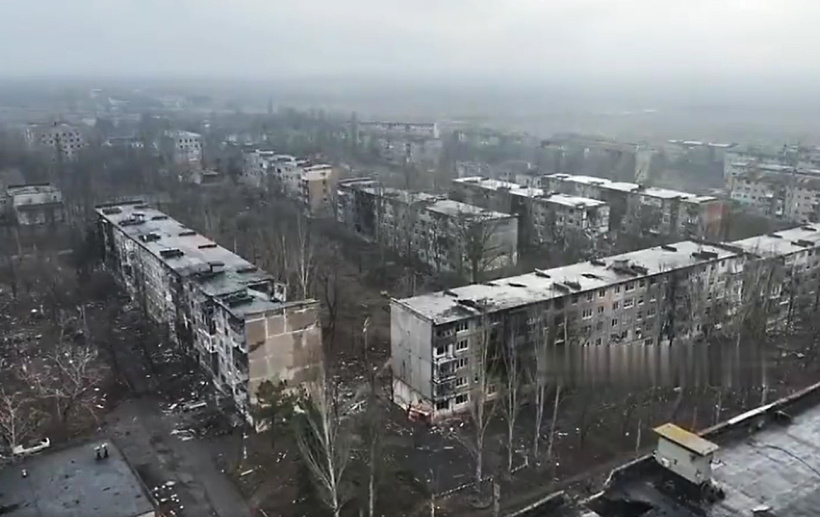
Wuhłedar po rosyjskich ostrzałach i bombardowaniach podczas bitwy o miasto. Według lokalnych władz, pozostało ok. 100 osób, które odmawiały ewakuacji.

Rosja stwierdziła, że zajęła wioskę Hostre, 30 km na zachód od Doniecka. Gubernator Wadym Fiłaszkin powiedział, że wojska rosyjskie nie dotarły jeszcze do obrzeży oblężonego Wuhłedaru w obwodzie donieckim, stwierdzając, że: „Na obrzeżach miasta nie było jeszcze wroga. Nadchodziły grupy sabotażowe i rozpoznawcze, ale nasi obrońcy próbowali je rozbić. Oznaczało to, że miasto nie zostało jeszcze zdobyte”. „Nasi obrońcy robiili wszystko, co możliwe i niemożliwe. Spalili dużo sprzętu wroga”. Dodał, że wojska rosyjskie próbowały przebić się przez linię obronną Ukrainy w pobliżu miasta i „posuwały się naprzód”.
W opinii ISW ani siły rosyjskie, ani ukraińskie nie poczyniły potwierdzonych postępów w obwodzie kurskim. Wojska ukraińskie nadal odzyskiwały pozycje w Wołczańsku. Siły rosyjskie posuwały się na północny zachód od Kreminnej, w Torećku i na południowy wschód od Pokrowska. Według doniesień siły rosyjskie posuwały się w obrębie i wokół Wuhłedaru (na południowy zachód od Doniecka) w trakcie trwających wysiłków ofensywnych zmierzających do zajęcia miejscowości.
Według Sił Powietrznych Ukrainy w nocy FR wystrzeliła w kierunku Ukrainy przeciwlotniczy pocisk kierowany S-300 i trzy rakiety nieokreślonego typu (w kierunku obwodu charkowskiego) oraz cztery rakiety manewrujące Ch-59/Ch-69 (znad Morza Czarnego) i 32 drony Shahed 136/131 (z Primorsko-Achtarska i Kurska). Ukraińska obrona przeciwlotnicza zniszczyła wszystkie rakiety Ch-59/Ch-69 i 28 dronów, a kolejne cztery zaginęły w kilku obwodach Ukrainy. Obrona powietrzna działała w obwodach dniepropetrowskim, charkowskim, kijowskim, czerkaskim, kirowohradzkim, sumskim, połtawskim, mikołajowskim, odeskim i chersońskim. Armia ukraińska po raz pierwszy zniszczyła rosyjski dron Shahed 136 wyposażony w komunikację satelitarną Starlink firmy SpaceX. W obwodzie zaporoskim zginął jeden cywil, a siedmiu zostało rannych. W obwodzie charkowskim i odeskim wybuchły pożary oraz został uszkodzony hangar, traktor i ciężarówki.
Gubernator Wadym Fiłaszkin poinformował, że ok. 15:40 Rosjanie zaatakowali centrum Kramatorska dwoma kierowanymi bombami lotniczymi FAB-250, w wyniku czego zginęły co najmniej dwie osoby, a 19 zostało rannych, w tym troje dzieci. Podczas ataku uszkodzono dwa wieżowce, sklepy i samochody. Gubernator Ołeksandr Prokudin podał, że w ciągu ostatniej doby wojska rosyjskie ostrzelały Chersoń, w rezultacie czego 80-letnia kobieta została śmiertelnie ranna, a dwie osoby zostały ranne, w tym 48-letnia kobieta została zabrana do szpitala ze stłuczeniami, obrażeniami twarzy i przedramienia.
Stany Zjednoczone zapowiedziały kolejny pakiet pomocy wojskowej dla Ukrainy o wartości do 375 mln dolarów, który obejmował m.in. amunicję powietrze-ziemia, amunicję do systemów M142 HIMARS, pociski artyleryjskie 155 mm i 105 mm, broń przeciwpancerną Javelin i AT-4, pojazdy opancerzone M1117, pojazdy MRAP, lekkie pojazdy taktyczne, systemy mostów pancernych i łodzie patrolowe. Pakiet obejmował również amerykańskie bomby szybujące AGM-154 JSOW (Joint Standoff Weapon) o zasięgu ponad 110 km, które będą wykorzystywane przez ukraińskie myśliwce F-16. Według doniesień Ukraina otrzyma pociski JSOW wyposażone w amunicję kasetową. Bundestag zatwierdził propozycję niemieckiego rządu dotyczącą zwiększenia wsparcia wojskowego dla Ukrainy o ok. 447 mln dolarów. Dodatkowa pomoc finansowa pozwoli na zakup kolejnych systemów obrony powietrznej, czołgów, dronów, amunicji i części zamiennych, skutecznie wzmacniając ukraińską armię. Z kolei Komisja Budżetowa Bundestagu zatwierdziła pakiet pomocy dla Ukrainy na łączną kwotę 70 mln euro. Fundusze przeznaczone zostaną na wsparcie sektora ciepłowniczego i elektroenergetycznego.
Europejskie służby wywiadowcze poinformowały, że Rosja stworzyła w Chinach tajny program produkcji dronów dalekiego zasięgu „Harpia-3”, które będą wykorzystywane w wojnie z Ukrainą. Chińskie firmy były zaangażowane, jednak chiński rząd może nie być świadomy istnienia programu.
Prezydent Władimir Putin powiedział, że „rozważy” możliwość użycia broni nuklearnej, w szczególności „po otrzymaniu wiarygodnych informacji o masowym wystrzeleniu broni ataku kosmicznego i przekroczeniu przez nią granicy”, w tym dronów. Podczas przewodniczenia Federalnej Konferencji Bezpieczeństwa Putin oświadczył, że w zaktualizowanej polityce nuklearnej Rosja dodała kategorie celów nuklearnych środków odstraszania, jeśli jakiekolwiek państwo nienuklearne zaatakuje Rosję przy udziale lub wsparciu państwa posiadającego broń nuklearną. Byłoby to postrzegane jako wspólny atak na Rosję, a Rosja odpowiedziałaby bronią nuklearną. Putin wskazał, że zmiana polityki jest reakcją na szybko zmieniający się krajobraz globalny, który niesie ze sobą nowe zagrożenia i ryzyko dla Rosji. Jako członek sojuszu rosyjsko-białoruskiego Białoruś zastrzega sobie prawo do użycia broni nuklearnej w przypadku inwazji.

### 26 września

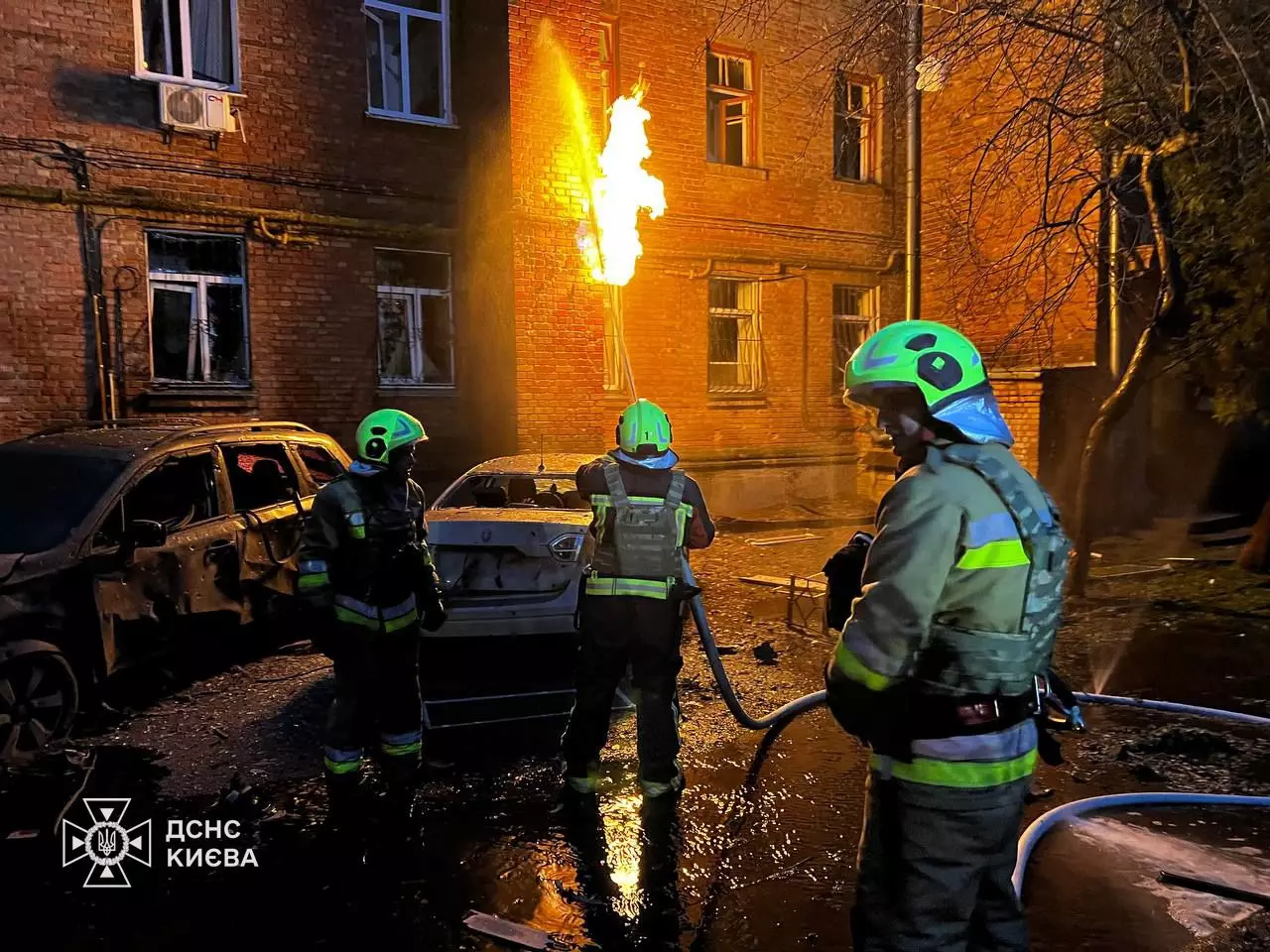
Płonąca rura gazowa w domu w Kijowie, uszkodzona przez szczątki podczas nocnego rosyjskiego ataku dronów.

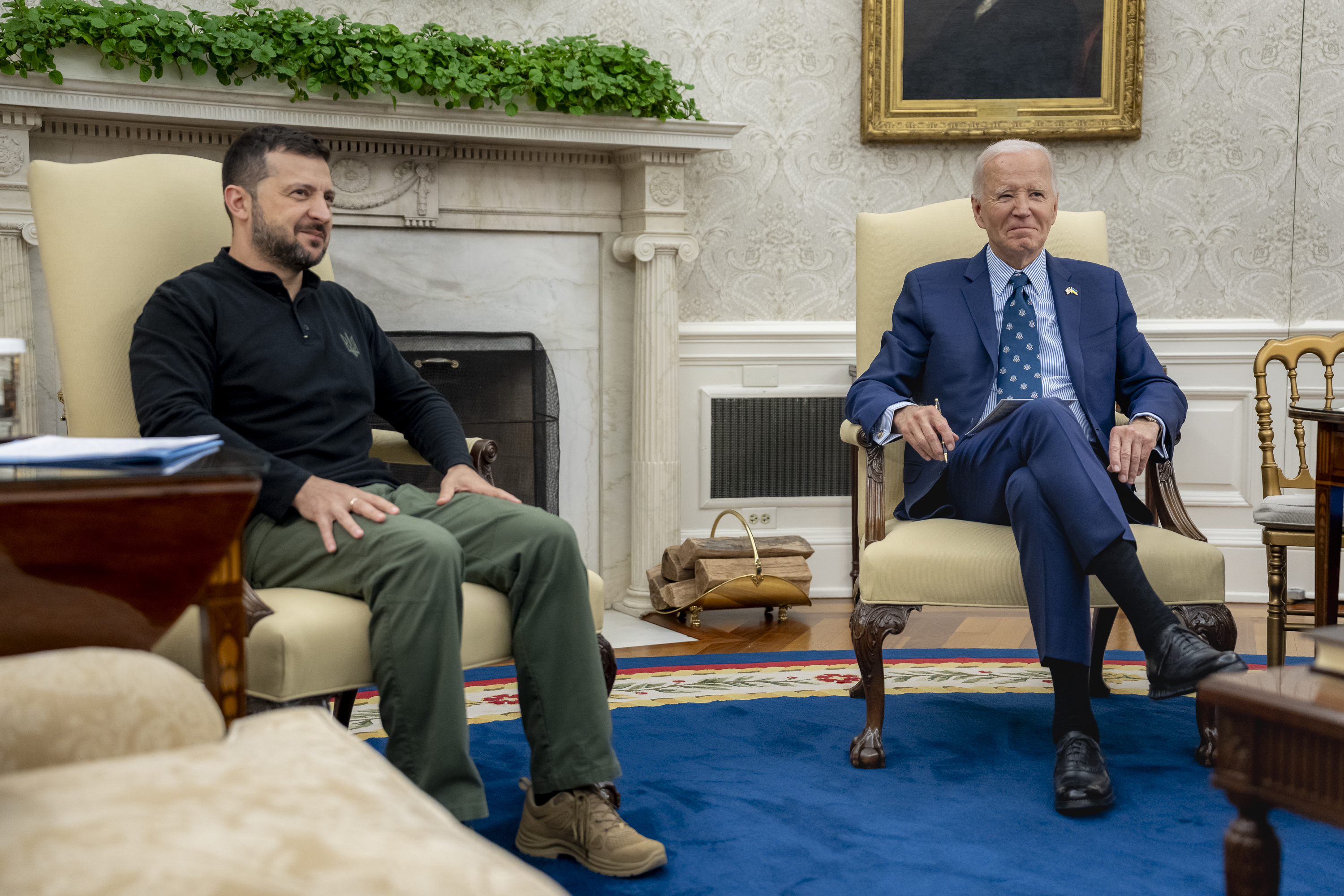
Spotkanie prezydent Zełenskieg z prezydentem Stanów Zjednoczonych Joe Bidenem.

Ukraińska 72 Samodzielna Brygada Zmechanizowana oświadczyła, że nie ma planów wycofania się z Wuhłedaru w obwodzie donieckim pomimo ciężkich ataków i trudności ze strony armii rosyjskiej; „Chcemy rozwiać wszelkie wątpliwości i myśli pseudoekspertów, że 72 Brygada wycofała się z Wuhłedaru. Pomimo ciężkich ataków i trudnych okoliczności nadal tam jesteśmy”.
W opinii ISW siły rosyjskie i ukraińskie kontynuowały ataki w obwodzie kurskim, ale żadna ze stron nie poczyniła dalszych postępów na tym obszarze. Wojska rosyjskie zrobiły postępy na północ od Charkowa i Czasiw Jaru oraz na wschód i południowy wschód od Pokrowska.
Siły Powietrzne Ukrainy podały w nocy armia rosyjska zaatakowała obwód sumski dwoma rakietami nieznanego typu (z obwodu biełgorodzkiego) i obwód odeski czterema rakietami manewrującymi Ch-59/Ch-69 (znad Morza Czarnego) oraz wystrzeliła 78 dronów Shahed 136/131 (z Primorsko-Achtarska, Orła i Kurska). Ukraińska obrona przeciwlotnicza zniszczyła cztery rakiety Ch-59/Ch-69 i 66 dronów, kolejne osiem zaginęło w kilku obwodach Ukrainy, jeden wrócił do Rosji, a drugi pozostawał w ukraińskiej przestrzeni powietrznej. Obrona powietrzna działała w obwodzie dniepropietrowskim, charkowskim, kijowskim, czerkaskim, kirowohradzkim, winnickim, chmielnickim, iwanofrankiwskim, sumskim, połtawskim, mikołajowskim, odeskim, chersońskim i charkowskim. W godzinach 10:00–11:00 zarejestrowano trzy wystrzelenia rakiet hipersonicznych Ch-47M2 Kindżał z przestrzeni powietrznej FR w kierunku Starokonstantynowa w obwodzie chmielnickim.
Według władz lokalnych w kierunku Kijowa przyleciało ponad 15 dronów, z czego ok. 10 zostało zestrzelonych. Ranne zostało dziecko, a ok. 20 samochodów zostało uszkodzonych. W wyniku spadających szczątków w rejonie peczerskim doszło do rozhermetyzowania rury gazowej na 1. piętrze 5-piętrowego budynku mieszkalnego. W wyniku nalotu na Zaporoże zaatakowano przedsiębiorstwo przemysłowe i budynek mieszkalny. Zniszczonych zostało 11 domów prywatnych i jeden 3-piętrowy, a osiem osób zostało rannych, w tym dziecko.  W obwodzie odeskim w wyniku ataku rakiet i dronów zginęła 62-letnia kobieta oraz zostały uszkodzone budynki i samochody. W obwodzie dniepropetrowskim Nikopol i społeczność Margańca zostały zaatakowane przez drony, ciężką artylerię i wyrzutnie rakietowe. W obwodach iwanofrankiwskim i mikołajowskim uszkodzone zostały obiekty infrastruktury energetycznej, co doprowadziło do przerw w dostawie prądu. W obwodzie odeskim w wyniku ataku rakiet i dronów zginęła 62-letnia kobieta oraz zostały uszkodzone budynki i samochody. Region Sum został trafiony rakietami, dronami i artylerią (jedna osoba zginęła). W obwodzie chersońskim w wyniku ostrzału zginęły dwie osoby, a 14 zostało rannych. Wojska rosyjskie uderzyły w Charków trzema bombami lotniczymi, w wyniku czego jedna osoba została ranna, a dwa domy prywatne zostały zniszczone.
Prezydent Stanów Zjednoczonych Joe Biden ogłosił kolejne 7,9 miliarda dolarów pomocy wojskowej dla Ukrainy, w tym 5,5 mld dolarów pochodziło z Presidential Drawdown Authority, które miało wygasnąć z końcem września 2024 roku oraz 2,4 mld dolarów z przeznaczeniem na dodatkową obronę powietrzną, bezzałogowe systemy powietrzne i amunicję powietrze-ziemia, a także wzmocnienie ukraińskiej bazy przemysłowej w zakresie obronności i wspieranie wymagań dotyczących jej konserwacji i utrzymania. Brytyjskie Ministerstwo Obrony zapowiedziało, że dostarczy Ukrainie kolejne cztery haubice samobieżne AS90.
Wiceprezydent USA Kamala Harris obiecała dalsze wsparcie dla Ukrainy i pośrednio ostrzegła przed zwycięstwem wyborczym jej przeciwnika, Donalda Trumpa. Jeśli Trump wygra wybory, zasygnalizował, że drastycznie ograniczy lub nawet całkowicie zaprzestanie wsparcia dla Ukrainy. Ponadto Trump skrytykował Zełenskiego na jednym z wieców wyborczych, ponieważ jego zdaniem odmówiłby on zawarcia porozumienia z prezydentem Władimirem Putinem w sprawie zakończenia wojny. Podczas tego wydarzenia Trump uznał odbudowę Ukrainy za beznadziejną. Harris uważała jednak, że niewłaściwe jest zmuszanie Ukrainy do oddania dużej części swojego terytorium, przyjęcia neutralnego statusu i rezygnacji ze zobowiązań w zakresie bezpieczeństwa ze strony innych państw, ponieważ były to te same propozycje, które proponował Putin. Uważała propozycje Trumpa dotyczące kapitulacji Ukrainy za niebezpieczne i niedopuszczalne. Wsparcie USA dla Ukrainy nie jest aktem charytatywnym, ale raczej leży w interesie bezpieczeństwa Ameryki.
Wiceminister spraw wewnętrznych Łeonid Timczenko powiedział, że Ukraina wpisała do „Jednolitego rejestru osób zaginionych w szczególnych okolicznościach” 55 tys. obywateli, w tym osoby, które zaginęły w wyniku wojny, okupacji lub klęsk żywiołowych lub spowodowanych przez człowieka. Większość z nich to żołnierze.

### 27 września

Zdjęcia FIRMS NASA przedstawiające pożar w Tambowie od 27 września do 1 października 2024.

Batalion uderzeniowy dronów „Achilles” z ukraińskiej 92 Brygady Sił Specjalnych stwierdził, że odparto rosyjski atak w pobliżu wsi Piszczane w obwodzie charkowskim, a dziesiątki pojazdów zostało uszkodzonych i zniszczonych. Dowódca Jurij Fedosenko powiedział, że siły rosyjskie próbowały posunąć się w kierunku Kolesnykiwki i Kruhliakiwki, używając ok. 50 pojazdów opancerzonych. Udostępniono materiały filmowe pokazujące powtarzające się ukraińskie ataki dronów FPV na rosyjskie pojazdy, które według doniesień zniszczyły 14 szt. i uszkodziły 26 szt. rosyjskiego sprzętu wojskowego, w tym czołgi i bojowe wozy piechoty.
Według ISW siły ukraińskie odparły wzmocniony batalionowy atak zmechanizowany Rosji w kierunku Kupiańska, pierwszy duży rosyjski atak zmechanizowany wzdłuż linii Kupiańsk–Swatowe–Kreminna od zimy 2024 roku. Wojska rosyjskie mogą nasilać swoje wysiłki, aby dotrzeć do rzeki Oskoł, chociaż rosyjskie postępy na wschodnim brzegu rzeki prawdopodobnie w dalszym ciągu będą stopniowe. Grupa sił prawdopodobnie miała ograniczone możliwości utrzymania zintensyfikowanego wysiłku ofensywnego wzdłuż linii Kupiańsk–Swatowe–Kreminna lub prowadzenia skutecznych operacji bojowych, które skutkowały szybszymi postępami. Tymczasem siły rosyjskie i ukraińskie kontynuowały ataki w obwodzie kurskim, ale żadna ze stron nie poczyniła dalszych postępów. Wojska rosyjskie zrobiły postępy w pobliżu Torećka i wokół niego oraz na południowy wschód od Pokrowska.
Według Sił Powietrznych Ukrainy w nocy Rosjanie zaatakowali Ukrainę za pomocą rakiety balistycznej Iskander-M/KN-23 (wystrzelonej z Krymu), dwóch rakiet manewrujących Ch-22 (z samolotów Tu-22M3 znad Morza Czarnego) i 32 dronów Shahed 136/131 (z Primorsko-Achtarska). Ukraińska obrona przeciwlotnicza zniszczyła 24 drony, jeden wleciał w przestrzeń powietrzną Rumunii, a kolejny zaginął na Ukrainie. Obrona przeciwlotnicza działała w obwodach dniepropetrowskim, mikołajowskim i odeskim. Gubernator Serhij Łysak poinformował, że nad ranem rosyjski pocisk uderzył w okręgowy komisariat policji w Krzywym Rogu w obwodzie dniepropetrowskim, w wyniku czego zginęło czterech policjantów, a co najmniej sześć osób zostało rannych. Budynek komisariatu został zniszczony. Uszkodzeniu uległy także 23 domy prywatne, trzy 9-piętrowe budynki mieszkalne, placówka oświatowa i ponad 80 samochodów. Prokuratura Generalna oświadczyła, że Rosjanie przeprowadzili masowy atak dronów na Izmaił w obwodzie odeskim, zabijając trzy osoby i raniąc 14 kolejnych, w tym troje dzieci (dwóch chłopców w wieku 3 i 13 lat oraz 14-letnia dziewczynka). W wyniku ostrzału zniszczona została infrastruktura cywilna, w tym budynki prywatne i mieszkalne, budynki komercyjne, samochody i jedno przedsiębiorstwo. Nad ranem wojska rosyjskie zaatakowały kierowanymi bombami lotniczymi budynek mieszkalny we wsi Inhułeć w obwodzie chersońskim. Ranne zostały cztery osoby, w tym dwójka dzieci.
Na poligonie Głównego Zarządu Wywiadowczego (GRU) na wschód od Tambowa wybuchł duży pożar widoczny przez FIRMS NASA. Rosyjskie Ministerstwo Sytuacji Nadzwyczajnych, powołując się na status obiektu o ograniczonym dostępie, odmówiło komentarza. Wywiad ukraiński poinformował, że pułkownik armii rosyjskiej 51-letni Aleksiej Kołomiejcew zginął w mieście Kołomna w obwodzie moskiewskim. Był szefem 924. Państwowego Centrum (jednostka wojskowa nr. 20924) ds. bezzałogowych statków powietrznych w MON Rosji. Jednostka była odpowiedzialna za szkolenie specjalistów w zakresie bojowego wykorzystania dronów, w tym dronów Shahed oraz personelu do konserwacji dronów.

### 28 września
Rzecznik ukraińskiego Dowództwa „Południe” Władysław Wołoszyn powiedział, że wojska rosyjskie najwyraźniej przygotowywały się do operacji szturmowych w południowo-wschodnim obwodzie zaporoskim, gdzie „wróg gromadził personel”, głównie w pobliżu okupowanego Pryjutnego. Rzecznik zasugerował, że potencjalna operacja może być próbą Rosji poprawy swojej pozycji taktycznej w tym rejonie, ale „na razie nie było mowy o ofensywie”.
W ocenie ISW wojska rosyjskie zrobiły niewielkie postępy w obwodzie kurskim oraz postępy w pobliżu Kupiańska, Sełydowego i Wuhłedaru.
Siły Powietrzne Ukrainy Rosja zaatakowała Ukrainę przy użyciu dwóch rakiet balistycznych Iskander-M (wystrzelonych z Krymu), dwóch rakiet manewrujących Ch-59/Ch-69 (z okupowanego obwodu zaporoskiego) i 73 dronów Shahed 136/131 (z Kurska, Primorsko-Achtarska, Orła i Krymu). Ukraińska obrona przeciwlotnicza zestrzeliła dwa pociski Ch-59/Ch-69 i 69 dronów, jeden dron poleciał w kierunku Rosji, a trzy zaginęły na Ukrainie. Obrona przeciwlotnicza działała w obwodzie kijowskim, czerkaskim, winnickim, kirowohradzkim, rówieńskim, dniepropetrowskim, zaporoskim, połtawskim, sumskim, charkowskim, chersońskim, odeskim i mikołajowskim. Odłamki rosyjskich dronów uszkodziły infrastrukturę energetyczną w obwodzie połtawskim. Bez prądu pozostały 72 gospodarstwa domowe i 22 odbiorców lokalnych. W wyniku nocnego ataku na Odessę uszkodzony został ośrodek wypoczynkowy.
Szef MSW Ukrainy Ihor Kłymenko poinformował, że rosyjski „podwójny atak” (za pomocą dronów i bomb lotniczych KAB) na szpital w północno-wschodnich Sumach zabił 10 osób i ranił 22 kolejne. Pierwszy atak miał miejsce ok. 8:30 czasu lokalnego oraz zabił jedną osobę i spowodował poważne uszkodzenia kilku pięter szpitala. Drugi atak nastąpił ok. 10 min później, gdy ratownicy i policja przybyli, aby ewakuować pacjentów w bezpieczne miejsce. Wśród zabitych i rannych było dwóch policjantów. Gubernator Ołeh Siniehubow podał, że trzy osoby zginęły, a sześć zostało rannych w wyniku rosyjskich nalotów na wieś Słatyne w obwodzie charkowskim. Atak wymierzony był w infrastrukturę cywilną, uderzając w placówkę edukacyjną i sklepy. Placówka edukacyjna i kilka domów zostało uszkodzonych. Po ataku zapalił się budynek niemieszkalny, dom, wiele budynków gospodarczych, samochód i sucha trawa na otwartej przestrzeni. Sędzia Sądu Najwyższego Ukrainy Leonid Lobojko (61 lat) zginął w ataku rosyjskiego drona FPV na pojazd cywilny we wsi Kozacza Łopań w obwodzie charkowskim. Podobno Lobojko w tym czasie dostarczał pomoc humanitarną. Trzech kolejnych mieszkańców zostało rannych. Prokuratura regionalna oświadczyła, że w 2:05 wojska rosyjskie zaatakowały centrum Dobropola w obwodzie donieckim, w wyniku czego siedem osób zostało rannych. Oprócz budynków mieszkalnych, z których część spłonęła, uszkodzony został budynek administracyjny i garaż.
Rosyjski kanał na Telegramie „Baza” poinformował, że doszło do eksplozji na moście kolejowym w obwodzie samarskim, w wyniku czego uszkodzone zostały betonowe konstrukcje podtrzymujące tory. „Nieznane urządzenie” wybuchło ok. 13:30 czasu lokalnego w pobliżu miasta Kiniel. W momencie eksplozji wzdłuż mostu jechał pociąg towarowy, jednak nie nie wykoleił się. Nie zgłoszono żadnych ofiar.
Ministerstwa Obrony Litwy ogłosiło, że przekazano Ukrainie nowy pakiet pomocy wojskowej, który obejmował sprzęt logistyczny, amunicję, laptopy i inne rzeczy.

### 29 września

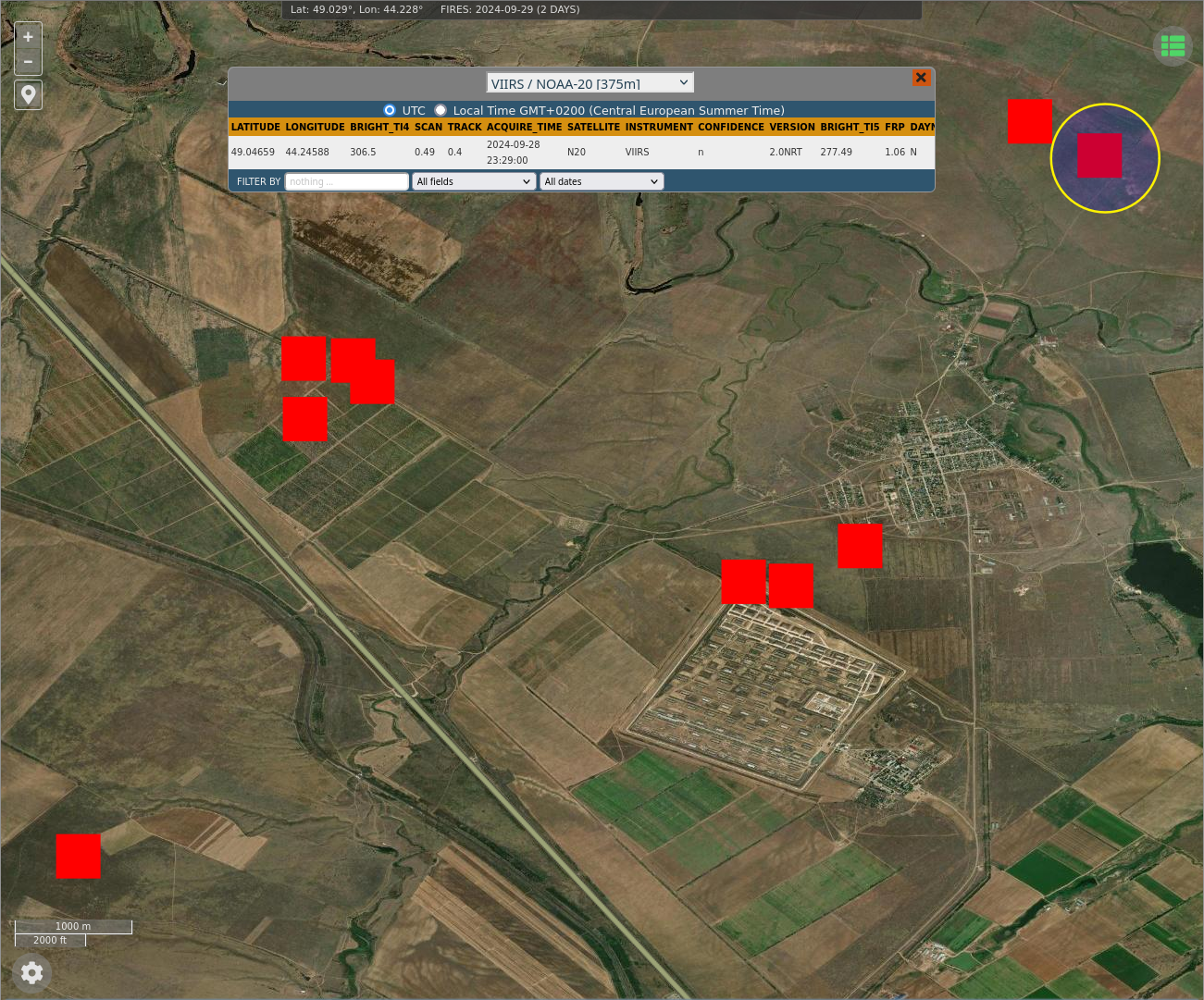
Pożary, które wybuchły 29 września w pobliżu Kotłubania wykryte przez NASA FIRMS, pierwsze wykrycie miało miejsce 28 września o 23:29 (UTC).

Według ISW siły ukraińskie posunęły się naprzód w rejonie gluszkowskim, na zachód od ukraińskiego występu w obwodzie kurskim. Wojska rosyjskie zrobiły postępy na kierunkach torećkim i pokrowskim. Potwierdzono, że siły rosyjskie zdobyły wioskę Krutij Jar, na południowy wschód od Pokrowska. Rosja stwierdziła również, że przejęła kontrolę nad Makijiwką w obwodzie ługańskim.
Sztab Generalny Ukrainy poinformował, że Rosja atakowała w kierunkach Charkowa, Kupiańska, Łymanu, Siewierska, Kramatorska, Torećka, Pokrowska, Kurachowego, Wremiwki, Zaporoża, Hulajpola i Chersonia, gdzie doszło do 153 starć. W ciągu doby wojska rosyjskie przeprowadziły jeden atak rakietowy, 88 nalotów i 141 ostrzałów na pozycje ukraińskie i obszary zaludnione. Operacja w obwodzie kurskim trwała. Lotnictwo i artyleria ukraińskie przeprowadziły 14 ataków na miejsca koncentracji personelu i obrony przeciwlotniczej, dwa na jednostki artylerii i na stację walki radioelektronicznej. Ukraińska 72 Samodzielna Brygada Zmechanizowana oświadczyła, że jej dowódca, pułkownik Iwan Winnik został przeniesiony „w celu awansu i przekazania doświadczenia bojowego”. Winnik został dowódcą 72 Brygady w sierpniu 2022 roku, która pod jego dowództwem broniła Wuhłedaru od ponad 2 lat.
Według Sił Powietrznych Ukrainy w nocy Rosjanie zaatakowali Ukrainę przy wykorzystaniu 22 dronów Shahed 136/131, wystrzelonych z Jejska, Kurska i Krymu. Ukraińska obrona przeciwlotnicza zniszczyła 15 dronów w obwodach sumskim, winnickim, mikołajowskim i odeskim, a kolejne pięć zaginęło na Ukrainie. Gubernator Iwan Fedorow poinformował, że 16 osób, w tym nastolatka, zostało rannych w wyniku 13 rosyjskich ataków bomb lotniczych KAB na Zaporoże. Jedna z rakiet trafiła w wieżowiec mieszkalny, a druga w stację kolejową. Władze ukraińskie zgłosiły zniszczenia i uszkodzenia budynków cywilnych. Ponadto wybuchło kilka pożarów. Administracja Wojskowa obwodu sumskiego podała, że siły rosyjskie zaatakowały 14 miejscowości, raniąc 10 osób.
MON Rosji podało, że w nocy zestrzelono 125 z ok. 200 dronów w obwodach wołgogradzkim (67 dronów), biełgorodzkim (17), woroneskim (17), rostowskim (18), briańskim (1), kurskim (1) i Krajem Krasnodarskim (1), a także nad Morzem Azowskim (3). Wybuchy było słychać w kilkudziesięciu miejscach, w szczególności donoszono o nich z Jejska i Primorsko-Achtarska, gdzie znajduje się lotnisko wojskowe i skąd startują drony Shahed. Lokalni gubernatorzy zgłosili szkody, ale żadnych ofiar. Według gubernatora Aleksandra Gusiewa kilka dronów spadło w Wołgogradzie, powodując pożary w dwóch budynkach mieszkalnych, a spadające szczątki „spowodowały pożary traw”. W kilku dzielnicach wybuchły pożary oraz odnotowano uszkodzenia samochodów w wyniku upadku szczątków.
Według mediów społecznościowych i zdjęć NASA FIRMS jeden z ataków dronów miał miejsce w pobliżu Kotłubania w obwodzie wołgogradzkim (300 km od granicy z Ukrainą), gdzie znajduje się skład amunicji (arsenał Głównego Zarządu Artylerii Rakietowej MON Rosji). System monitorowania pożarów NASA zarejestrował trzy punkty ostrzału w pobliżu składu. Później SG Ukrainy potwierdził, że „siły obronne uderzyły w skład wojskowy Kotłubań” dzień po tym, jak rzekomo przybyła tam dostawa irańskiej broni. „Na terenie składu zaobserwowano pożar i detonację amunicji”, dodając, że obiekt był wykorzystywany do przechowywania i modernizacji pocisków i artylerii. Bloger wojenny Rybar podał, że „w rejonie Kotłubania, gdzie znajduje się skład (...) odnotowano kilka eksplozji”, jednak uniknięto „poważnych zniszczeń”.
Minister obrony Troels Lund Poulsen oświadczył, że Dania zainwestuje 628 milionów dolarów w produkcję broni na Ukrainie. Poulsen podpisał następujące umowy z minister obrony Rustemem Umierowem i ministrem ds. przemysłu strategicznego Hermanem Smetaninem.
Według agencji TASS Rosja wydała na swój budżet wojskowy prawie 70% więcej w porównaniu z 2023 rokiem. Na rok 2025 planowany jest dalszy wzrost o 23%. Budżet wojskowy powinien wówczas stanowić ok. ⅓ całego rosyjskiego budżetu.

### 30 września
Ministerstwo Obrony Rosji stwierdziło, że wojska rosyjskie zajęły wioskę Nelipiwka, na północ od Nju-Jorka w obwodzie donieckim. Rzecznik ukraińskiego Zgrupowania „Charków” Witalij Sarantsew powiedział, że wojska rosyjskie używały „maksymalnego zasięgu broni”, aby zaatakować niedawno odbitą Wołczańską Fabrykę Kruszyw w obwodzie charkowskim, opisując sytuację jako „trudną”. Siły rosyjskie nieustannie atakowały sektor charkowski, co uczyniło fabrykę w mieście „celem numer jeden”. Stwierdził, że „[zakład] nie jest dla [Rosji] celem taktycznym jako takim. Ale jednocześnie utrata tego obiektu była bardzo silnym ciosem dla jej wizerunku”, w wyniku czego wojska rosyjskie przeprowadzały ataki na fabrykę przy użyciu kierowanych bomb lotniczych i wyrzutni rakiet TOS-1A Sołncepiok. „Innymi słowy [Rosja] postępowała zgodnie ze swoją standardową praktyką niszczenia tego, czego nie mogła zdobyć”.
W ocenie ISW wojska rosyjskie posunęły się naprzód w rejonie gluszkowskim w obwodzie kurskim, a siły ukraińskie i rosyjskie zrobiły postępy w obszarze kontrolowanym przez Ukraińców w obwodzie kurskim. Siły rosyjskie posunęły się w kierunku Swatowego, Czasiw Jaru, Torećka, Pokrowska i Doniecka.
Sztab Generalny Ukrainy poinformował, że Rosja atakowała w kierunkach Charkowa, Kupiańska, Łymanu, Siewierska, Kramatorska, Torećka, Pokrowska, Kurachowego, Wremiwki, Zaporoża i Hulajpola, gdzie doszło do 189 starć. W ciągu doby wojska rosyjskie przeprowadziły cztery ataki rakietowe i 74 naloty na pozycje ukraińskie i obszary zaludnione. Operacja w obwodzie kurskim trwała. Lotnictwo i artyleria ukraińskie przeprowadziły co najmniej cztery ataki na system przeciwlotniczy, jednostkę artylerii, miejsce koncentracji i stację radarową. Według analizy Sił Powietrznych Ukrainy wrzesień był pierwszym miesiącem codziennych ataków dronami Shahed. W sumie Rosja zaatakowała Ukrainę przy użyciu 1339 dronów (średnio 44 dziennie), z czego 1107 zostało zestrzelonych, a część została stłumiona przez walkę elektroniczną.
Siły Powietrzne Ukrainy poinformowały, że od 19:00 do 8:00 Rosja zaatakowała Ukrainę za pomocą jednego pocisku balistycznego Iskander-M (wystrzelonego z Krymu), jednej rakiety manewrującej Ch-59/Ch-69 (z okupowanego obwodu zaporoskiego), jednego pocisku przeciwradarowego Ch-31P (znad Morza Czarnego) i 73 dronów Shahed 136/131 (z Kurska, Jejska, Orła). Ukraińska obrona przeciwlotnicza zestrzeliła jeden pocisk Ch-59/Ch-69 i 67 dronów w obwodach kijowskim, czerkaskim, winnickim, kirowohradzki, żytomierskim, połtawskim, czernihowskim, sumskim, charkowskim, dniepropietrowskim i mikołajowskim. Jeden dron poleciał w kierunku Białorusi, trzy kolejne zaginęły na Ukrainie, a jeden dron pozostawał w przestrzeni powietrznej Ukrainy. Część dronów poleciała w kierunku Kijowa. Ostrzeżenie o nalotach w mieście trwało ponad 5h. Według władz lokalnych wszystkie drony zostały zestrzelone oraz nie było ofiar ani uszkodzeń. W obwodzie dniepropetrowskim ekipa remontowa firmy DTEK podczas prac znalazła się pod ostrzałem Rosjan. Jeden z dronów uderzył w samochód ekipy, który zapalił się, jednakże pracownikom energetyki udało się ukryć i nie odnieśli żadnych obrażeń.
Rzecznik Departamentu Stanu USA Matthew Miller powiedział, że Ukraina „nie potrzebuje pozwolenia” od amerykańskiego rządu na przeprowadzenie głębokich ataków na cele w Rosji. Pod warunkiem, że używana broń jest produkcji ukraińskiej. Administracja Joe Bidena utajniła swoją strategię wobec Ukrainy, pomimo wymogu Kongresu, aby taka strategia została ujawniona publicznie w celu rozliczenia pomocy USA dla Ukrainy.
Prezydent Władimir Putin podpisał dekret, zgodnie z którym 133 tys. Rosjan w wieku od 18 do 30 lat zostanie powołanych do służby wojskowej w okresie między październikiem 2024 roku a styczniem 2025 roku. Dekret dotyczył Rosjan, którzy nie byli w rezerwie i podlegali służbie wojskowej.